# 千葉駅
千葉駅（ちばえき）は、千葉県千葉市中央区新千葉一丁目にある、東日本旅客鉄道（JR東日本）・千葉都市モノレールの駅である。隣接する京成電鉄の京成千葉駅は、乗換駅となっている。

## 概要
東日本旅客鉄道（JR東日本）と千葉都市モノレールが乗り入れており、中央区新千葉一丁目に位置する。
千葉県の県庁所在地および政令指定都市である千葉市の中心駅である。横須賀・総武快速線（総武線快速）、中央・総武緩行線（中央総武線各駅停車） 成田線、総武本線、外房線、内房線、千葉都市モノレール1号線、千葉都市モノレール2号線が乗り入れており、東京都心方面からの緩急分離運転区間の終点および千葉県内各地へ向かう各路線が集結するジャンクションおよびターミナル駅である。千葉都市モノレールの駅は、京成電鉄の京成千葉駅と一体的な造りとなっており、当駅のモノレール連絡通路からモノレール口を通ることで京成千葉線へも乗り換えが可能である。
当駅には駅ビル（ペリエ千葉）、複合施設（ウェストリオ）、ホテル（サンルート千葉）、センシティ（センシティタワー、そごう千葉店、ヨドバシHD千葉ビル）、商業施設（シーワン）などが入居・接続している。主に当駅東側から千葉中央駅にかけての中心市街地（富士見地区から中央地区）には企業のオフィスビル、銀行や商業施設、家電量販店などが林立する繁華街となっており、柏駅や船橋駅周辺などとともに千葉県有数の市場規模を誇る巨大商圏となっている。
当駅は2011年（平成23年）以前から建て替え工事が進められてきており、2016年（平成28年）11月20日、53年ぶりに新しい「千葉駅」として開業した。改札など駅機能を3階に集約することで、ターミナル駅として利便性も向上している。
駅西口には2013年（平成25年）10月1日に千葉都市計画事業千葉駅西口地区第二種市街地再開発事業の中核施設として複合施設のウェストリオ（WESTRIO）が開業し、ホテル棟（WESTRIO1）と事務所棟（WESTRIO2・WESTRIO3）のビルが3棟並ぶ。2018年（平成30年）6月28日には千葉ステーションビル主体の駅ビル「ペリエ千葉（Perie）」が開業し、構内にはエキナカ（地上3、4階の2フロア）、改札外にはペリエ千葉の本館、ペリチカ、ストリート1、ストリート2と約8万3000平方メートル（地下1階 - 地上7階）の大規模な駅ビルが隣接している。
駅周辺は都市の国際競争力強化の観点から特に重要な地域として都市再生緊急整備地域に指定されており、千葉駅東口地区第一種市街地再開発事業、千葉駅西口地区第二種市街地再開発事業（B工区） 等、更なる都市再開発事業が続いている。
事務管コードは▲431218を使用している。

## 乗り入れ路線

当駅を発着するJR線の運転系統

JR東日本の駅に乗り入れている路線は、線路名称上は総武本線と外房線の2路線であり、このうち総武本線を当駅の所属線とし、外房線は当駅を起点としている。一方、当駅に乗り入れる運転系統は多岐にわたる。
総武本線は当駅から東京方面は錦糸町駅までが複々線となっており、快速線を走行する総武快速線と緩行線を走行する中央・総武線各駅停車がそれぞれ運転されている。総武快速線は一部列車が当駅より先（後述の各線）へ直通しているが、中央・総武線各駅停車は当駅を運転系統の起終点としている。なお、津田沼・当駅間が複線だった頃は、当駅より先に直通する各駅停車も運転されていた。現在では配線上、内房線や外房線、総武本線（銚子方面）や成田線へ直通することが不可能となり、折り返し運転のみが可能となっている。
東京都心方面へ向かう総武本線は、快速線を走る総武快速線と、緩行線を走る中央・総武線各駅停車の2系統が発着する。このうち、横須賀線・総武快速線は総武本線、成田線、鹿島線、外房線、内房線へ相互直通運転を実施している。
- 横須賀・総武快速線（総武線快速）：快速線を走行する総武本線の近距離電車。 - 駅番号「JO 28」
- 中央・総武緩行線（総武線各駅停車）：緩行線を走行する総武本線の近距離電車。 - 駅番号「JB 39」

千葉県内各地へ向かう各路線は次の4系統が発着する。すべて横須賀線・総武快速線への相互直通運転を実施している。
- ■ 総武本線：当駅から佐倉駅・成東駅経由で千葉県最東端である銚子市の銚子駅まで伸びる。
- ■ 成田線：成田駅経由で銚子市の銚子駅まで伸びるほか、成田駅から成田空港駅に至る支線を持つ。線路名称上は当駅 - 佐倉駅間と松岸駅 - 銚子駅間は総武本線への乗り入れ区間。
- ■ 外房線：房総半島の太平洋側（茂原駅・上総一ノ宮駅）経由で鴨川市の安房鴨川駅まで伸びる。
- ■ 内房線：房総半島の東京湾側（木更津駅・君津駅・館山駅等）経由で安房鴨川駅まで伸びる。線路名称上は当駅 - 蘇我駅間は外房線への乗り入れ区間。

千葉都市モノレールの駅は1号線と、当駅を起点とする2号線の乗換駅となっている。両線共通で「CM 03」の駅番号が設定されている。モノレール同士の乗換駅は日本国内では当駅と大阪モノレールの万博記念公園駅のみである。
- 千葉都市モノレール1号線：JR東日本の千葉みなと駅から県庁前駅までを結ぶ路線。
- 千葉都市モノレール2号線：当駅からJR東日本の都賀駅を経由し同市若葉区の千城台駅までを結ぶ路線。

当駅は京成電鉄「京成千葉駅」と相互乗換駅になっており、接続路線は京成千葉線である。当駅中央改札から出場して南口からそごう千葉店方面に向かうか、モノレール連絡口を通り京成千葉駅のモノレール口から入場することで乗り換えが可能である。

## 歴史

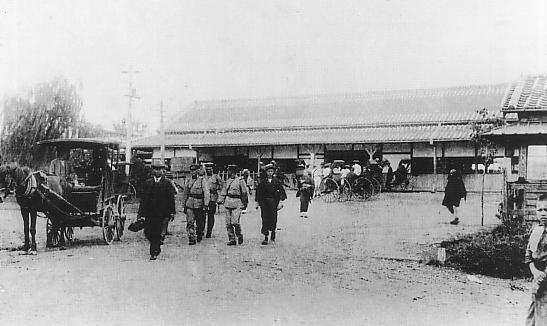
大正期の千葉駅

1963年（昭和38年）に移転するまでは、800メートルほど成田方面寄りの千葉市民会館周辺（北緯35度36分56秒 東経140度7分12秒 / 北緯35.61556度 東経140.12000度）にあり、佐倉・銚子方面から船橋・東京方面と蘇我駅・安房鴨川駅方面の二またに分かれていた。そのため船橋・東京方面と蘇我・安房鴨川方面を結ぶ直通列車は、当駅でスイッチバックする形となっていた。
現在地に移転後は、船橋・東京方面から蘇我・安房鴨川方面と佐倉・銚子方面の二またに分かれる線形に改良された。駅全体がV字状になっているのはそのためである。千葉近隣の駅では大網駅も同様の変遷をたどっている。駅前広場も当時は非常に狭く、バス路線の大半は駅より離れた「要町」での発着となっていた。栄町は当時の千葉駅前から千葉県庁へのメインストリートに当たり、繁華街であった。千葉市民会館の近くに、旧駅の石碑が残っている。また、移転後の1965年（昭和40年）には旧駅よりもやや成田寄りに東千葉駅が新設されている。

### 年表
JR東日本

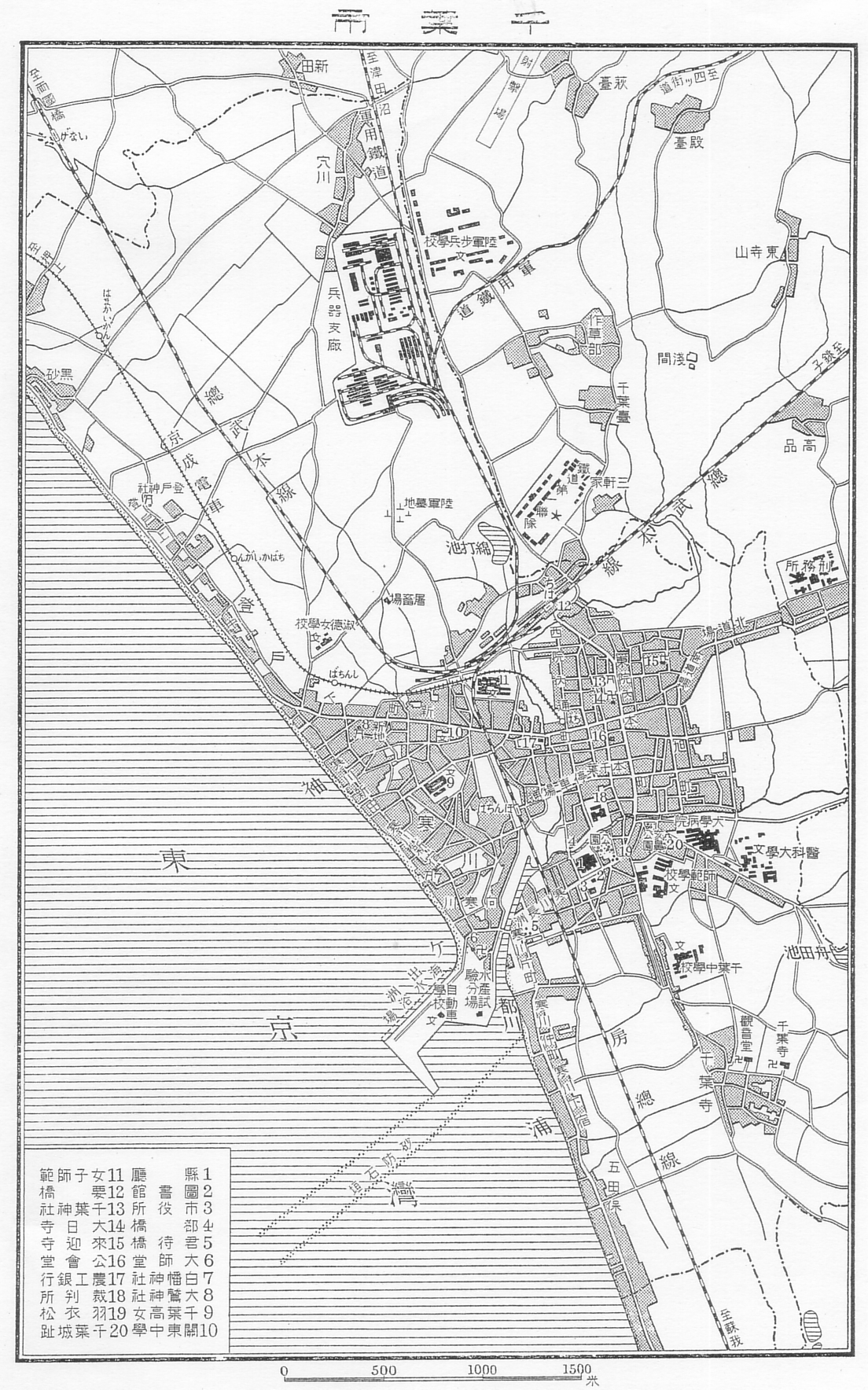
1930年頃（昭和初頭）の千葉市周辺地図 ※国鉄千葉駅と京成千葉駅は現在と異なる位置にあり、西院内通町（現在の栄町通り・ハミングロードパルサ）で繋がっていた

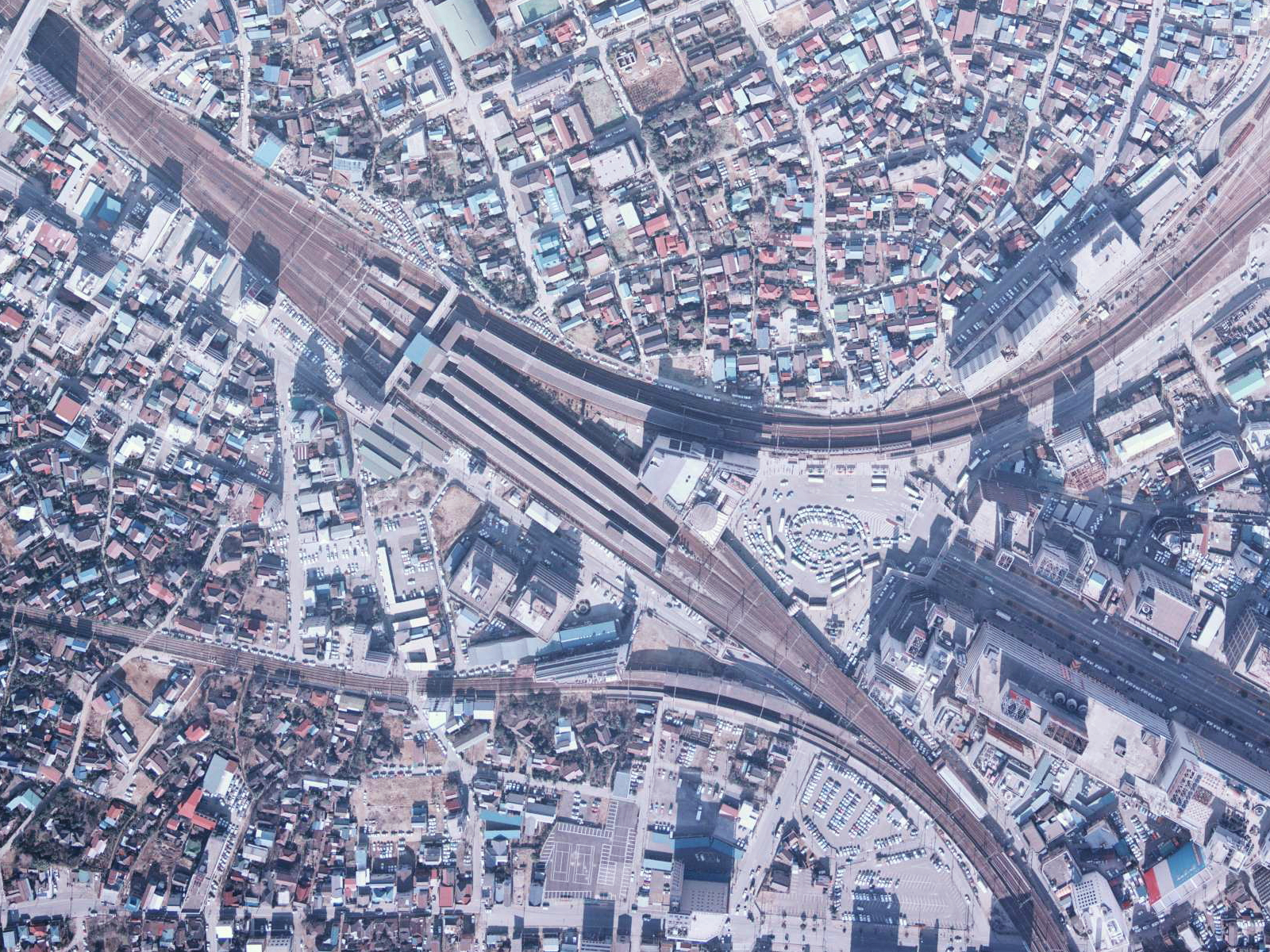
千葉駅周辺の空中写真（1975年1月撮影） ※

- 1894年（明治27年）7月20日：総武鉄道の駅として開業[7]。一般駅。
- 1896年（明治29年）2月25日：房総鉄道が乗り入れ[7]。
- 1907年（明治40年）9月1日：総武鉄道・房総鉄道が国有化、帝国鉄道庁の駅となる[7]。
- 1923年（大正12年）9月1日：関東大震災により全壊[7]。
- 1945年（昭和20年）6月10日：太平洋戦争下で空襲による被害を受ける[7]。
- 1963年（昭和38年）4月28日：現在地の高架駅に移転[8]。総武本線東京方面・外房線のスイッチバックを解消[7]。ホームは4面8線で総武本線と成田線が共用だった[7]。
- 1971年（昭和46年）4月1日：旅行センター開業[9]。
- 1975年（昭和50年）5月10日：貨物の取扱を廃止（旅客駅となる）[8]。
- 1981年（昭和56年）
  - 7月5日：津田沼駅 - 千葉駅間複々線化。
  - 12月20日：西千葉駅寄りの立体交差化完成。
- 1984年（昭和59年）2月1日：9・10番線ホームを増設。成田線ホームとなる[10][注 3]。
- 1987年（昭和62年）4月1日：国鉄分割民営化により、東日本旅客鉄道（JR東日本）の駅となる[7]。
- 1993年（平成5年）9月11日：東口に自動改札機を設置し、供用開始[12]。
- 1997年（平成9年）
  - 2月19日：旧1階コンコースと3・4番線ホームとの間に車いす対応エスカレーターを設置し、供用開始[新聞 6]。
  - 3月4日：旧1階コンコースと1・2番線ホームとの間に車いす対応エスカレーターを設置し、供用開始[新聞 6]。
  - 3月19日：旧1階コンコースと5・6番線ホームとの間に車いす対応エスカレーターを設置し、供用開始[新聞 6]。
  - 夏：旧1階コンコースと9・10番線ホームとの間に車いす対応エスカレーターを設置し、供用開始[新聞 6]。
  - 9月29日：旧1階コンコースと7・8番線ホームとの間に車いす対応エスカレーターを設置し、供用開始[新聞 7]。これにより全ホームにエスカレーターを設置[新聞 7]。
- 2001年（平成13年）11月18日：JR東日本でICカード「Suica」の利用が可能となる[報道 3]。
- 2016年（平成28年）11月20日：現駅舎と3階駅ナカ商業施設「ペリエ千葉エキナカ」が開業。千葉都市モノレール千葉駅間および京成千葉駅との連絡通路が完成[報道 4][新聞 8][新聞 9]。
- 2017年（平成29年）
  - 4月27日：「ペリエ千葉エキナカ」の4階部分が完成し、全面開業[報道 5][新聞 10][新聞 1]。
  - 9月7日：駅ビル先行開業（2階以上）[報道 6][報道 7][新聞 11]。
- 2018年（平成30年）6月28日：駅ビル全面開業[報道 1][報道 2][報道 6][新聞 3]。
- 2020年（令和2年）
  - 2月16日：東京圏輸送管理システム（ATOS）を導入[13]。
  - 3月31日：この日をもってびゅうプラザが営業を終了[14][15]。
  - 11月27日：改札内に駅ナカシェアオフィス「STATION BOOTH」が開業[報道 8]。
- 2025年（令和7年）
  - 3月13日：2番線（総武線各駅停車）ホームでスマートホームドアの使用を開始。
  - 3月28日：1番線（総武線各駅停車）ホームでスマートホームドアの使用を開始[報道 9]

千葉都市モノレール
- 1991年（平成3年）6月12日：千葉都市モノレール2号線開業[新聞 12][新聞 13]。当初は約100 m千葉公園駅寄りの仮駅だった[8]。
- 1995年（平成7年）8月1日：千葉都市モノレール1号線開業[新聞 14]。本駅もこの時に開業[8]。
- 2009年（平成21年）3月14日：千葉都市モノレールでICカード「PASMO」の利用が可能となる[報道 10]。
- 2016年（平成28年）4月：駅改札内のトイレの改修工事（洋式化）完了。
- 2017年（平成29年）3月：駅改札外のトイレの改修工事（洋式化）と、車椅子用トイレの改修工事（多機能化）完了。
- 2019年（令和元年）8月31日：ホーム柵設置工事完了[報道 11]。

### 駅ビル建て替え
JR東日本千葉支社は、2008年9月18日に、千葉駅とペリエ1となっている千葉駅ビルの建て替えを発表した（後述）。2010年7月時点で、駅構内のほとんどの店舗が閉店され本格的に工事が始まり、通路に天窓が建設され、7・8番線の一部階段が閉鎖されて使用できなくなっていた。また、西口改札外の歩道橋が早期に建て替えられていた。
現在地に移転する1963年以前の駅構造は、頭端式ホーム2面3線と島式ホーム1面2線の計3面5線（加えて複数の留置線を有していた）で、0番線は房総東線（現：外房線）、1番線は房総西線（現：内房線）、2番線は成田線、3番線は中央・総武線（各駅停車）、4番線は総武本線が使用していた。

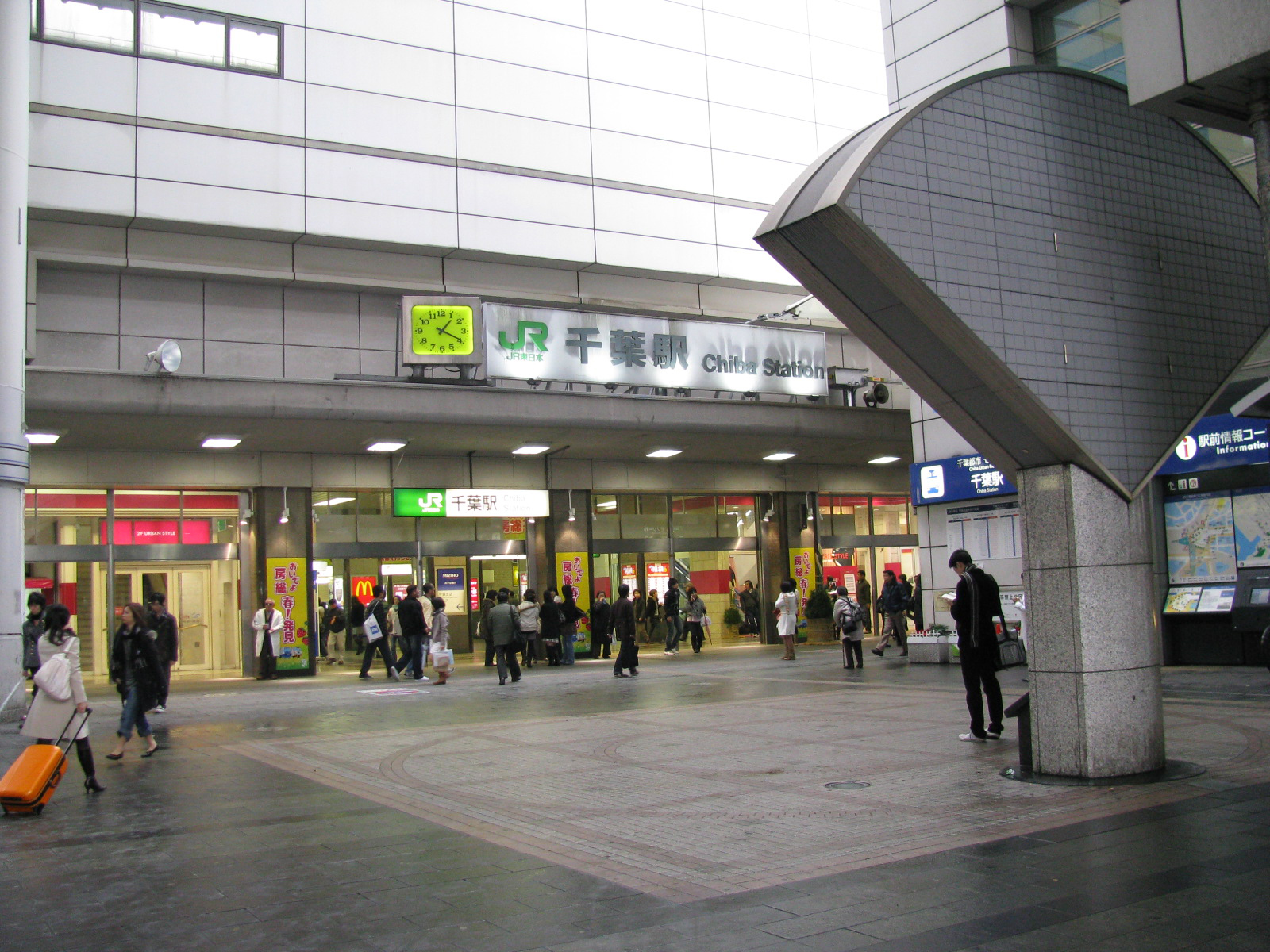
改築前の東口（2007年12月）
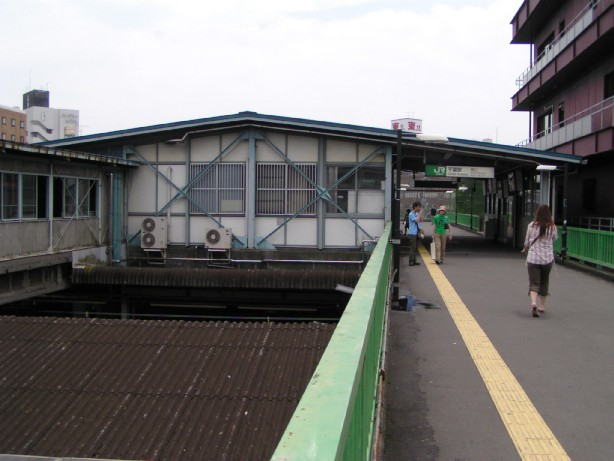
改築前の旧西口（2005年7月）
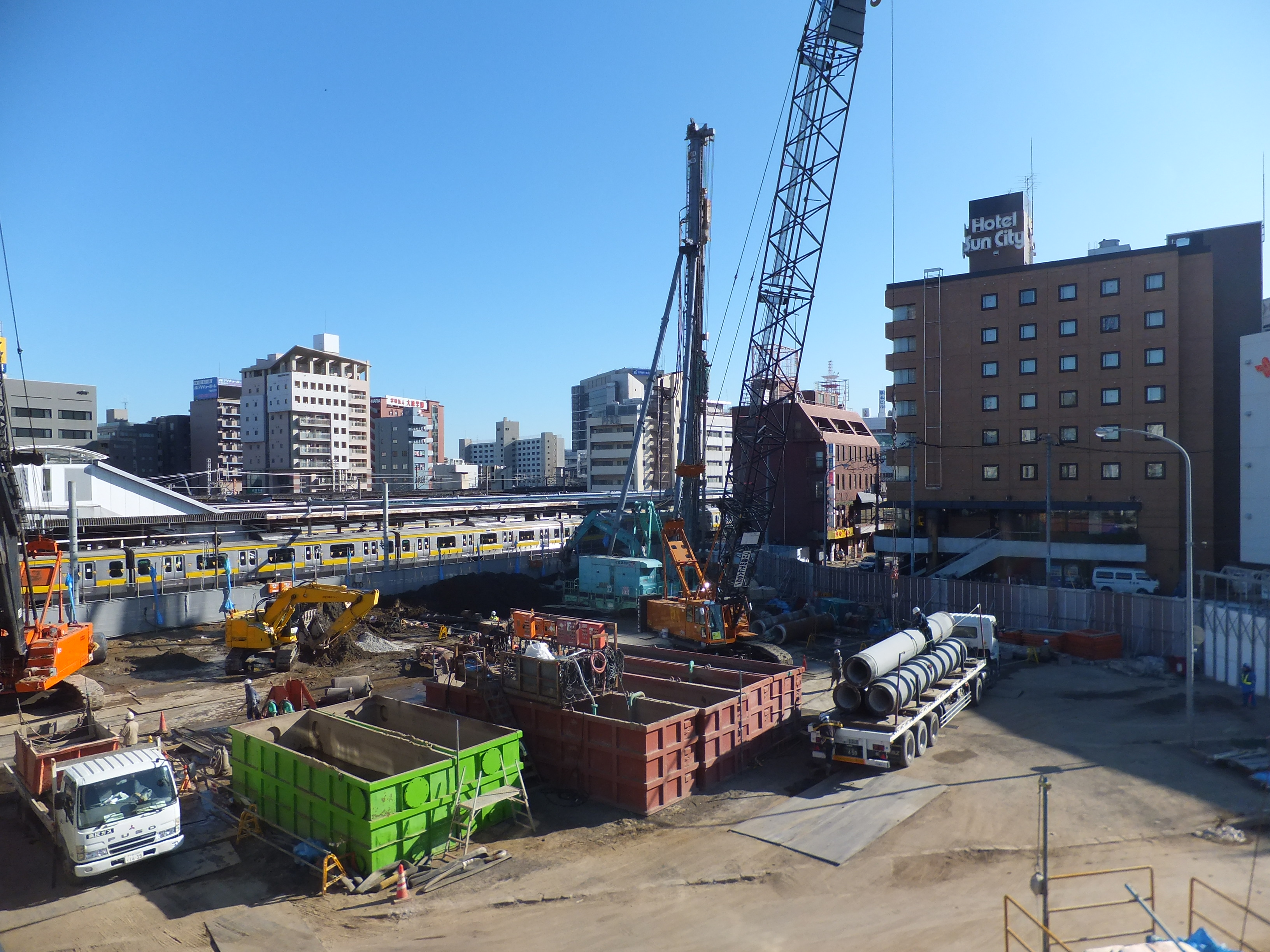
建設中の西口駅ビル（2011年12月）

## 駅構造

### JR東日本
駅長・副長配置の直営駅で、当駅と西千葉駅、本千葉駅、東千葉駅を管理している。また、当駅、稲毛駅、四街道駅で千葉統括センターを構成しており、当駅駅長はその所長も兼任する。島式ホーム5面10線を有する。1 - 6番線と7 - 10番線は、東側で駅ビル（駅本屋を兼ね、「ペリエ千葉」が入っている）を挟む形で分かれている。そのため、東側では5・6番線ホームと7・8番線ホームの距離が離れている。台地の斜面に位置しているため、西千葉駅・稲毛駅方向では橋上であるが、本千葉駅・東千葉駅方向は高架となっている。階数は東口側にある駅ビルが基準となっているため、各ホームは2階として扱われている。駅がこのような型になった理由については「歴史」を参照。
改札口は1 - 6番線と7 - 10番線の二又の間にある3階の中央改札口（東口・南口・千葉公園口・モノレール連絡口に接続）、西千葉駅方向の高架橋にある同じく3階の西改札口（西口・北口に接続）、更にペリエ千葉エキナカ4階にあるペリエ改札（ペリエ千葉4階に接続）の3ヶ所ある。西改札口は2018年3月3日より、始発から午前6時50分までの間は遠隔対応となり、改札係員は不在。一部の自動券売機のみ稼働している。ペリエ改札は午前10時から午後9時の間ICカード利用客のみ利用できる改札口で、終日無人となっており、Suicaチャージ機が設置されている。
コンコースは3階にあり、中央改札口に繋がる東側通路、西改札口に繋がる西側通路、その間にある中央通路で構成されている。東側通路には各ホーム行きのエスカレーターとエレベーターが、西側通路には7・8番線ホーム行きのエレベーターが設置されている。このうち中央通路と5 - 8番線ホームを結ぶエレベーターはペリエ千葉エキナカの4階へもつながっている。ペリエ千葉エキナカの4階へは、このエレベーターの他にエスカレーター3基と階段が設置されている。トイレは東側通路1・2番線側、中央通路9・10番線側、連絡通路の3箇所に、車椅子に対応した多機能トイレはこのうち東側通路1・2番線側と中央通路9・10番線側の2箇所にある。鉄道警察隊は東側通路9・10番線側にある。

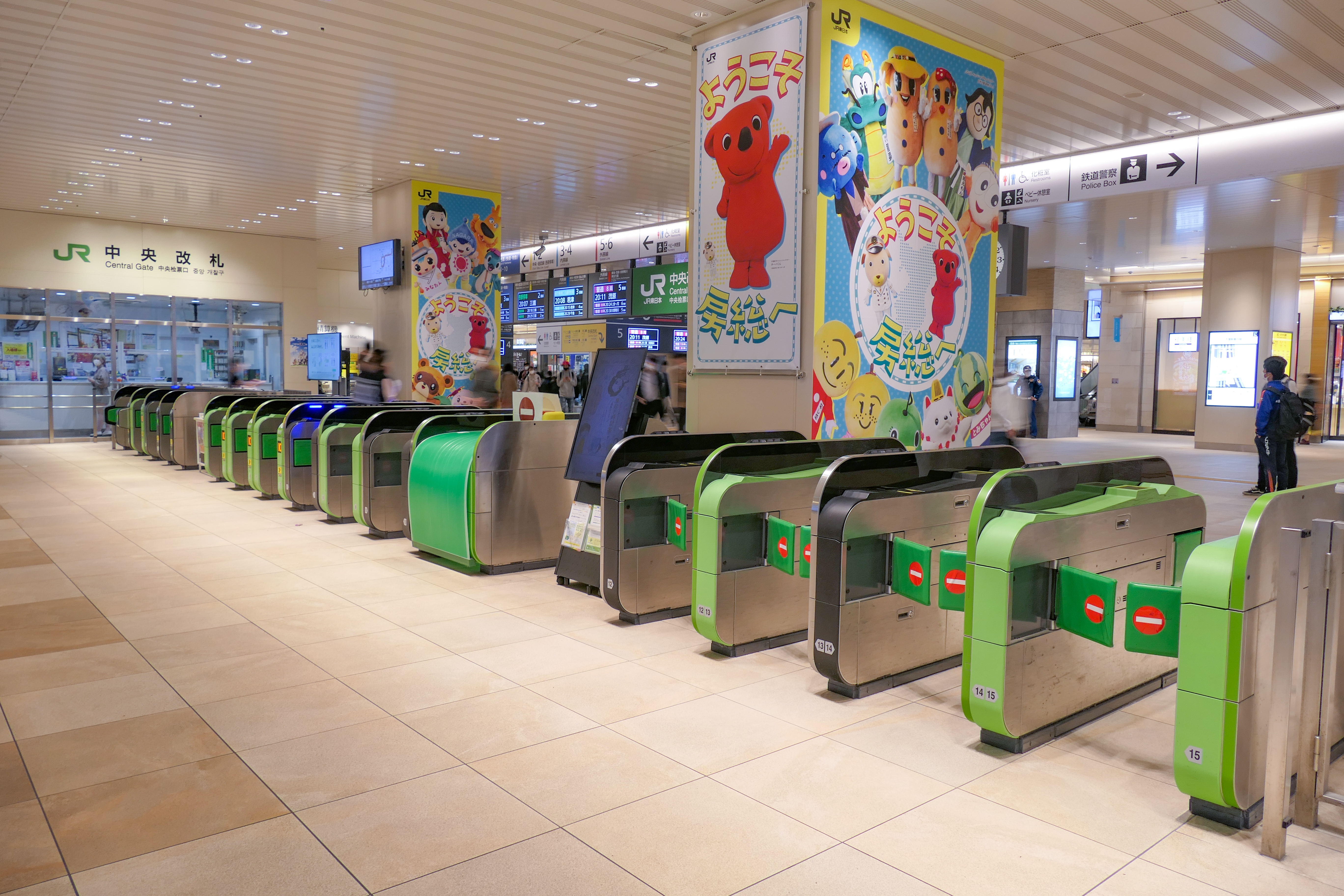
中央改札口（2021年10月）
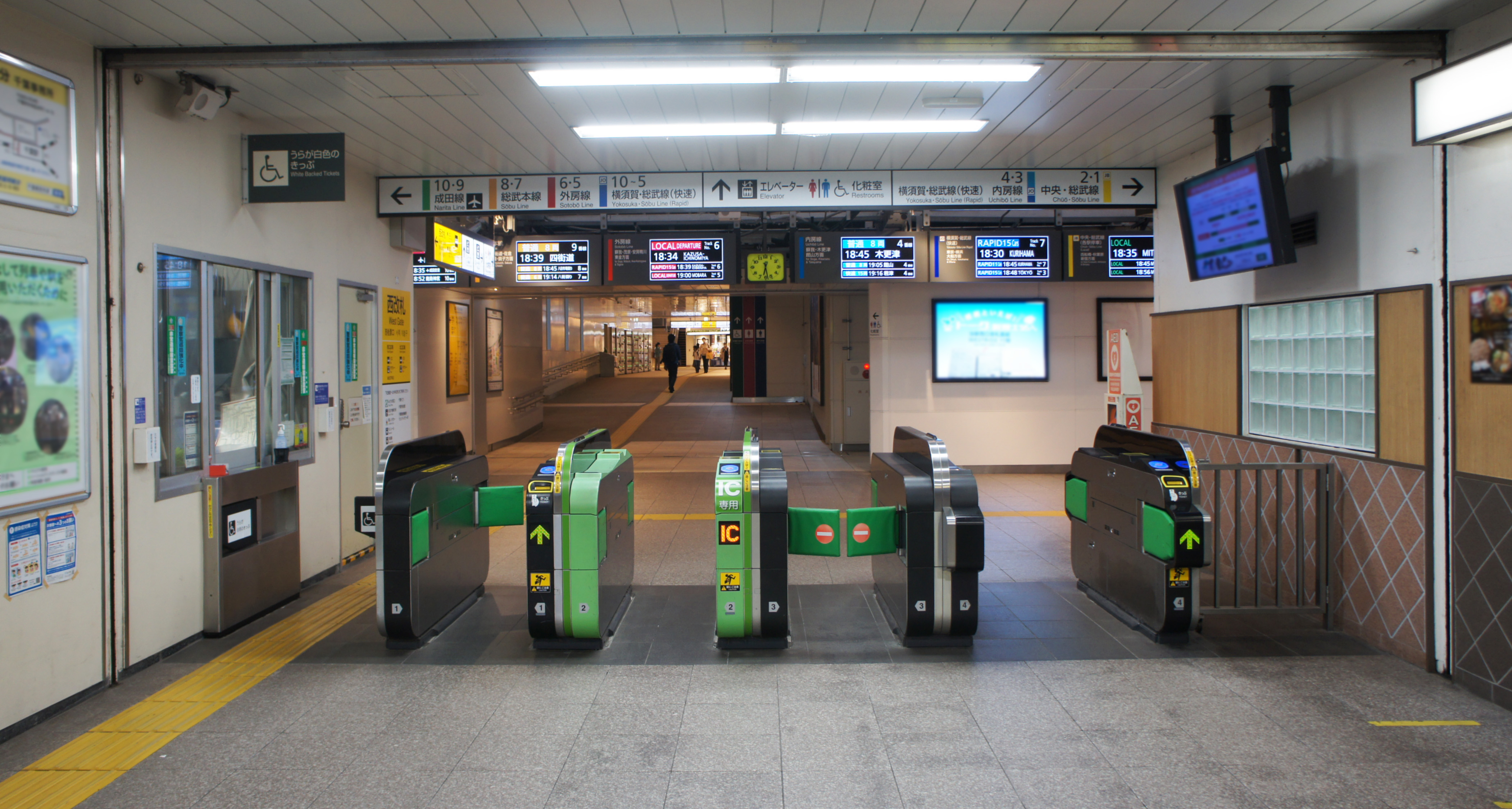
西改札口（2021年5月）
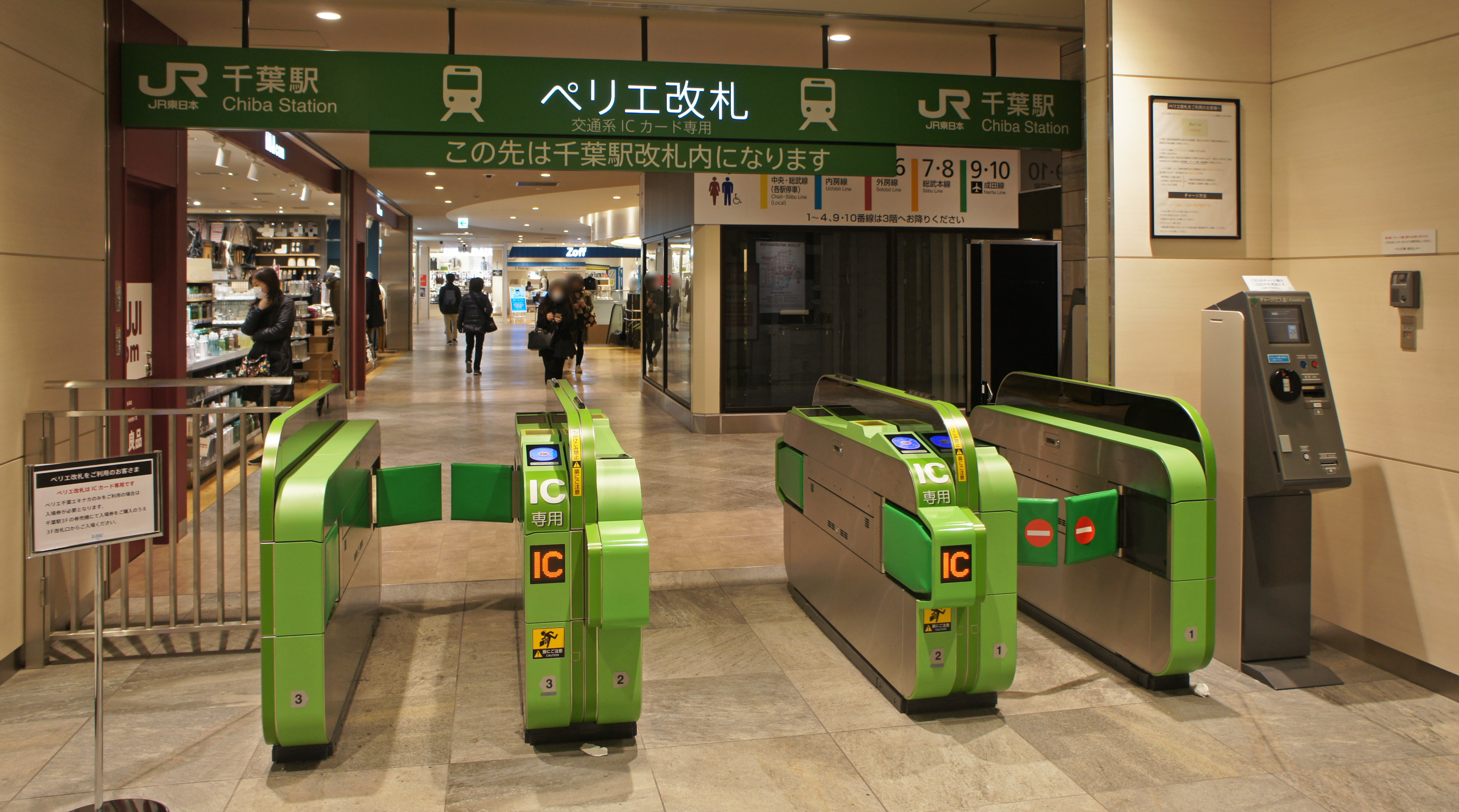
4階のペリエ改札口（2019年12月）
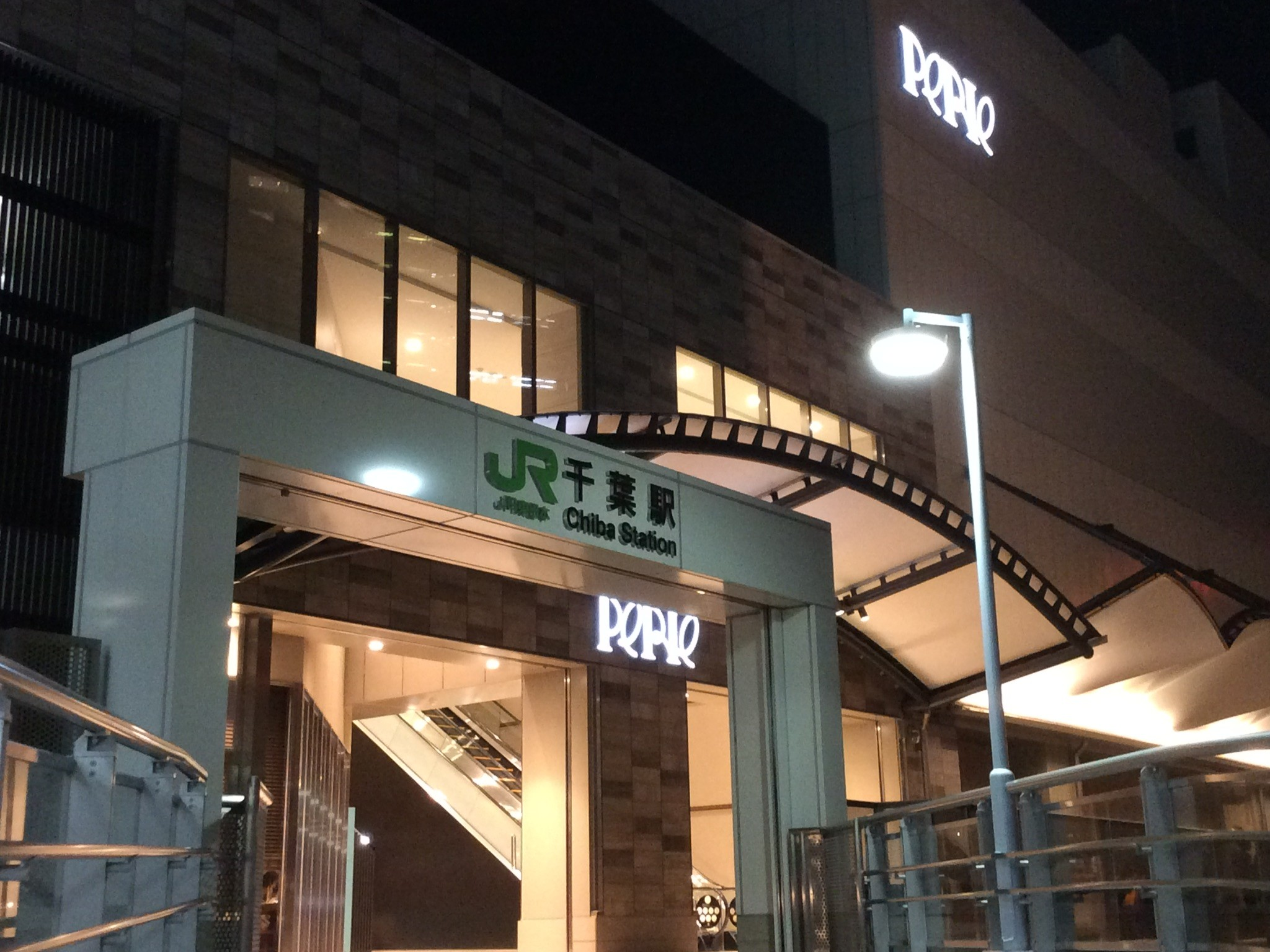
3階の西口と南口を結ぶ歩行者デッキ（2017年9月）

#### のりば
| 番線   | 路線               | 方向 | 行先                                                                                                 | 備考                                                                        |
| ------ | ------------------ | ---- | --- | --------------------------------------------------------------------------- |
| 1・2   | 総武線（各駅停車） | 西行 | 西船橋・秋葉原・新宿方面                                                                             | 新宿方面行は御茶ノ水駅から 中央線へ直通                                     |
| 3・4   | ■ 内房線           | 下り | 木更津・館山方面 □ 特急「新宿さざなみ」（館山方面）                                                  |                                                                             |
| 5・6   | ■ 外房線           | 下り | 茂原・安房鴨川・東金方面 □ 特急「新宿わかしお」（安房鴨川方面）                                      | 東金方面行は大網駅から ■ 東金線へ直通                                       |
| 7・8   | ■ 総武本線         | 下り | 佐倉・八日市場・銚子方面 □ 特急「しおさい」（銚子方面）                                              | 一部は9・10番線発着                                                         |
| 9・10  | ■ 成田線           | 下り | 成田・佐原・鹿島神宮方面 □ 特急「成田エクスプレス」（成田空港方面）                                  | 鹿島神宮方面行は佐原駅から ■ 鹿島線へ直通                                   |
| 3 - 6  | 総武線（快速）     | 上り | 東京方面 □ 特急「新宿さざなみ」「新宿わかしお」（新宿方面）                                          | 横浜・大船方面行は東京駅から 横須賀線へ直通 ■ 内房線・ ■ 外房線からの列車   |
| 7 - 10 | 総武線（快速）     | 上り | 東京方面 □ 特急「しおさい」「成田エクスプレス」（東京方面） □ 特急「あずさ」「富士回遊」（大月方面） | 横浜・大船方面行は東京駅から 横須賀線へ直通 ■ 総武本線・ ■ 成田線からの列車 |

（出典：JR東日本:駅構内図）
- 外房線の下り本線は6番線、上り本線は3番線。総武本線の下り本線は10番線、上り本線は7番線。通過列車はこの両ホームを通過する。

駅ホーム

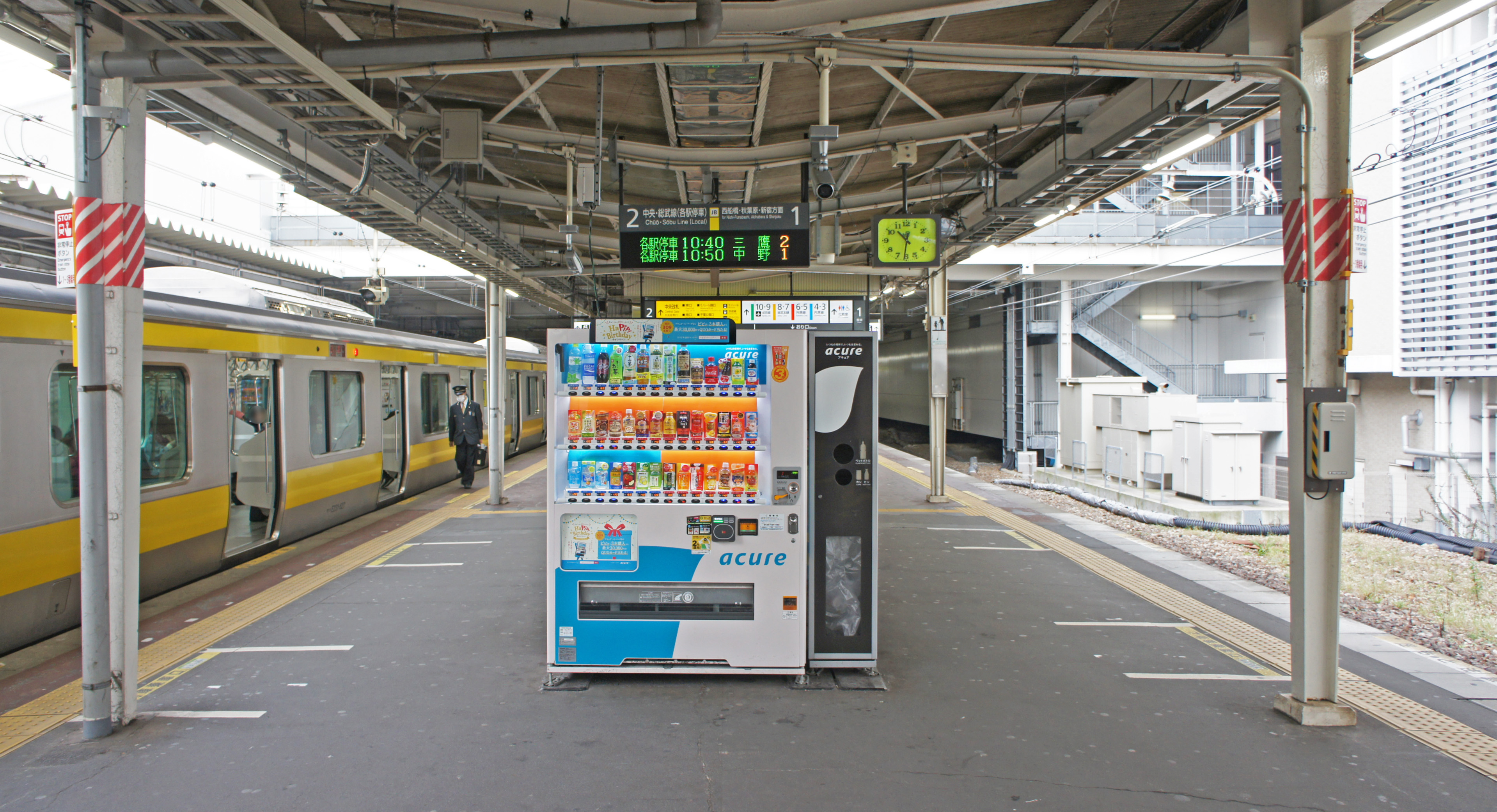
1・2番線（総武緩行線）ホーム（2019年12月）
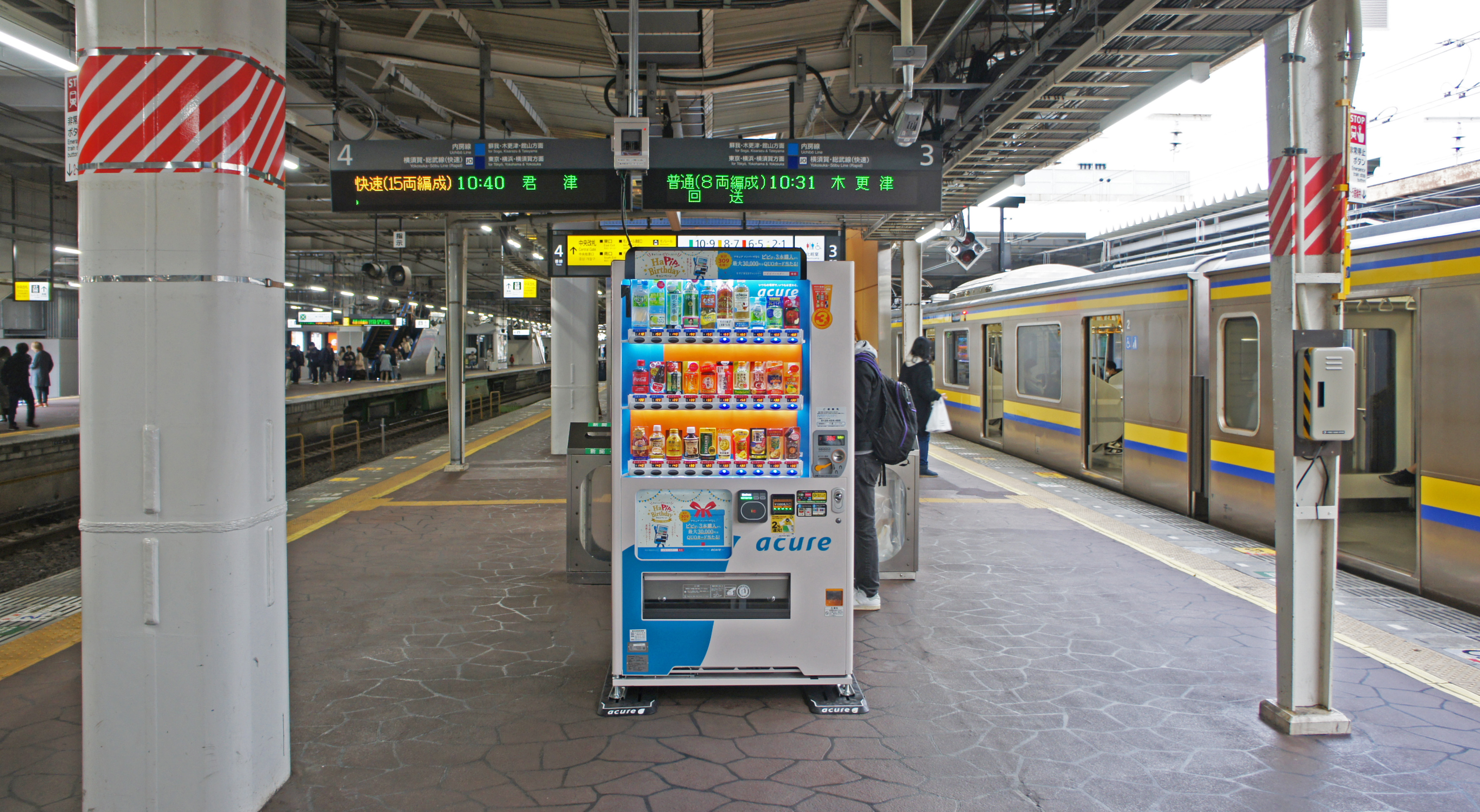
3・4番線（総武快速線・内房線）ホーム（2019年12月）
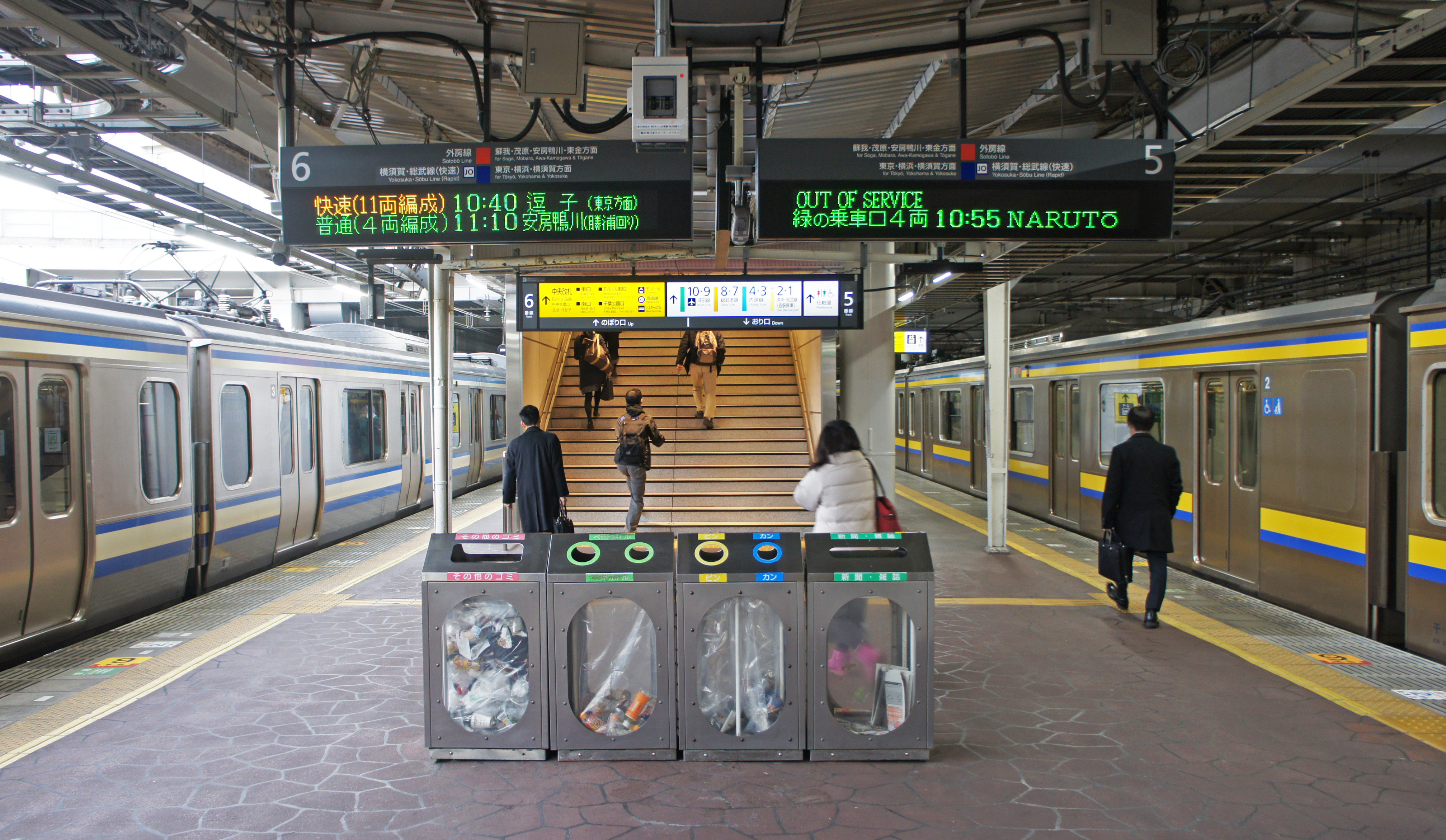
5・6番線（総武快速線・外房線）ホーム（2019年12月）
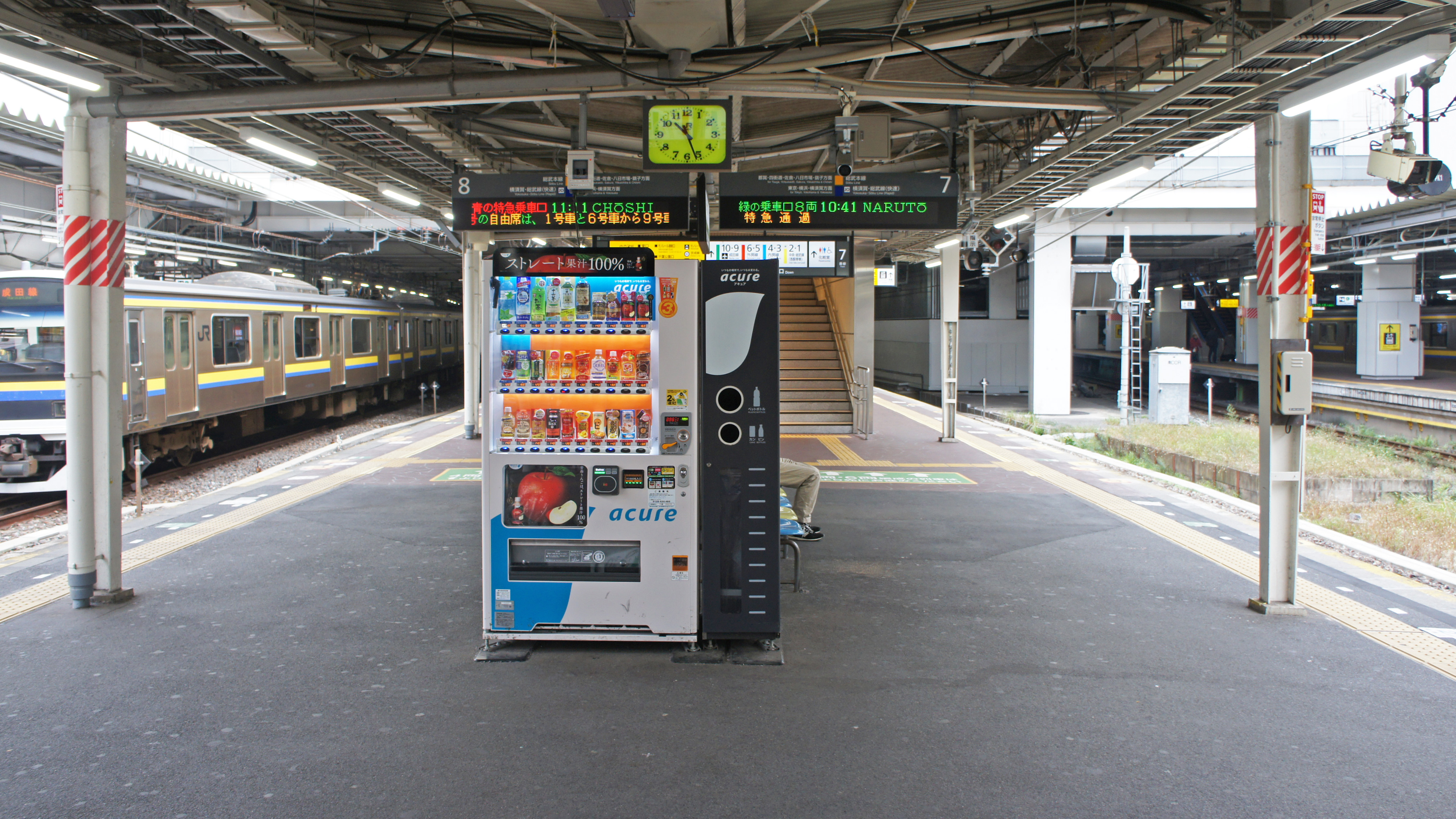
7・8番線（総武快速線・総武本線）ホーム（2019年12月）
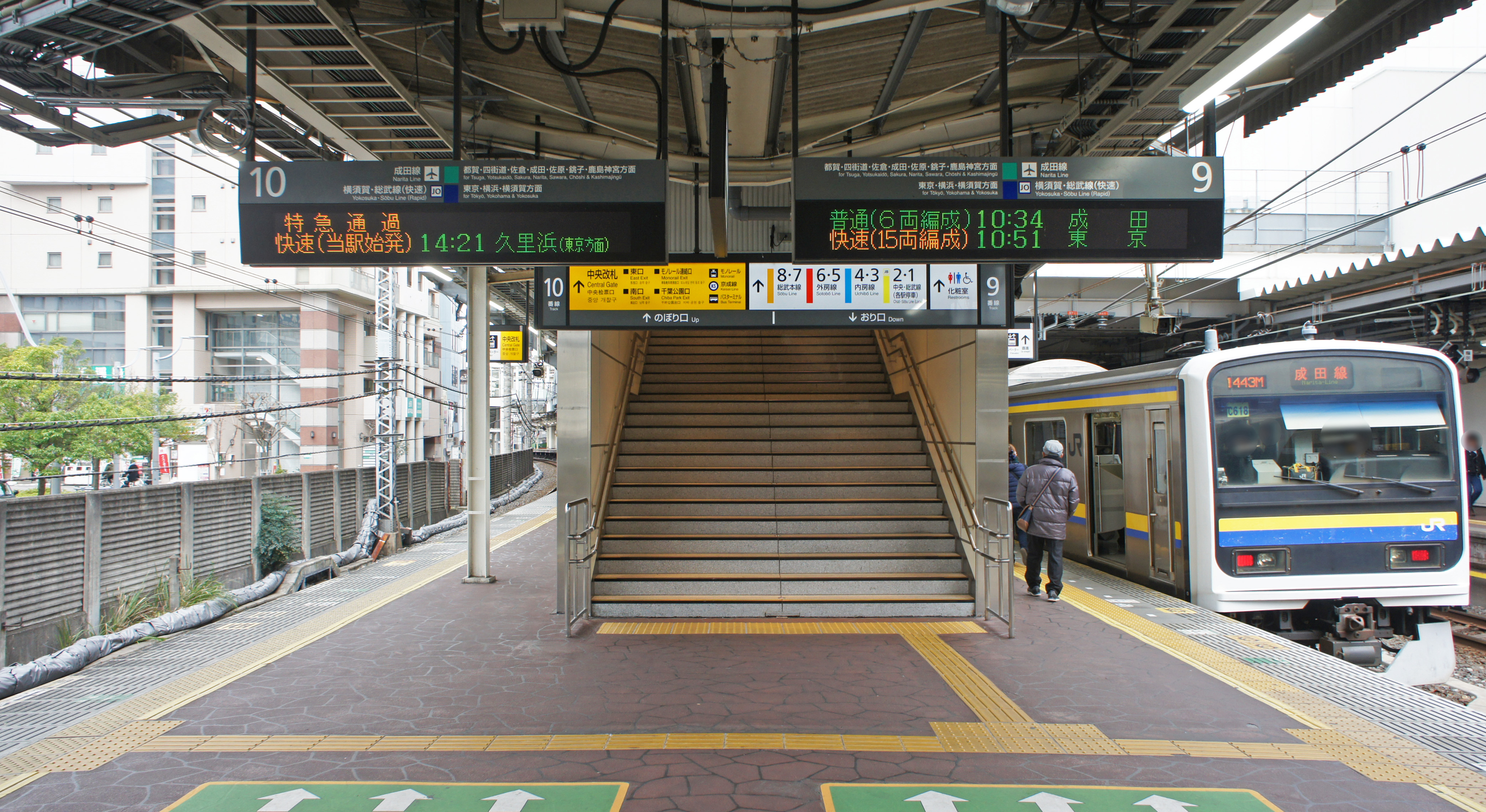
9・10番線（総武快速線・成田線）ホーム（2019年12月）

駅名標

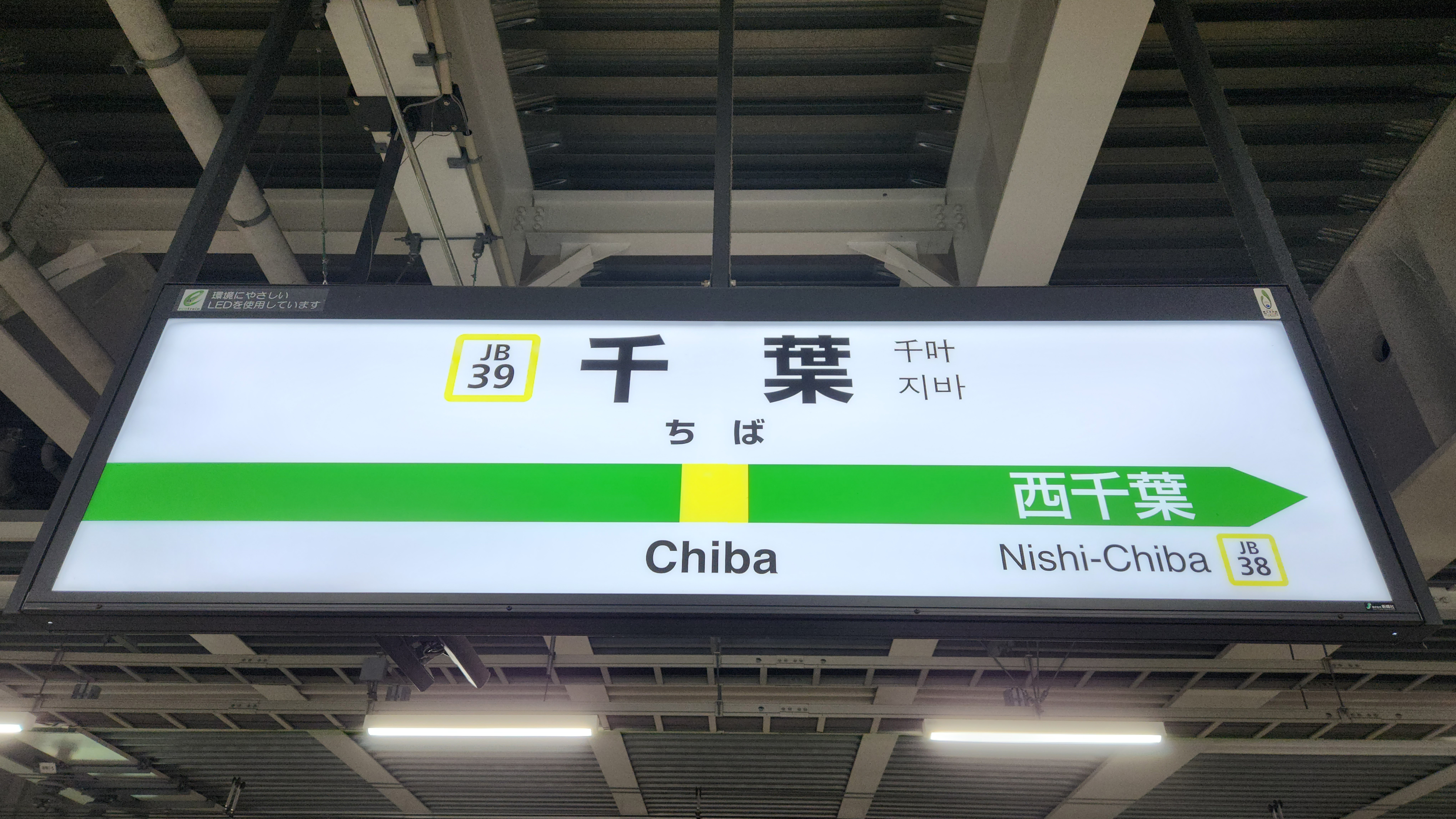
1・2番線（総武緩行線）駅名標（2023年12月）
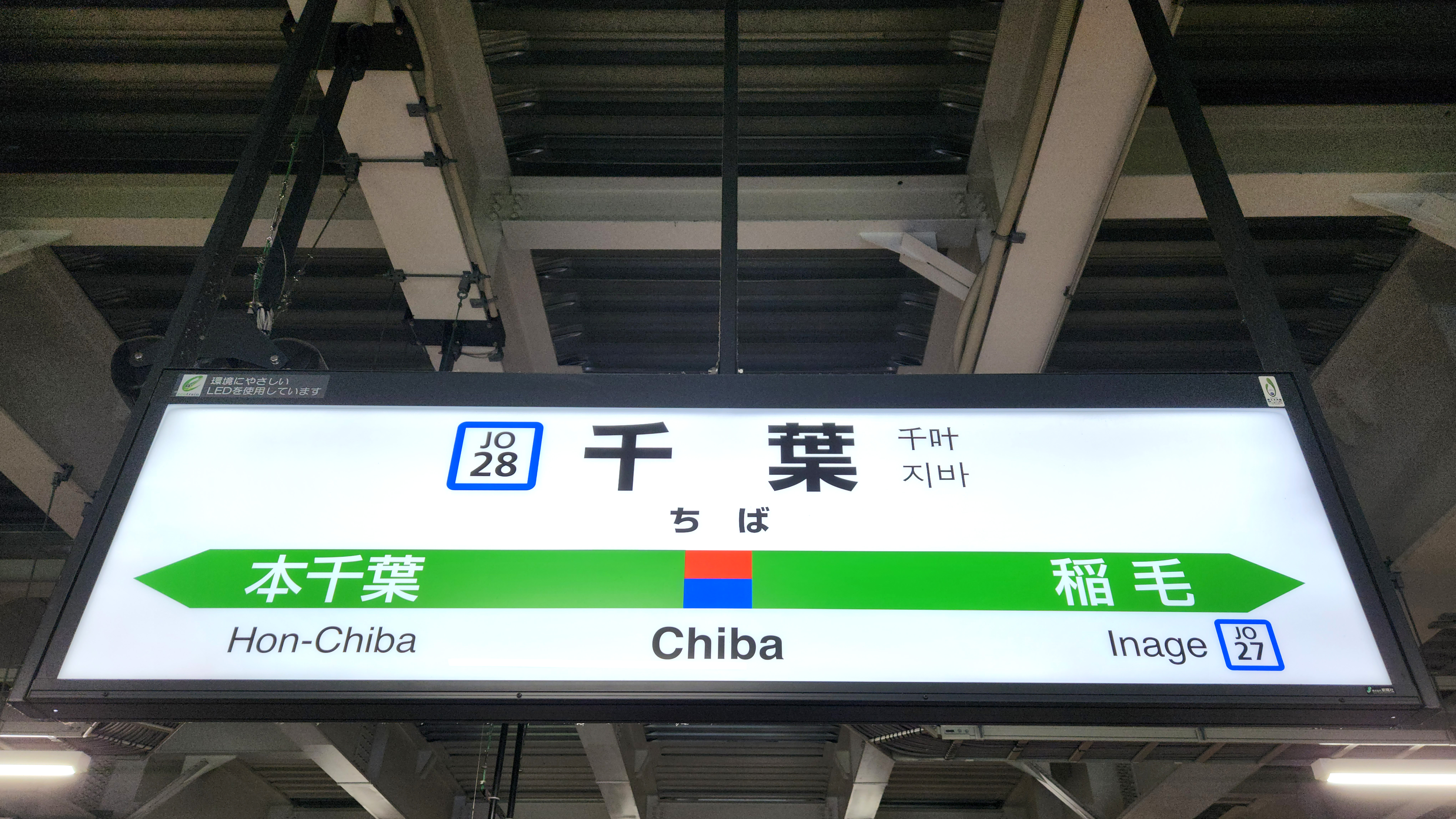
5・6番線（総武快速線・外房線）駅名標（2023年12月）
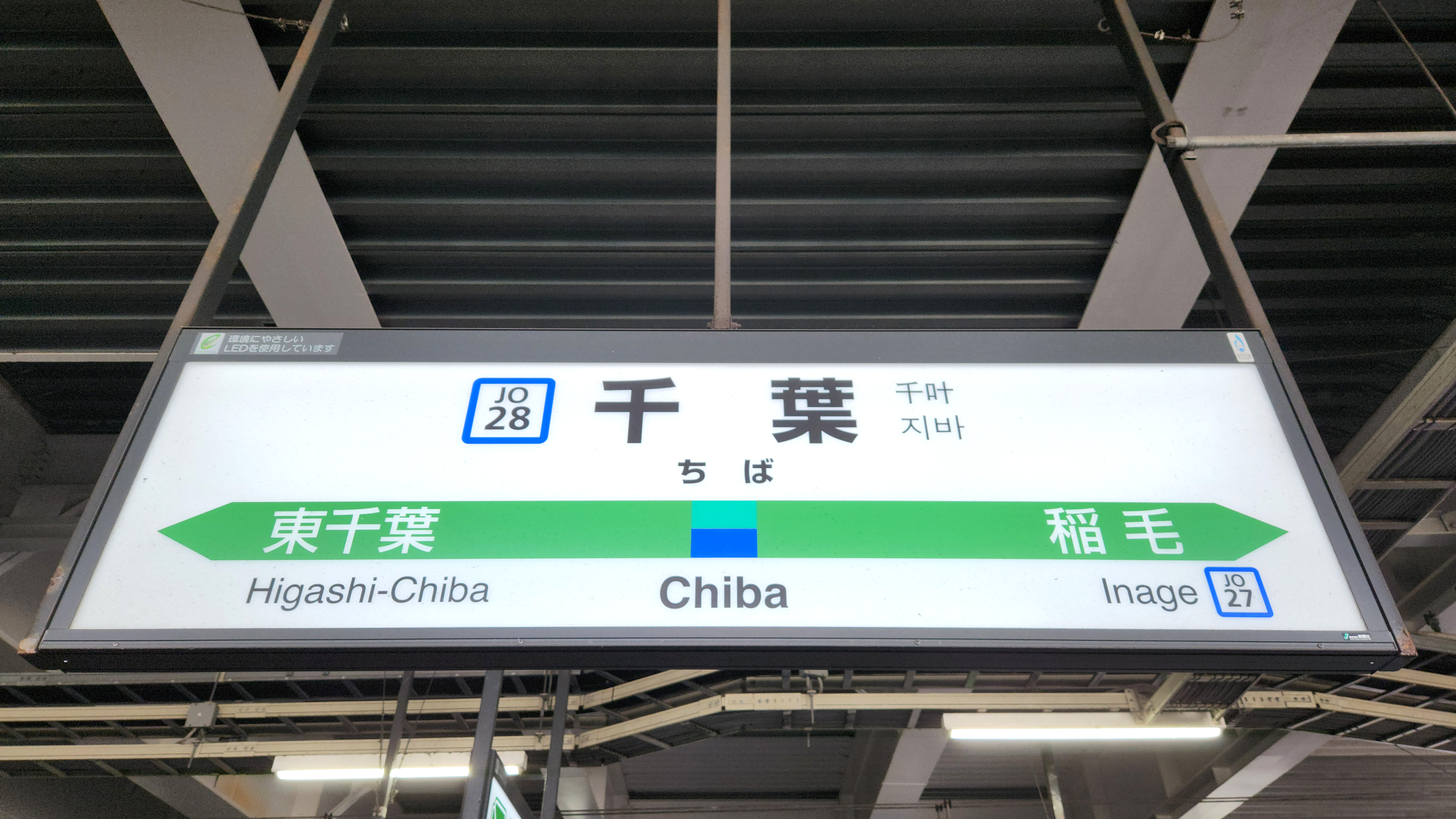
7・8番線（総武快速線・総武本線）駅名標（2023年12月）

#### 発車番線

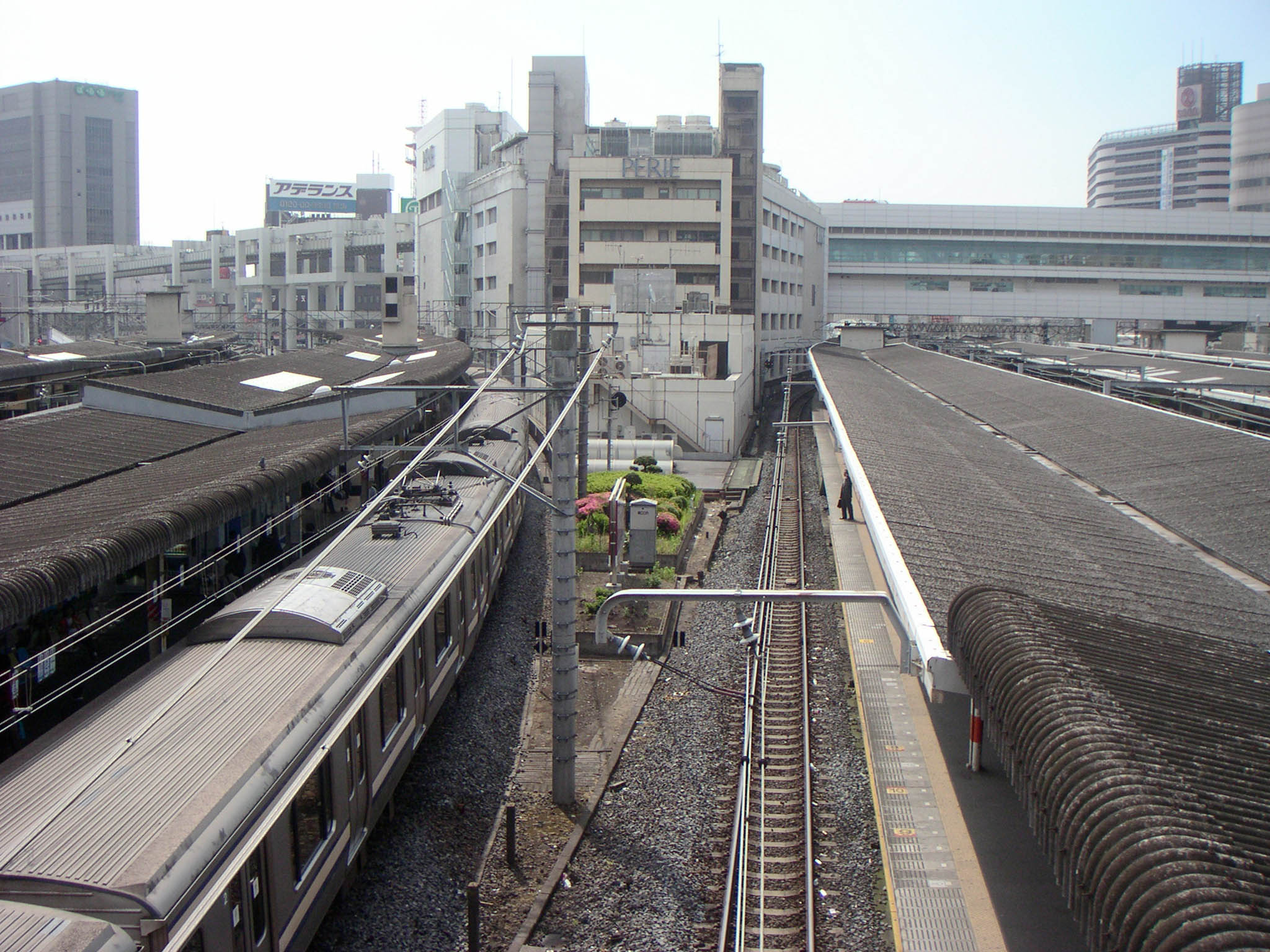
左に分岐するのが総武・成田線、右が外房・内房線（2005年5月） ※写真は旧ホーム

線路の配線状況により、1 - 6番線の線路と7 - 10番線の線路は東側では一切交差していない。そのため、直通先が多岐にわたっている総武快速線の東京方面行は終日3 - 10番線からランダムに発車している。

#### 整列乗車
平日朝ラッシュ時において、東京方面の当駅始発列車を対象に一旦ドアを閉める整列乗車を行っている。下り列車は全て対象外である。

#### 発車ベル
当駅では、発車ベル（当時主流のピロピロピロという電子音）が近隣から騒音であるとの苦情に応えて、JR東日本の主要駅としては初めて1988年（昭和63年）5月から同年8月7日まで30分間発車ベルを鳴らさないで運行を行う試験を行い、特に問題も生じなかったことから、そのまま試行期間の終了後に発車ベルを全面廃止した。
この試みは「静けさで心が和らぐ改善」などの肯定的な評価をされ、業界誌でも取り上げられるなど注目を集めた。同年10月には早くも市川駅や稲毛駅といった同じ千葉県内の駅のみならず、東京都内の新小岩駅など県外の駅にも広がることになり、後にJR駅の発車ベルが電子音からメロディに変わるきっかけともなった。その後これらの駅では発車メロディが相次いで導入されたが、当駅では2025年1月現在も発車メロディを含めて鳴らしていない。
なお、中央・総武線各駅停車の全区間（三鷹駅 - 御茶ノ水駅 - 当駅間）と横須賀・総武快速線の一部区間（久里浜駅 - 東京駅 - 幕張駅間）は、ATOSが導入されており、1・2番線の西千葉寄りに出発時機表示機が設置されている。これに加え、2019年に3 - 10番線の西千葉寄りにも出発時機表示機が設置され、さらに2020年2月16日始発から全番線において自動放送が導入された。
2025年現在、ATOS型自動放送を導入しているなかで、発車メロディ等が使われていないのは常磐線各駅停車・南武線などワンマン運転が行われている線区の各駅を除くと当駅のみである。また、3 - 10番線については、自動放送に戸閉放送がなく、駅員のマイクによる肉声放送の後、出発指示合図（東京方面の総武快速線電車は乗降終了合図）でドアが閉まる。

#### 構内配線・信号設備等
| 運転番線 | 営業番線 | ホーム | 佐倉方面着発 | 蘇我方面着発 | 快速線東京方面着発 | 緩行線御茶ノ水方面着発 | 備考               |
| -------- | -------- | ------ | ------------ | ------------ | ------------------ | ---------------------- | ------------------ |
| 1        | 1        | 10両分 | 不可         | 不可         | 不可               | 到着・出発可           | 緩行線上り主本線   |
| 2        | 2        | 10両分 | 不可         | 不可         | 不可               | 到着・出発可           | 緩行線下り主本線   |
| 3        | 3        | 15両分 | 不可         | 到着・出発可 | 到着・出発可       | 不可                   | 外房線上り主本線   |
| 4        | 4        | 15両分 | 不可         | 到着・出発可 | 到着・出発可       | 不可                   |                    |
| 5        | 5        | 15両分 | 不可         | 到着・出発可 | 到着・出発可       | 不可                   |                    |
| 6        | 6        | 15両分 | 不可         | 到着・出発可 | 到着・出発可       | 不可                   | 外房線下り主本線   |
| 7        | 7        | 15両分 | 到着・出発可 | 不可         | 到着・出発可       | 不可                   | 総武本線上り主本線 |
| 8        | 8        | 15両分 | 到着・出発可 | 不可         | 到着・出発可       | 不可                   |                    |
| 9        | 9        | 15両分 | 到着・出発可 | 不可         | 到着・出発可       | 不可                   |                    |
| 10       | 10       | 15両分 | 到着・出発可 | 不可         | 到着・出発可       | 不可                   | 総武本線下り主本線 |

- 主本線を発着する場合は通過が可能[19]。ただし緩行線御茶ノ水方面は不可[19]。
- 東1・2番線と留置線(東3-7番線)は東千葉駅の北側にあるが、東千葉駅を含め全て千葉駅構内であり、長らく3 - 6番線の東京寄りホーム上にある「千葉駅信号所」で制御していた[19]。2019年12月以降は千葉総合指令室での制御となっている[13]。
- 東1・2番線は入出区車両のほか、貨物列車が待避で使用していたが、都賀方の分岐器が撤去されたため、2020年3月末現在待避は行えない。
- 7 - 10番線から留置線へは東1・2番線を経由し、佐倉方の引き上げ線でスイッチバックを行う[19]。
- 総武線快速・各駅停車の夜間留置が設定されている。

#### 国鉄・JR線ホームの変遷
以下の表は当駅ホームの変遷を記したものである。
移転前
| 時期             | 第0ホーム       | 第1ホーム                                     | 第2ホーム                                   |
| ---------------- | --------------- | --------------------------------------------- | ------------------------------------------- |
| 終戦直後 -       | 未設置          | 1番線 ■房総西線 ■房総東線 2番線 ■中央・総武線 | 3番線 ■中央・総武線 4番線 ■総武本線 ■成田線 |
| 1949年 8月31日 - | 5番線 ■房総東線 | 1番線 ■房総西線 2番線 ■成田線                 | 3番線 ■中央・総武線 4番線 ■総武本線         |
| 時期不詳 -       | 0番線 ■房総東線 | 1番線 ■房総西線 2番線 ■成田線                 | 3番線 ■中央・総武線 4番線 ■総武本線         |

移転後
| 時期             | 南側回送線    | 第1ホーム              | 第2ホーム                        | 第3ホーム                        | 第4ホーム                                  | 北側回送線    | 第5ホーム                                   |
| ---------------- | ------------- | ---------------------- | -------------------------------- | -------------------------------- | ------------------------------------------ | ------------- | ------------------------------------------- |
| 1963年 4月28日 - | 0番線 ■回送線 | 1・2番線 ■中央・総武線 | 3・4番線 ■房総西線 ■中央・総武線 | 5・6番線 ■房総東線 ■中央・総武線 | 7・8番線 ■総武本線 ■成田線 ■中央・総武線   | 9番線 ■回送線 | 未設置                                      |
| 1972年 7月15日 - | 0番線 ■回送線 | 1・2番線 ■中央・総武線 | 3・4番線 ■内房線 ■総武線         | 5・6番線 ■外房線 ■総武線         | 7・8番線 ■総武本線 ■成田線 ■総武線         | 9番線 ■回送線 | 未設置                                      |
| 1980年 10月1日 - | 0番線 ■回送線 | 1・2番線 ■中央・総武線 | 3・4番線 ■内房線 ■横須賀・総武線 | 5・6番線 ■外房線 ■横須賀・総武線 | 7・8番線 ■総武本線 ■成田線 ■横須賀・総武線 | 9番線 ■回送線 | 未設置                                      |
| 1983年 4月4日 -  | 0番線 ■回送線 | 1・2番線 ■中央・総武線 | 3・4番線 ■内房線 ■横須賀・総武線 | 5・6番線 ■外房線 ■横須賀・総武線 | 7・8番線 使用停止                          | 廃止          | 9・10番線 ■総武本線 ■成田線 ■横須賀・総武線 |
| 1984年 2月1日 -  | 0番線 ■回送線 | 1・2番線 ■中央・総武線 | 3・4番線 ■内房線 ■横須賀・総武線 | 5・6番線 ■外房線 ■横須賀・総武線 | 7・8番線 ■総武本線 ■横須賀・総武線         | 廃止          | 9・10番線 ■成田線 ■横須賀・総武線           |
| 2016年頃 -       | 廃止          | 1・2番線 ■中央・総武線 | 3・4番線 ■内房線 ■横須賀・総武線 | 5・6番線 ■外房線 ■横須賀・総武線 | 7・8番線 ■総武本線 ■横須賀・総武線         | 廃止          | 9・10番線 ■成田線 ■横須賀・総武線           |

##### 備考
- 終戦直後の当駅は島式ホーム2面4線であった。
- 1949年8月31日に第0ホーム（5番線）を増設。国鉄時代は駅長室に近い方から着発番線を割り振っていたが、1番線よりも駅長室寄りに5番線が増設され、なおかつ従来の着発番線を変更しなかったため、5番線の隣が1番線となった。後に5番線は0番線に変更された。
- 1963年4月28日の移転当初は島式ホーム4面8線で、それを挟む形で貨物用の回送線が南北にそれぞれ1線ずつ敷かれていた。
- 1983年4月4日に北側回送線（9番線）を廃止し、その跡地に第5ホーム（9・10番線）を増設。それに伴い、第4ホーム（7・8番線）の使用を停止した。
- 1984年2月1日に第4ホーム（7・8番線）の使用を再開し、島式ホーム5面10線となった。
- 2016年頃に南側回送線（0番線）を廃止した。

#### その他
- 千葉駅の駅中心キロ程はダブルメートルになっており、東京起点39k142m68＝御茶ノ水起点38k550m00[20] を示す札が10番線の線路脇に建植されている。

### 千葉都市モノレール
JR線のさらに上層に軌道がある高架駅で、千葉都市モノレールで唯一の2面4線を有する。ホームは4階にある。正面口が地上にあり、JR千葉駅東口と向かい合っている。モノレール駅の2階（JR駅の改札階（＝3階）と同じ階層）にJR中央改札方面との連絡通路がある。また、3階（モノレール改札階）には中央改札口、南改札口、南口、駅事務室、車椅子対応トイレがあるほか、南口側に京成千葉駅モノレール改札口（深夜・早朝は閉鎖）や、そごう千葉店（4階）・センシティタワー（4階）方面との連絡通路がある。

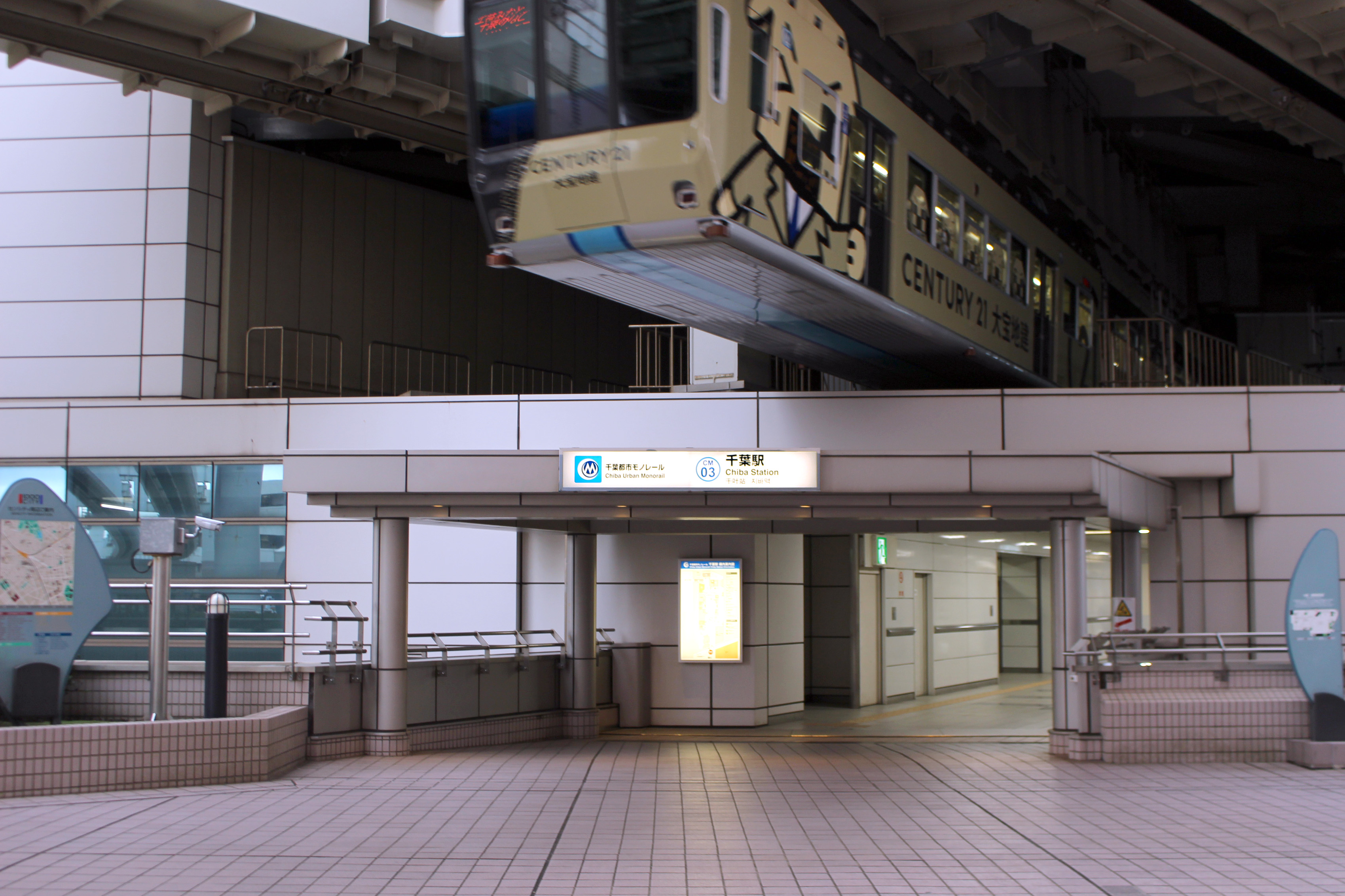
南口（2019年12月） ※真上をモノレールが走る
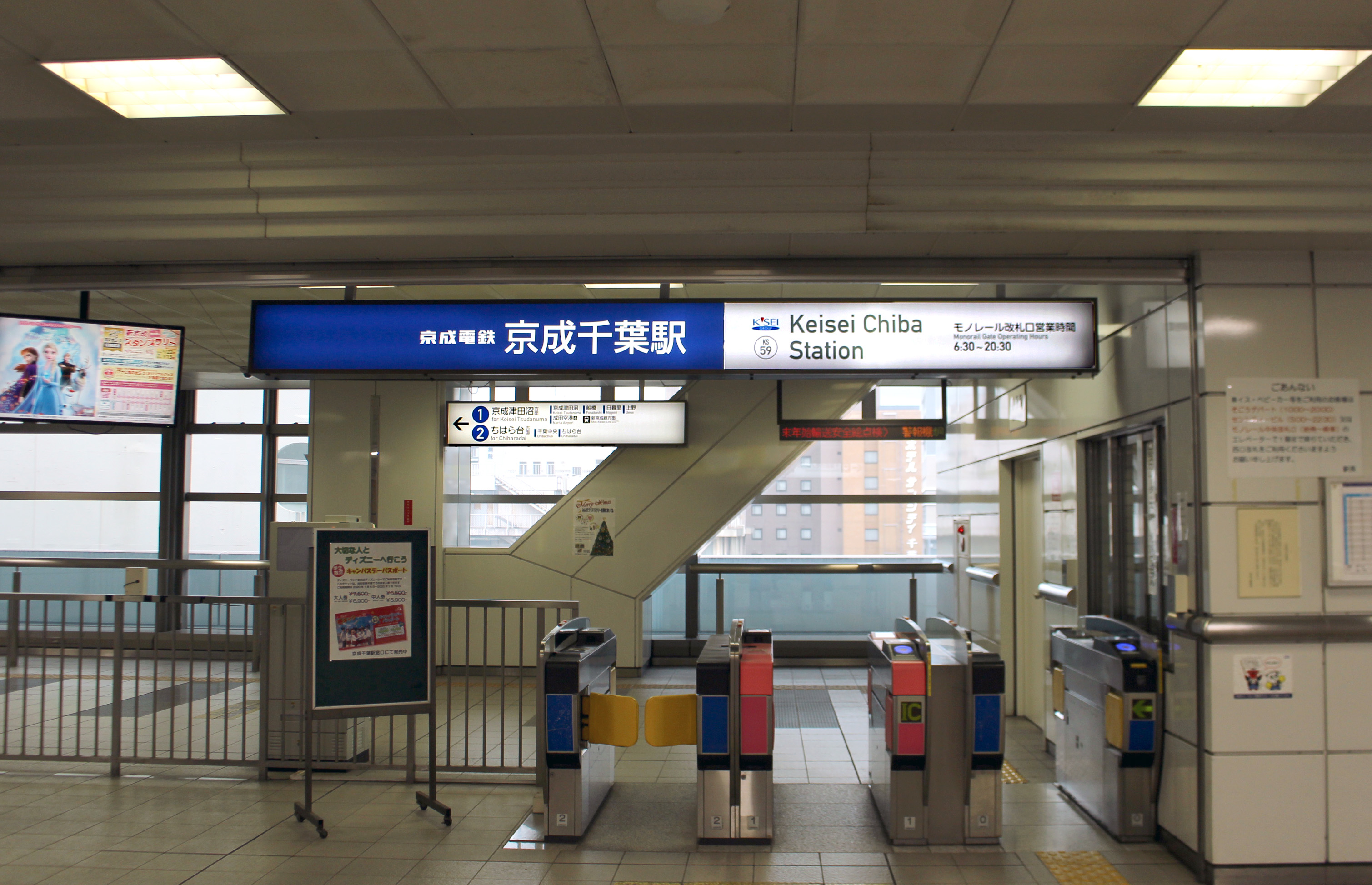
京成千葉駅モノレール改札口（2019年12月）
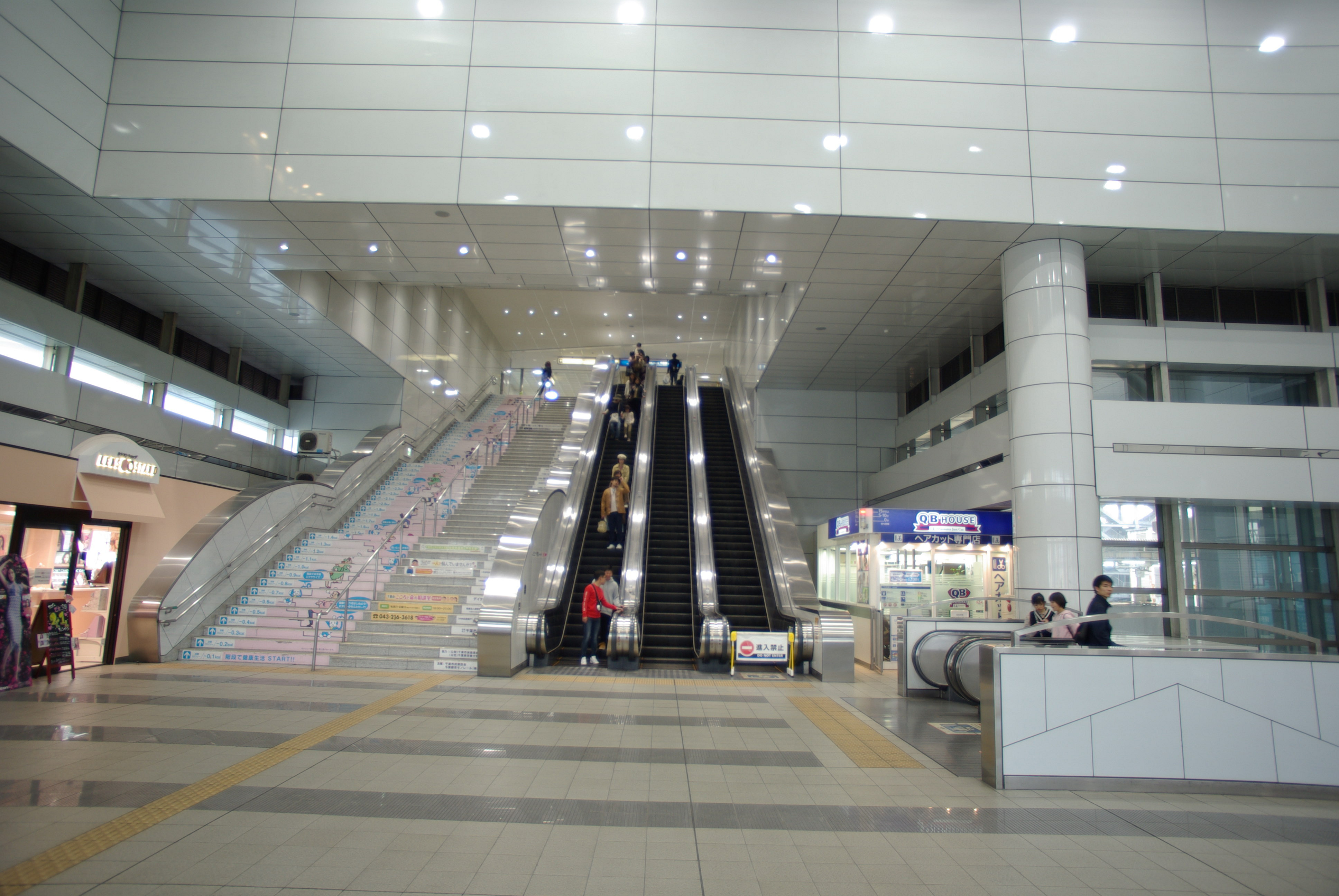
地上階からモノレール改札階に向かうエスカレーターの踊り場（2019年4月）

#### エレベーターとエスカレーター
改札内に3階のコンコースと4階の各ホームを結ぶエレベーター並びにエスカレーター（上りおよび下り）がある。
改札外でエレベーターが1階（＝地上階）、2階（JR連絡通路があり、JR駅の改札階（＝3階）と同じ階層）および3階（モノレール改札階）の間で稼働している（車椅子対応、写真参照）。改札外のエスカレーターには2つの系統がある。一方は2階のJR連絡通路と3階のモノレール改札コンコースを結ぶもの（上りおよび下り）である（写真参照）。他方は1階（＝地上階）の正面口、2階の中間コンコース、および3階の改札コンコースを結ぶもの（上りおよび下り）であり、正面口から行く場合には、中間コンコースで右折して乗り継ぐ。なお、JR連絡通路がある2階と、中間コンコースがある2階は分かれていて、互いにつながっていない。

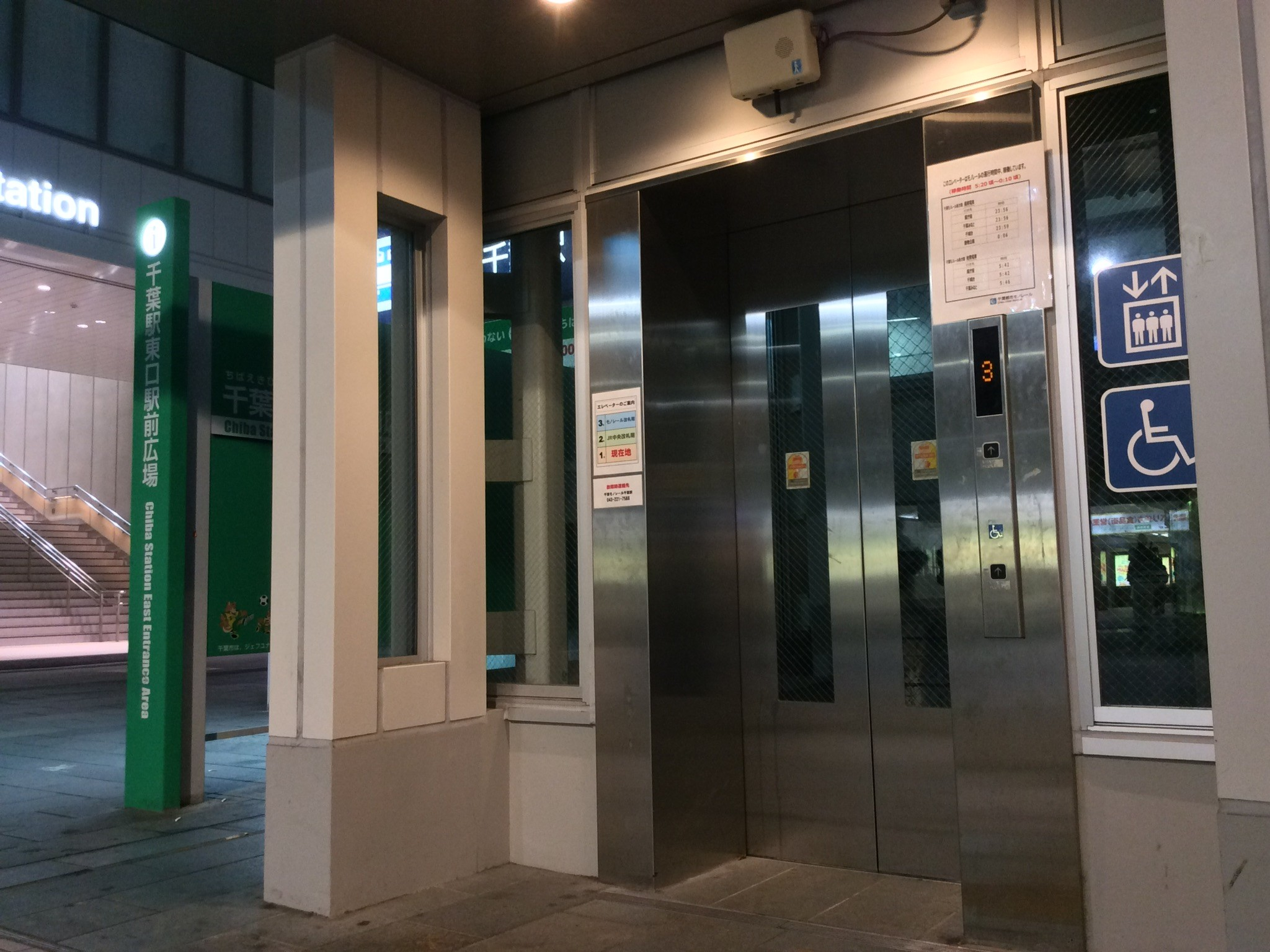
改札外エレベーターの地上階（2017年6月） ※左はJR東口
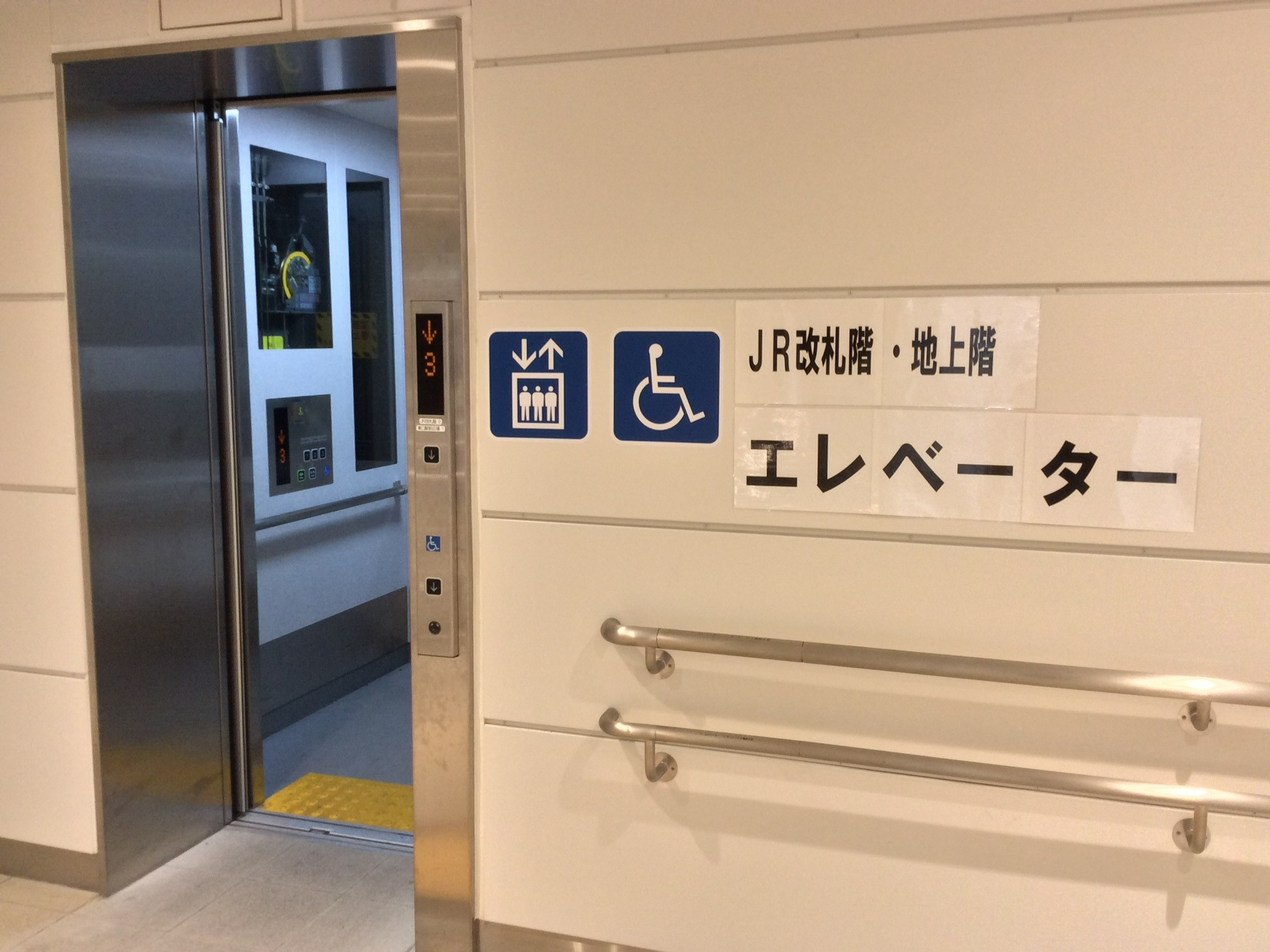
改札外エレベーターのモノレール改札階（2017年6月）
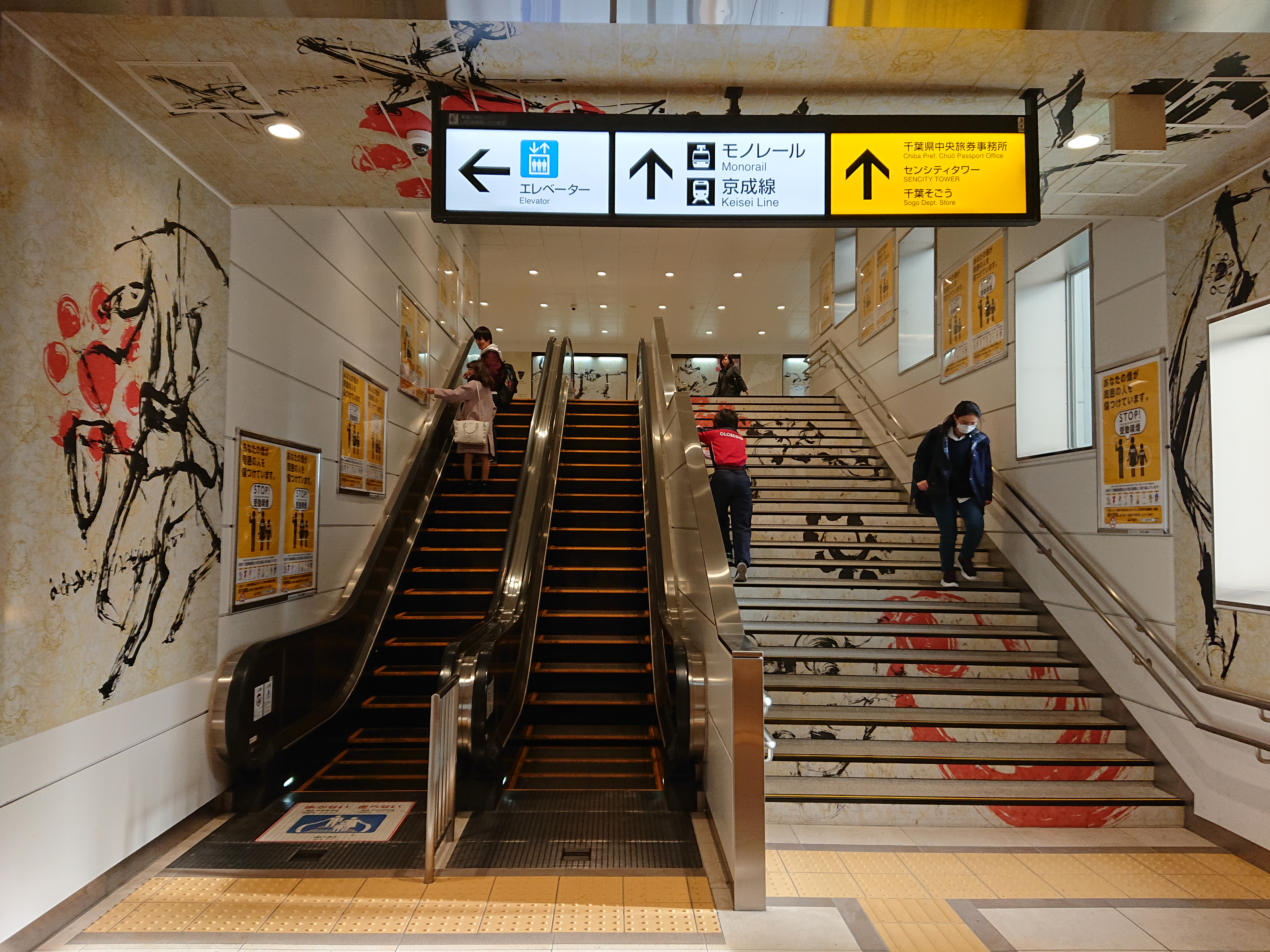
改札外エスカレーターのJR連絡通路階（2018年12月）
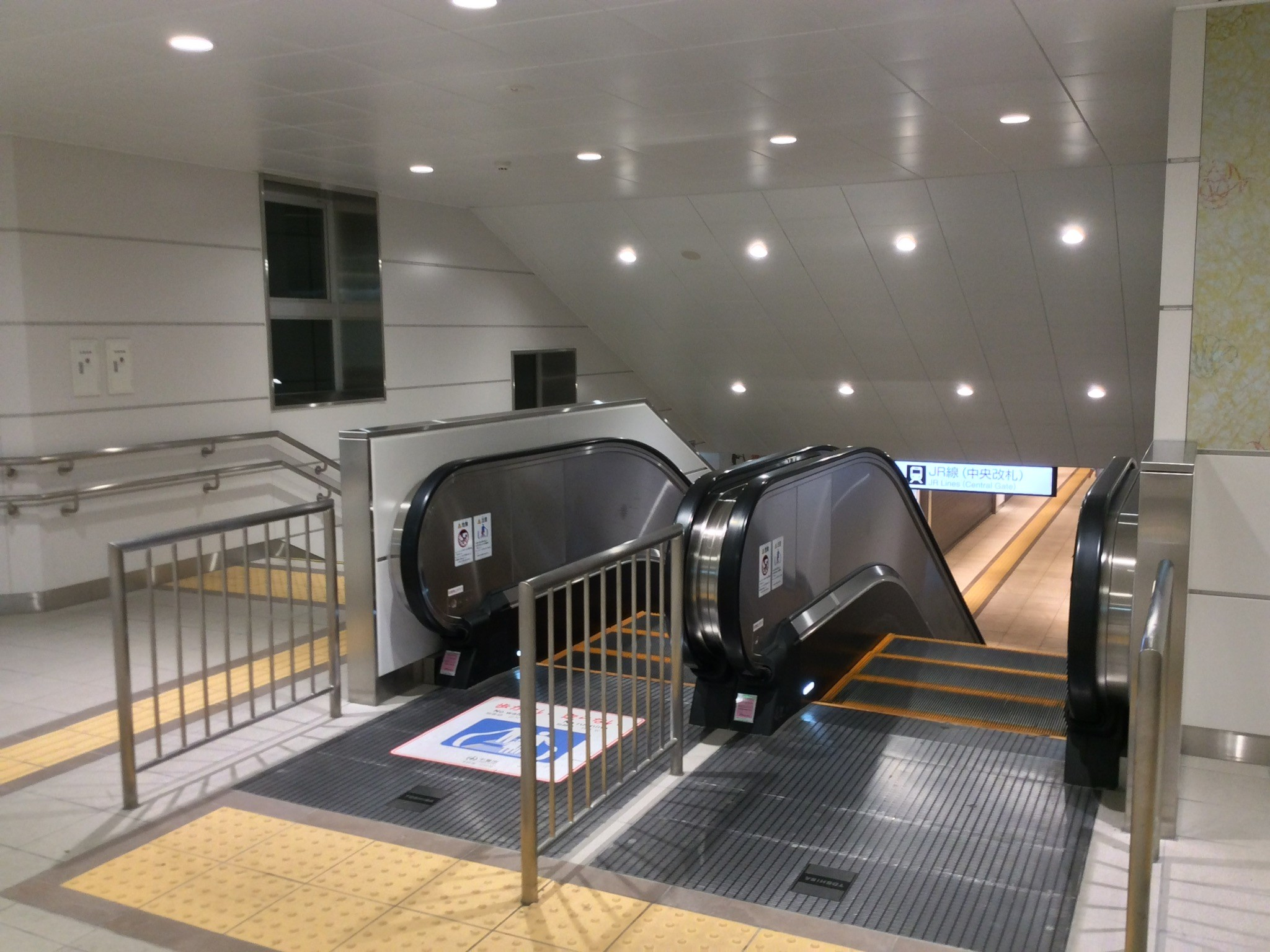
改札外エスカレーターのモノレール改札階（2017年6月）

#### のりば
| 番線 | 路線  | 行先                               |
| ---- | ----- | ---------------------------------- |
| 1    | 1号線 | 県庁前方面                         |
| 2    | 2号線 | スポーツセンター・都賀・千城台方面 |
| 3    | 2号線 | 千葉みなと方面                     |
| 4    | 1号線 | 千葉みなと方面                     |

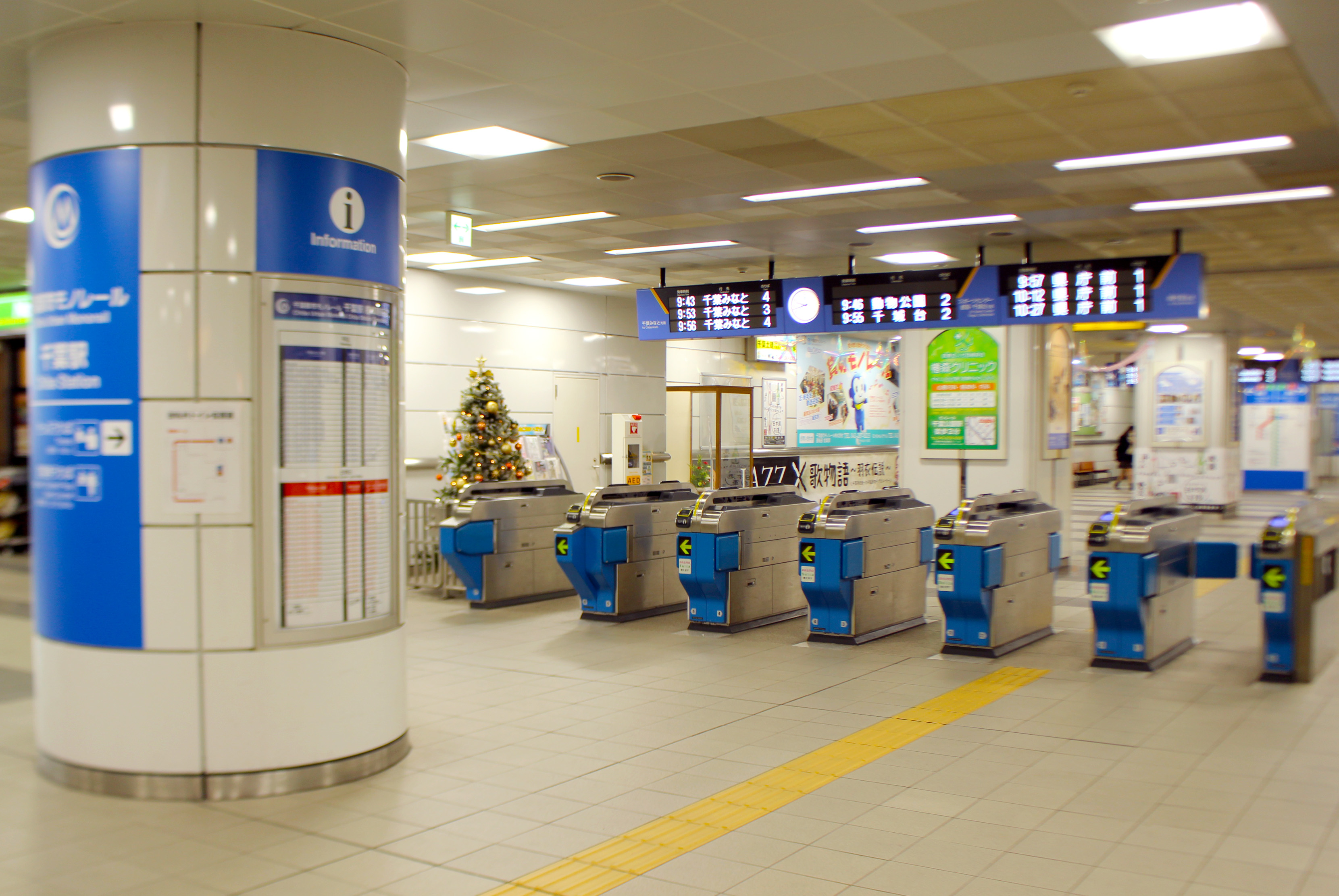
中央改札口（2019年12月）
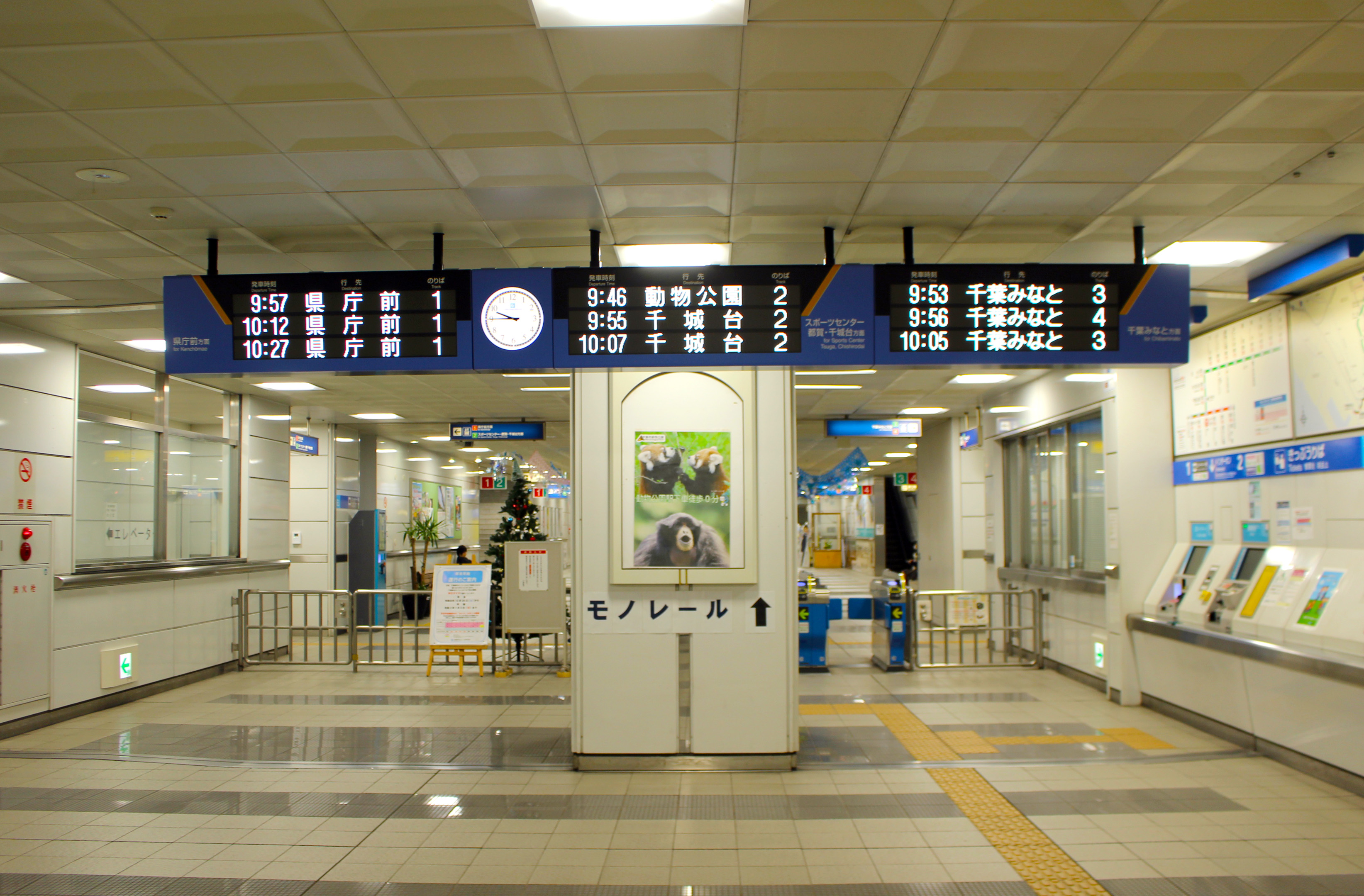
南改札口（2019年12月）
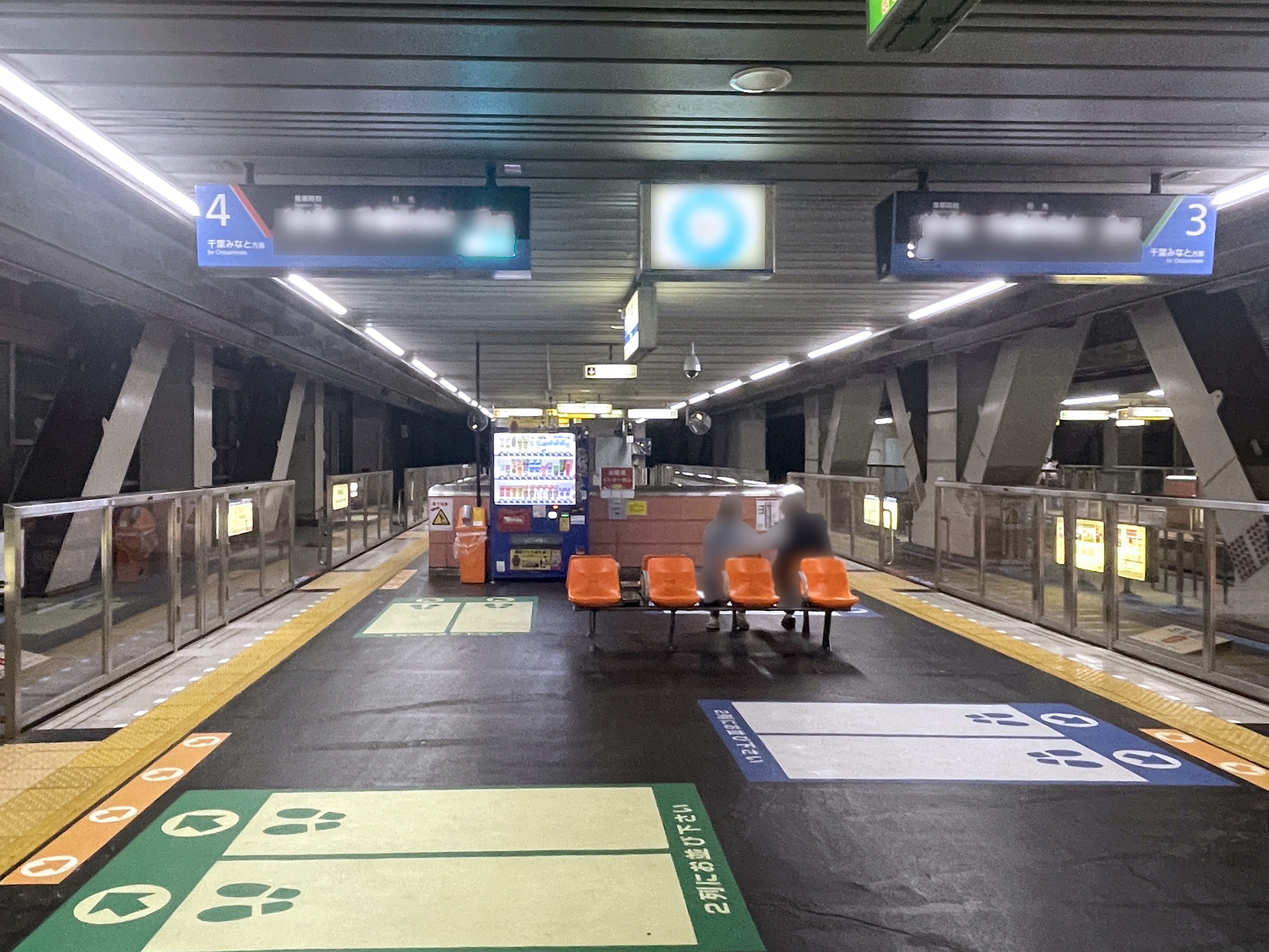
3・4番線ホーム（2024年7月） ※ホーム柵が設置されている
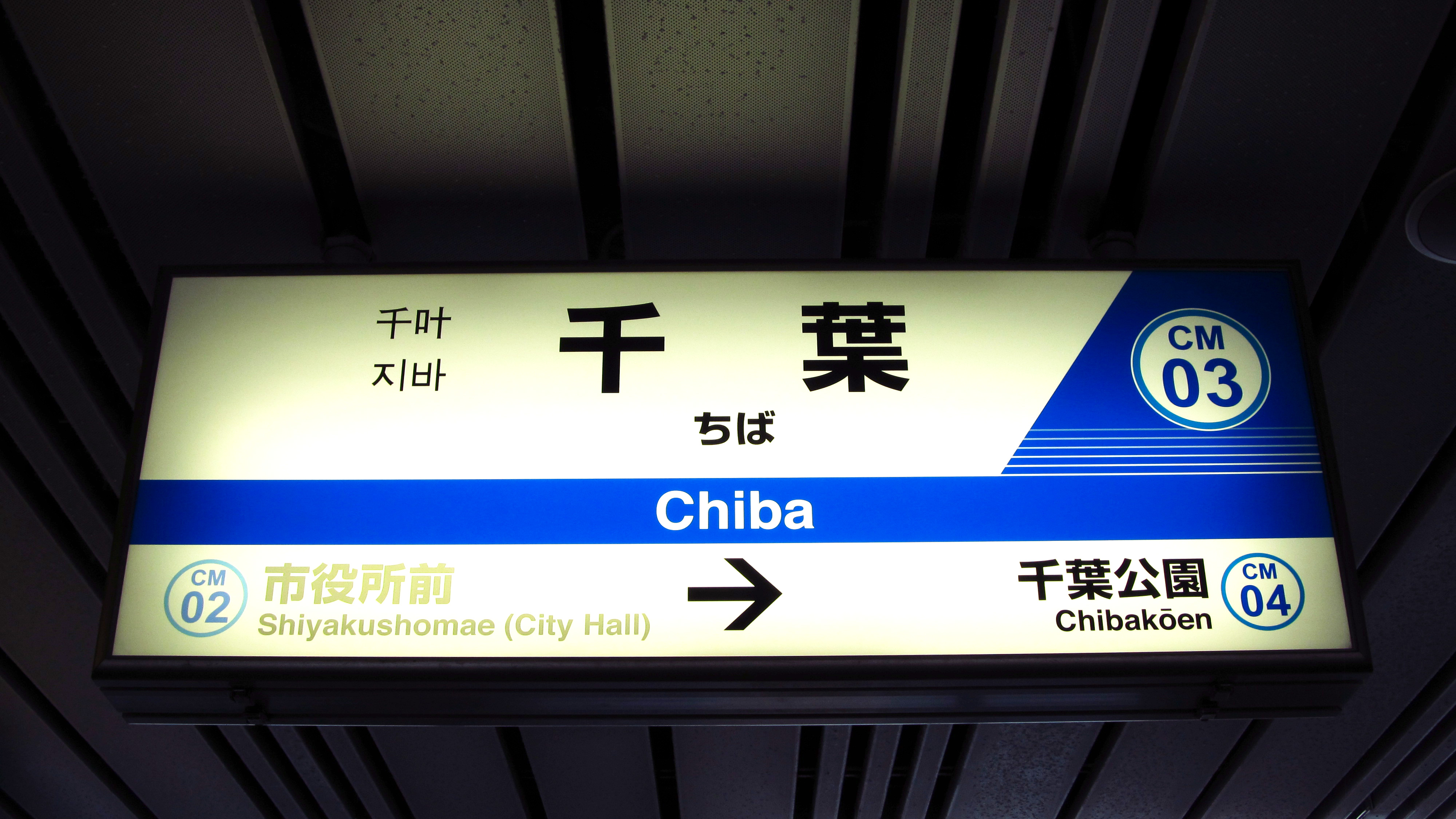
駅名標（2019年7月）

#### その他
千葉駅は、1995年8月に営業路線が千葉みなと駅まで延伸する以前には、千葉公園駅方向に約100メートルよりの仮駅であったが、延伸時に現在の駅舎へ移行した。仮駅時代は、現在の駅舎の手前まで線路が延びていたため、それを利用して引き上げ線として使用、同時にホームも乗車専用と降車専用に分けていた。
また、「駅前の道路構造物は目障りで著しく景観を損ねる」として、JR東日本から250億円の迷惑料を請求され支払う事態になった逸話がある。前述の仮駅舎（23億円）や開業の遅れも重なり、千葉都市モノレールは千葉駅関連の工事だけで300億円もの予定外費用を支出することになった。

### 駅舎内の施設（駅ナカ・駅ビル）
ペリエ千葉、センシティ、そごう千葉店、ヨドバシHD千葉ビル、センシティタワー、ウェストリオ、シーワン、ミーオがある。京成千葉駅と千葉中央駅はこれらの施設を通して隣接している。

#### 改札内（JR東日本）

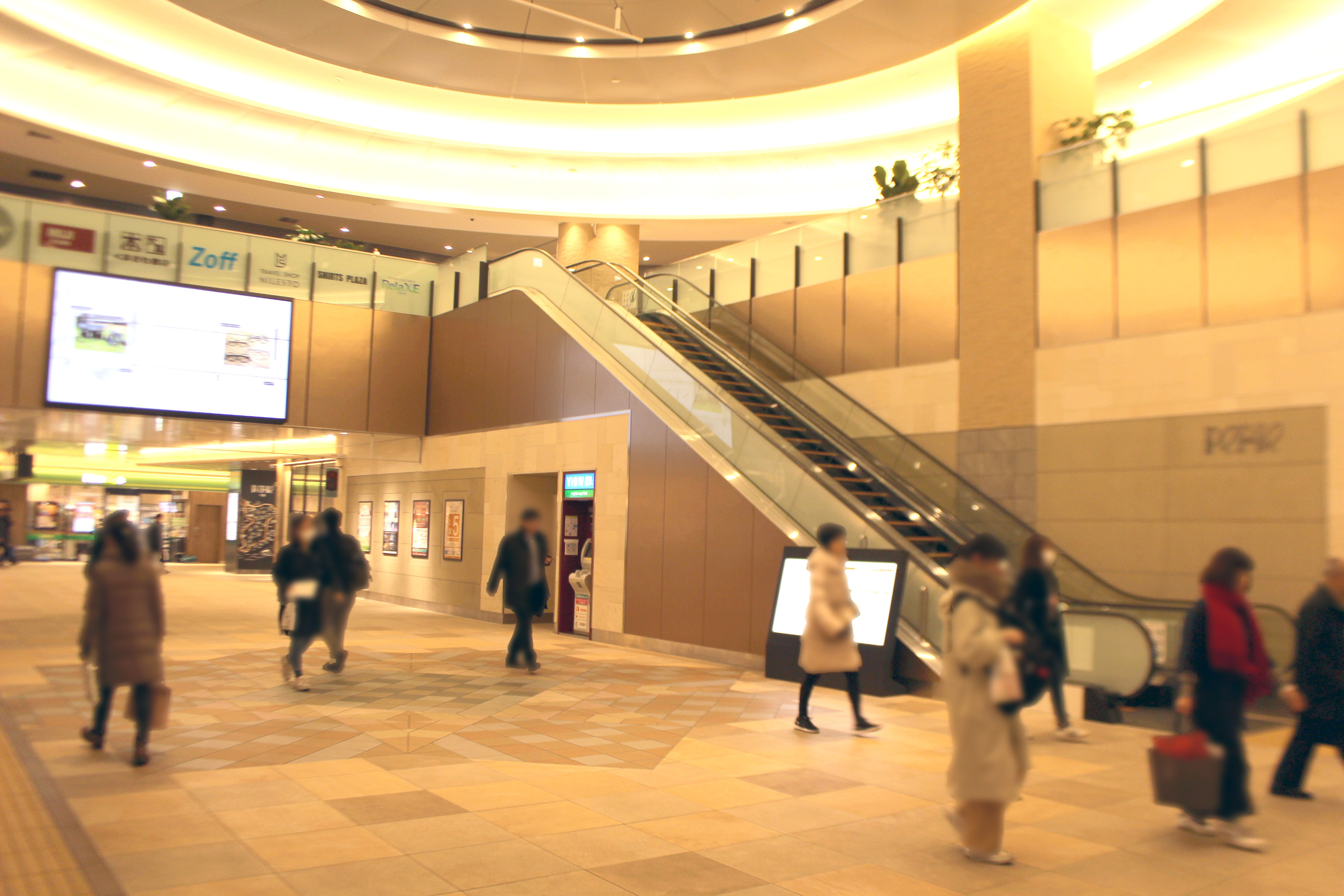
ペリエ千葉エキナカ（2フロア）

ペリエ千葉エキナカ
約8,000 m2、3階と4階の2フロアに跨り、3階は約48店舗、4階は約13店舗の専門店を有する。
- 主な店舗
  - NewDays
  - マツモトキヨシ
  - 万葉軒
  - 房の駅
  - ピーターパンジュニア
  - 成田ゆめ牧場 Cows Stand
  - 無印良品
  - アイン薬局
  - くまざわ書店
  - Zoff
  - キュービーハウス
  - 東京ビジネスクリニック

#### 改札外（JR東日本）
- NewDays
- みどりの窓口
- 指定席券売機
- ビューアルッテ

#### 改札外（千葉都市モノレール）
- NewDays
- ミスタードーナツ
- 千葉県赤十字血液センターモノレール千葉駅献血ルーム
- QBハウス
- ファミリーマート 京成千葉駅店

#### 駅ビル・商業施設
ペリエ千葉

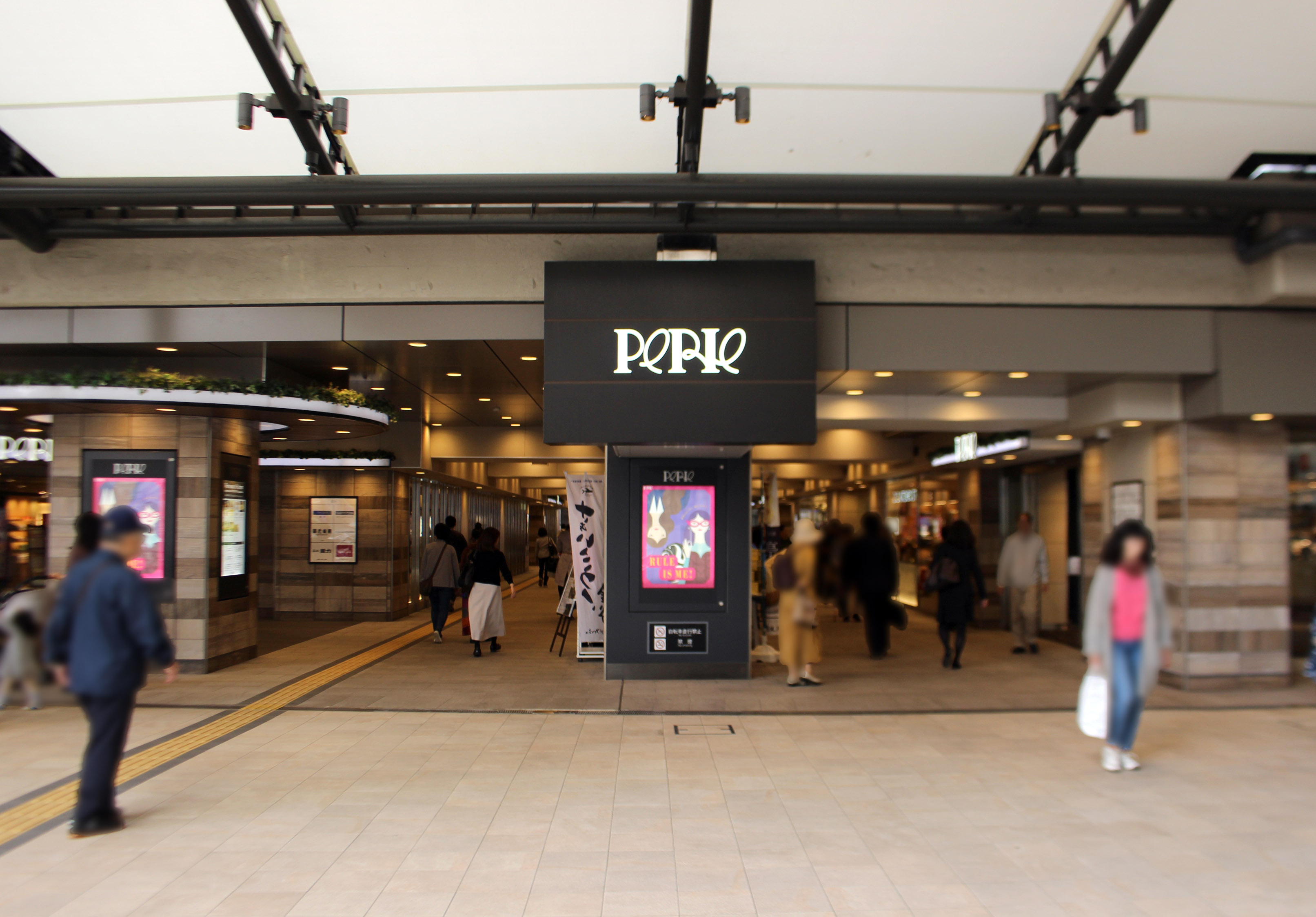
東口のペリエ千葉入口 ※右が本館入口、左がストリート1入口、奥が南口・京成千葉駅・センシティ方面

本館、ペリチカ、ストリート1、ストリート2合わせて約7万5000 m2（地下1階 - 地上7階）の大規模な駅ビルが隣接している。
- 本館
  - チバコトラボ（2階 - 3階） - 5つの常設ショップとイベントスペース[22]
  - えきうえひろば（5階）
  - ハンズ（6階）
  - くまざわ書店（6階）
  - ペリエホール（多目的ホール）[23]（7階）
- ペリチカ - 約46店舗の専門店を有する。本館およびストリート1の地下に位置し、生鮮食品、グロッサリー、惣菜、和洋スイーツなどで構成。バルスタイルの飲食ゾーンも併設[報道 1][報道 2]。
- ストリート1 - 約17店舗の専門店を有するファッションストリート。外房線、内房線、京成千葉線の高架下に位置する。シーワン（C-one）までつながっている。
- ストリート2 - 約22店舗の専門店を有する。総武本線、成田線の高架下に位置する。

シーワン

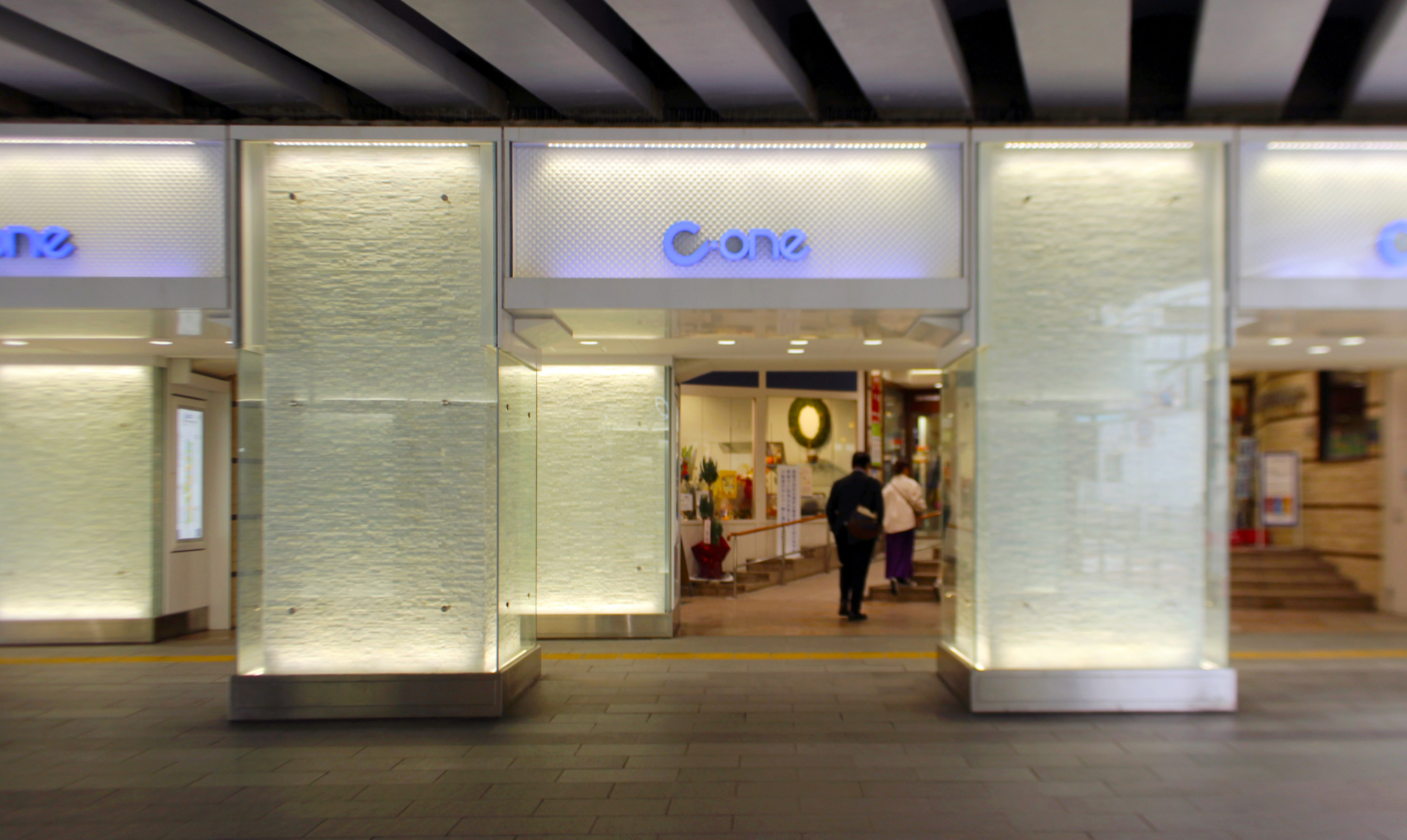
シーワン（C-one）

高架下ショッピングモール。外房線、内房線、京成千葉線の高架下に位置する。ペリエ千葉ストリート1から続いて、ミーオ1（Mio1）まで高架下でつながっている。千葉中央駅の抜け道にも利用可能である。
ミーオ1

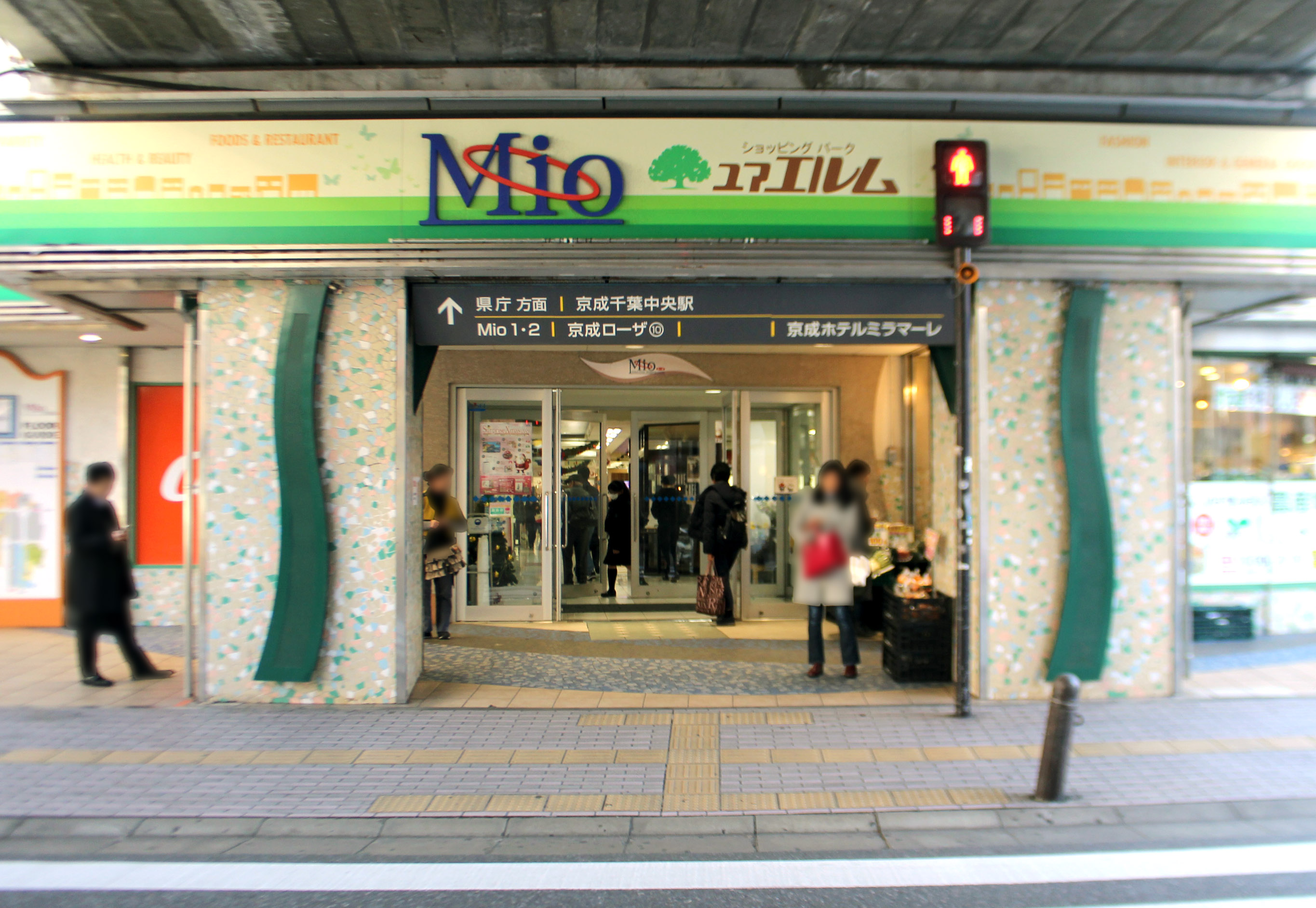
ミーオ1（Mio1）

シーワンから高架下で続く、京成電鉄千葉中央駅西口側のショッピングセンター。外房線、内房線、京成千葉線の高架下に位置する。ミーオ1は1番街から6番街まである。
- 京成ローザ10ウエスト
- アコレ

ミーオ2

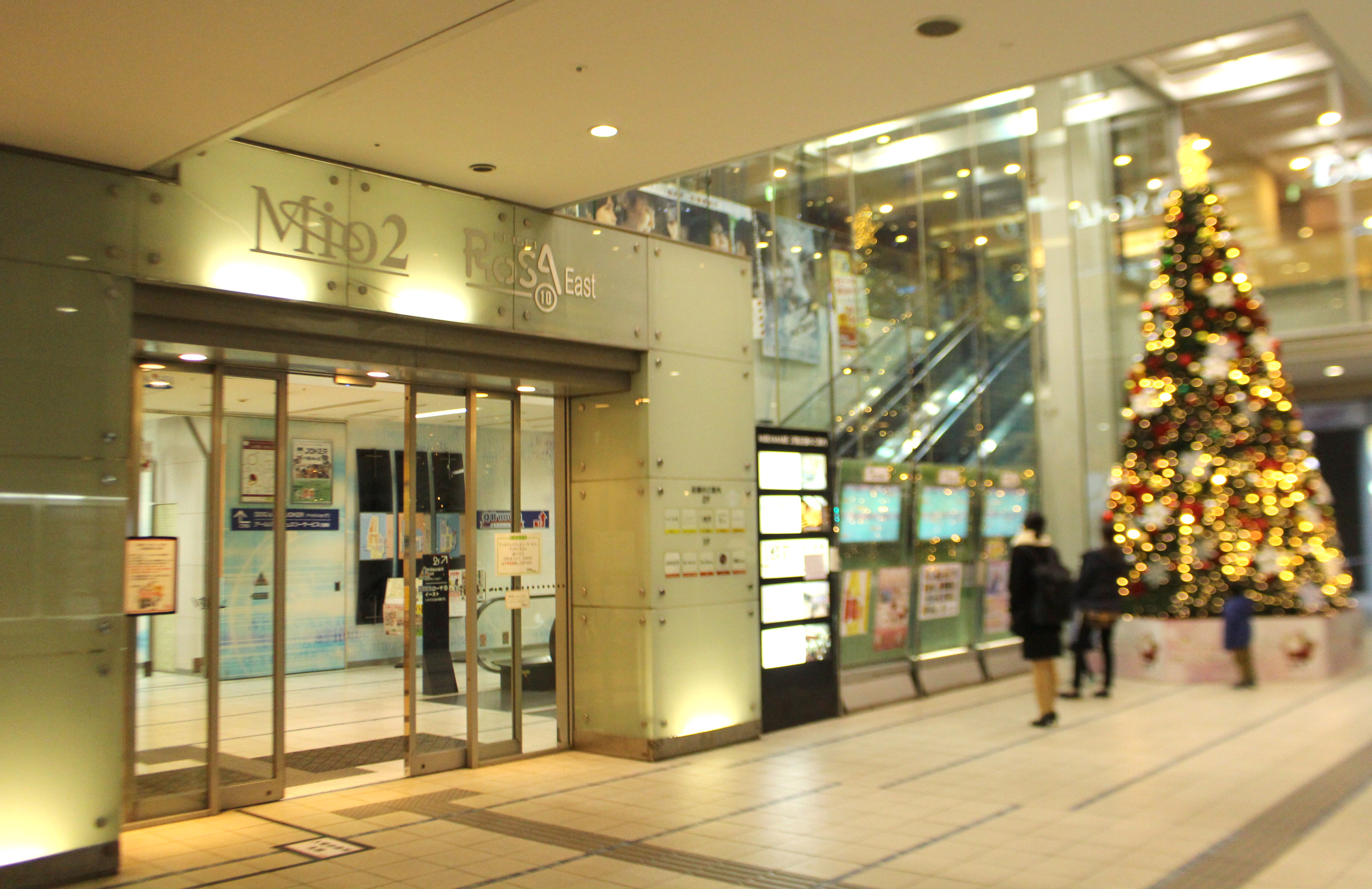
ミーオ2（Mio2）

ミーオ1から千葉県庁方面（千葉中央駅東口）にあるショッピングセンター。2階は京成ホテルミラマーレと接続している。
- 京成ホテルミラマーレ

センシティ ビルディング

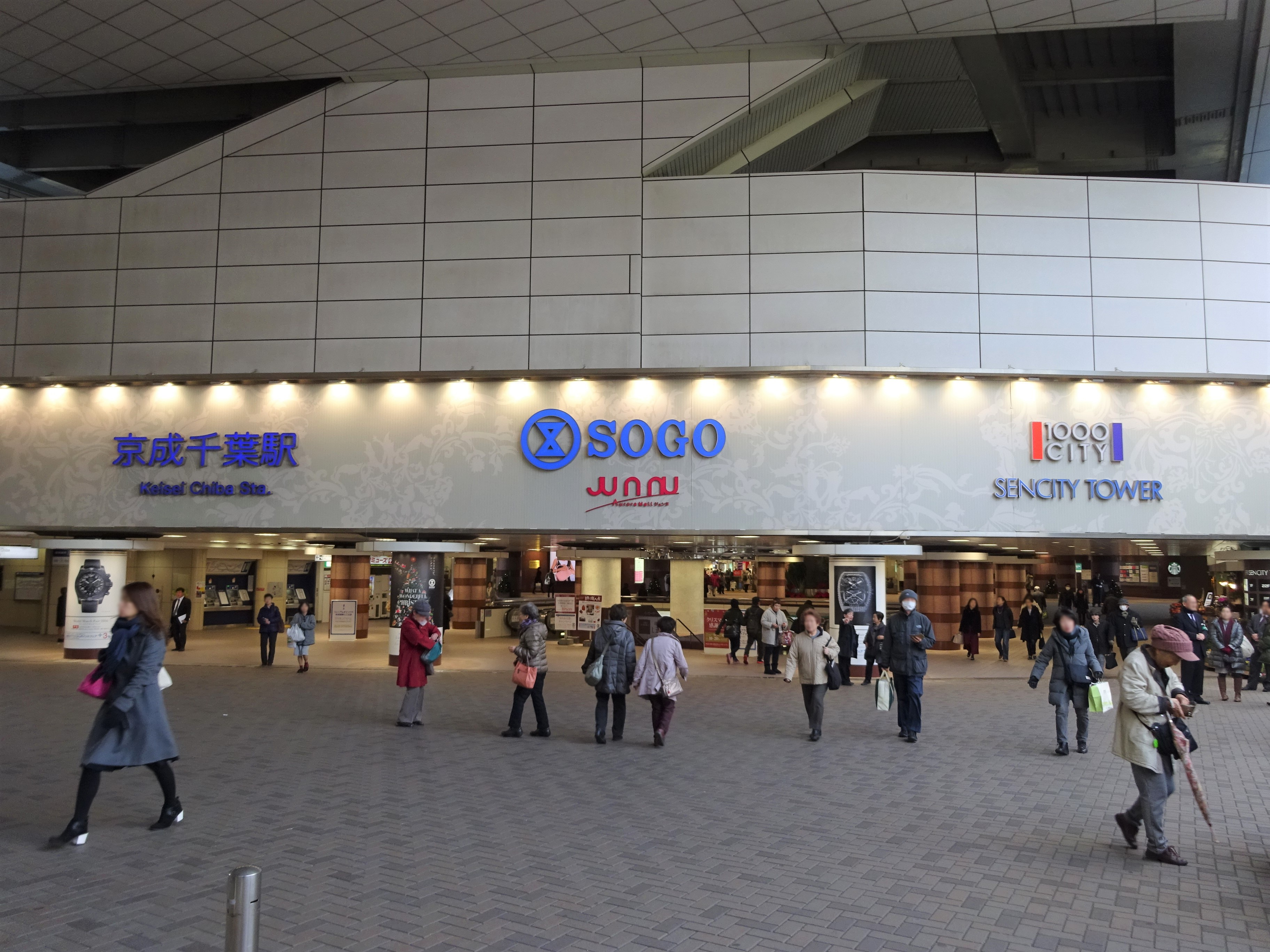
南口より接続する京成千葉駅西口・センシティ（2016年12月）

千葉新町地区の再開発事業における施設建築物名称。
- センシティタワー
  - 高さは約107 m（最高部）、約96 m（軒高）。階数は地下2階、地上23階、塔屋2階。1階部分が、センシティタワーとそごう千葉店本館のメインエントランスとなっている。また1階で京成千葉駅と、4階で千葉都市モノレール千葉駅とつながっている。
  - みずほ銀行千葉支店
  - みずほ信託銀行千葉支店
  - SMBC信託銀行プレスティア千葉支店
  - 千葉県中央旅券事務所
  - みずほ証券千葉中央支店
  - 丸三証券千葉支店
- そごう千葉店本館
  - 千葉ロフト
  - 三省堂書店
  - 山野楽器

センシティ パークプラザ
千葉新町第二地区の再開発事業における施設建築物名称。
- ヨドバシHD千葉ビル
  - センシティタワーとあわせてセンシティを構成している。

ウェストリオ
千葉都市計画事業千葉駅西口地区第二種市街地再開発事業の中核施設としてホテル棟と事務所棟のビル3棟が並ぶ。
- ホテルサンルート千葉

## 駅弁

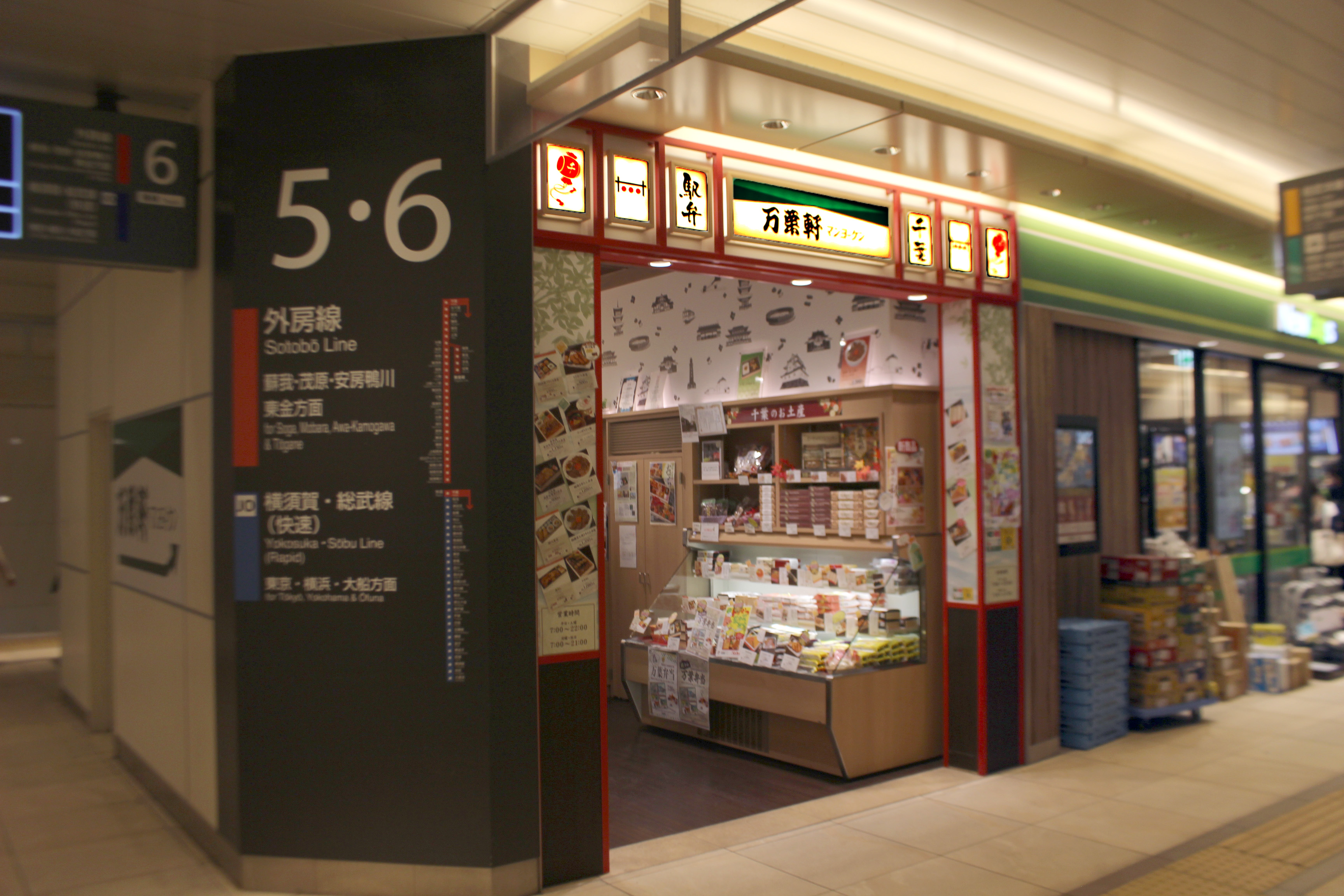
万葉軒（駅弁専門店）

当駅は駅弁専門店として改札内にリエイ「万葉軒 マンヨーケン」（旧：日本レストランエンタプライズ「駅弁屋 踊」）がある。
主な駅弁は下記の通り。
- 万葉弁当
- やき肉弁当
- 菜の花弁当
- ジャンボかつ弁当
- 万葉寿司
- トンかつ弁当

## 利用状況
- JR東日本 - 2023年度の1日平均乗車人員は100,525人である[JR 1]。
JR東日本管内の駅では日暮里駅に次いで第29位である。県庁所在地の中心駅であるが、千葉県内では西船橋駅・船橋駅・柏駅に次ぐ第4位である。ただし、この人数には、JR各線相互の乗り換え者数は含まれていないため、実際の駅利用者は数字以上に非常に多い。
- 千葉都市モノレール - 2022年度の1日平均乗車人員は12,126人である。
千葉都市モノレールの駅では、18駅中1位である。

### 年度別1日平均乗車人員（1890年代 - 1930年代）
年度全体の乗車人員を365（閏日が入る年度は366）で除して1日平均乗車人員を求めている。
| 年度               | 国鉄  | 出典               |
| ------------------ | ----- | ------------------ |
| 1897年（明治30年） | 1,005 | [ 千葉県統計 1 ]   |
| 1898年（明治31年） | 754   | [ 千葉県統計 2 ]   |
| 1900年（明治33年） | 636   | [ 千葉県統計 3 ]   |
| 1901年（明治34年） | 657   | [ 千葉県統計 4 ]   |
| 1905年（明治38年） | 707   | [ 千葉県統計 5 ]   |
| 1906年（明治39年） | 729   | [ 千葉県統計 6 ]   |
| 1907年（明治40年） | 582   | [ 千葉県統計 7 ]   |
| 1908年（明治41年） | 986   | [ 千葉県統計 8 ]   |
| 1909年（明治42年） | 1,032 | [ 千葉県統計 9 ]   |
| 1910年（明治43年） | 1,073 | [ 千葉県統計 10 ]  |
| 1911年（明治44年） | 1,316 | [ 千葉県統計 11 ]  |
| 1912年（大正元年） | 1,135 | [ 千葉県統計 12 ]  |
| 1913年（大正02年） | 1,212 | [ 千葉県統計 13 ]  |
| 1914年（大正03年） | 1,175 | [ 千葉県統計 14 ]  |
| 1915年（大正04年） | 1,163 | [ 千葉県統計 15 ]  |
| 1916年（大正05年） | 1,225 | [ 千葉県統計 16 ]  |
| 1917年（大正06年） | 1,434 | [ 千葉県統計 17 ]  |
| 1918年（大正07年） | 1,624 | [ 千葉県統計 18 ]  |
| 1919年（大正08年） | 2,065 | [ 千葉県統計 19 ]  |
| 1920年（大正09年） | 2,251 | [ 千葉県統計 20 ]  |
| 1921年（大正10年） | 2,182 | [ 千葉県統計 21 ]  |
| 1922年（大正11年） | 2,097 | [ 千葉県統計 22 ]  |
| 1923年（大正12年） | 2,585 | [ 千葉県統計 23 ]  |
| 1924年（大正13年） | 2,738 | [ 千葉県統計 24 ]  |
| 1925年（大正14年） | 2,836 | [ 千葉県統計 25 ]  |
| 1926年（昭和元年） | 2,850 | [ 千葉市勢要覧 1 ] |
| 1927年（昭和02年） | 2,749 | [ 千葉市勢要覧 1 ] |
| 1928年（昭和03年） | 2,761 | [ 千葉市勢要覧 1 ] |
| 1929年（昭和04年） | 2,916 | [ 千葉市勢要覧 1 ] |
| 1930年（昭和05年） | 2,788 | [ 千葉市勢要覧 1 ] |
| 1931年（昭和06年） | 2,718 | [ 千葉県統計 26 ]  |
| 1932年（昭和07年） | 2,709 | [ 千葉市勢要覧 2 ] |
| 1933年（昭和08年） | 3,038 | [ 千葉市勢要覧 3 ] |
| 1934年（昭和09年） | 3,063 | [ 千葉市勢要覧 3 ] |
| 1935年（昭和10年） | 3,816 | [ 千葉市勢要覧 3 ] |
| 1936年（昭和11年） | 4,152 | [ 千葉市勢要覧 4 ] |
| 1937年（昭和12年） | 4,696 | [ 千葉市勢要覧 4 ] |
| 1938年（昭和13年） | 5,507 | [ 千葉市勢要覧 4 ] |

### 年度別1日平均乗車人員（1947年 - 2000年）
| 年度               | 国鉄 / JR東日本 | 千葉都市 モノレール | 出典               |
| ------------------ | --------------- | ------------------- | ------------------ |
| 1947年（昭和22年） | 23,324          | 未 開 業            | [ 千葉市勢要覧 5 ] |
| 1948年（昭和23年） | 24,091          | 未 開 業            | [ 千葉市勢要覧 6 ] |
| 1949年（昭和24年） | 19,828          | 未 開 業            | [ 千葉市勢要覧 7 ] |
| 1950年（昭和25年） | 21,050          | 未 開 業            | [ 千葉市勢要覧 8 ] |
| 1951年（昭和26年） | 23,380          | 未 開 業            | [ 千葉県統計 27 ]  |
| 1952年（昭和27年） | 24,317          | 未 開 業            | [ 千葉市勢要覧 9 ] |
| 1953年（昭和28年） | 25,634          | 未 開 業            | [ 千葉県統計 28 ]  |
| 1954年（昭和29年） | 27,646          | 未 開 業            | [ 千葉県統計 29 ]  |
| 1955年（昭和30年） | 29,053          | 未 開 業            | [ 千葉県統計 30 ]  |
| 1956年（昭和31年） | 31,607          | 未 開 業            | [ 千葉県統計 31 ]  |
| 1957年（昭和32年） | 33,214          | 未 開 業            | [ 千葉県統計 32 ]  |
| 1958年（昭和33年） | 34,649          | 未 開 業            | [ 千葉県統計 33 ]  |
| 1959年（昭和34年） | 37,213          | 未 開 業            | [ 千葉県統計 34 ]  |
| 1960年（昭和35年） | 40,395          | 未 開 業            | [ 千葉県統計 35 ]  |
| 1961年（昭和36年） | 43,552          | 未 開 業            | [ 千葉県統計 36 ]  |
| 1962年（昭和37年） | 47,425          | 未 開 業            | [ 千葉県統計 37 ]  |
| 1963年（昭和38年） | 54,051          | 未 開 業            | [ 千葉県統計 38 ]  |
| 1964年（昭和39年） | 60,927          | 未 開 業            | [ 千葉県統計 39 ]  |
| 1965年（昭和40年） | 64,606          | 未 開 業            | [ 千葉県統計 40 ]  |
| 1966年（昭和41年） | 68,986          | 未 開 業            | [ 千葉県統計 41 ]  |
| 1967年（昭和42年） | 72,740          | 未 開 業            | [ 千葉県統計 42 ]  |
| 1968年（昭和43年） | 77,193          | 未 開 業            | [ 千葉県統計 43 ]  |
| 1969年（昭和44年） | 72,668          | 未 開 業            | [ 千葉県統計 44 ]  |
| 1970年（昭和45年） | 73,000          | 未 開 業            | [ 千葉県統計 45 ]  |
| 1971年（昭和46年） | 75,096          | 未 開 業            | [ 千葉県統計 46 ]  |
| 1972年（昭和47年） | 80,368          | 未 開 業            | [ 千葉県統計 47 ]  |
| 1973年（昭和48年） | 85,365          | 未 開 業            | [ 千葉県統計 48 ]  |
| 1974年（昭和49年） | 89,833          | 未 開 業            | [ 千葉県統計 49 ]  |
| 1975年（昭和50年） | 90,086          | 未 開 業            | [ 千葉県統計 50 ]  |
| 1976年（昭和51年） | 92,993          | 未 開 業            | [ 千葉県統計 51 ]  |
| 1977年（昭和52年） | 91,745          | 未 開 業            | [ 千葉県統計 52 ]  |
| 1978年（昭和53年） | 91,014          | 未 開 業            | [ 千葉県統計 53 ]  |
| 1979年（昭和54年） | 90,684          | 未 開 業            | [ 千葉県統計 54 ]  |
| 1980年（昭和55年） | 90,590          | 未 開 業            | [ 千葉県統計 55 ]  |
| 1981年（昭和56年） | 89,871          | 未 開 業            | [ 千葉県統計 56 ]  |
| 1982年（昭和57年） | 87,884          | 未 開 業            | [ 千葉県統計 57 ]  |
| 1983年（昭和58年） | 87,798          | 未 開 業            | [ 千葉県統計 58 ]  |
| 1984年（昭和59年） | 88,438          | 未 開 業            | [ 千葉県統計 59 ]  |
| 1985年（昭和60年） | 90,219          | 未 開 業            | [ 千葉県統計 60 ]  |
| 1986年（昭和61年） | 87,537          | 未 開 業            | [ 千葉県統計 61 ]  |
| 1987年（昭和62年） | 89,285          | 未 開 業            | [ 千葉県統計 62 ]  |
| 1988年（昭和63年） | 92,924          | 未 開 業            | [ 千葉県統計 63 ]  |
| 1989年（平成元年） | 93,883          | 未 開 業            | [ 千葉県統計 64 ]  |
| 1990年（平成02年） | 96,537          | 未 開 業            | [ 千葉県統計 65 ]  |
| 1991年（平成03年） | 99,799          | 5,751               | [ 千葉県統計 66 ]  |
| 1992年（平成04年） | 102,214         | 7,981               | [ 千葉県統計 67 ]  |
| 1993年（平成05年） | 108,462         | 8,809               | [ 千葉県統計 68 ]  |
| 1994年（平成06年） | 108,112         | 8,934               | [ 千葉県統計 69 ]  |
| 1995年（平成07年） | 108,388         | 10,736              | [ 千葉県統計 70 ]  |
| 1996年（平成08年） | 108,385         | 11,425              | [ 千葉県統計 71 ]  |
| 1997年（平成09年） | 106,001         | 10,835              | [ 千葉県統計 72 ]  |
| 1998年（平成10年） | 106,529         | 10,686              | [ 千葉県統計 73 ]  |
| 1999年（平成11年） | 105,246         | 10,675              | [ 千葉県統計 74 ]  |
| 2000年（平成12年） | 103,723         | 10,573              | [ 千葉県統計 75 ]  |

### 年度別1日平均乗車人員（2001年以降）
近年の1日平均乗車人員の推移は下記の通り。
| 年度               | JR東日本 | 千葉都市 モノレール | 出典              |
| ------------------ | -------- | ------------------- | ----------------- |
| 2001年（平成13年） | 103,590  | 10,528              | [ 千葉県統計 76 ] |
| 2002年（平成14年） | 104,275  | 10,508              | [ 千葉県統計 77 ] |
| 2003年（平成15年） | 104,748  | 10,302              | [ 千葉県統計 78 ] |
| 2004年（平成16年） | 103,618  | 10,115              | [ 千葉県統計 79 ] |
| 2005年（平成17年） | 103,401  | 10,344              | [ 千葉県統計 80 ] |
| 2006年（平成18年） | 105,746  | 10,767              | [ 千葉県統計 81 ] |
| 2007年（平成19年） | 106,901  | 10,913              | [ 千葉県統計 82 ] |
| 2008年（平成20年） | 107,122  | 10,851              | [ 千葉県統計 83 ] |
| 2009年（平成21年） | 106,434  | 10,978              | [ 千葉県統計 84 ] |
| 2010年（平成22年） | 105,777  | 11,008              | [ 千葉県統計 85 ] |
| 2011年（平成23年） | 104,788  | 10,369              | [ 千葉県統計 86 ] |
| 2012年（平成24年） | 104,646  | 11,436              | [ 千葉県統計 87 ] |
| 2013年（平成25年） | 105,812  | 11,286              | [ 千葉県統計 88 ] |
| 2014年（平成26年） | 103,592  | 11,262              | [ 千葉県統計 89 ] |
| 2015年（平成27年） | 104,503  | 11,406              | [ 千葉県統計 90 ] |
| 2016年（平成28年） | 105,205  | 11,849              | [ 千葉県統計 91 ] |
| 2017年（平成29年） | 105,807  | 12,569              | [ 千葉県統計 92 ] |
| 2018年（平成30年） | 108,121  | 13,034              | [ 千葉県統計 93 ] |
| 2019年（令和元年） | 107,829  | 13,183              | [ 千葉県統計 94 ] |
| 2020年（令和02年） | 81,445   | 9,929               | [ 千葉県統計 95 ] |
| 2021年（令和03年） | 86,911   | 11,134              | [ 千葉県統計 96 ] |
| 2022年（令和04年） | 94,864   | 12,126              | [ 千葉県統計 97 ] |
| 2023年（令和05年） | 100,525  |                     |                   |

備考
1. ↑  1897年・1898年・1900年・1901年・1905年・1906年については1月 - 12月の暦年
2. ↑  総武鉄道：187,888人（1日平均：514人）・房総鉄道：87,652人（1日平均：240人）の合計値
3. ↑  総武鉄道：249,843人（1日平均：684人）・房総鉄道：8,412人（1日平均：23人）の合計値
4. ↑  総武鉄道：257,821人（1日平均706人）・房総鉄道：8,605人（1日平均：23人）の合計値
5. ↑  1991年6月12日開業。開業日から翌年3月31日までの計294日間を集計したデータ。

## 駅周辺

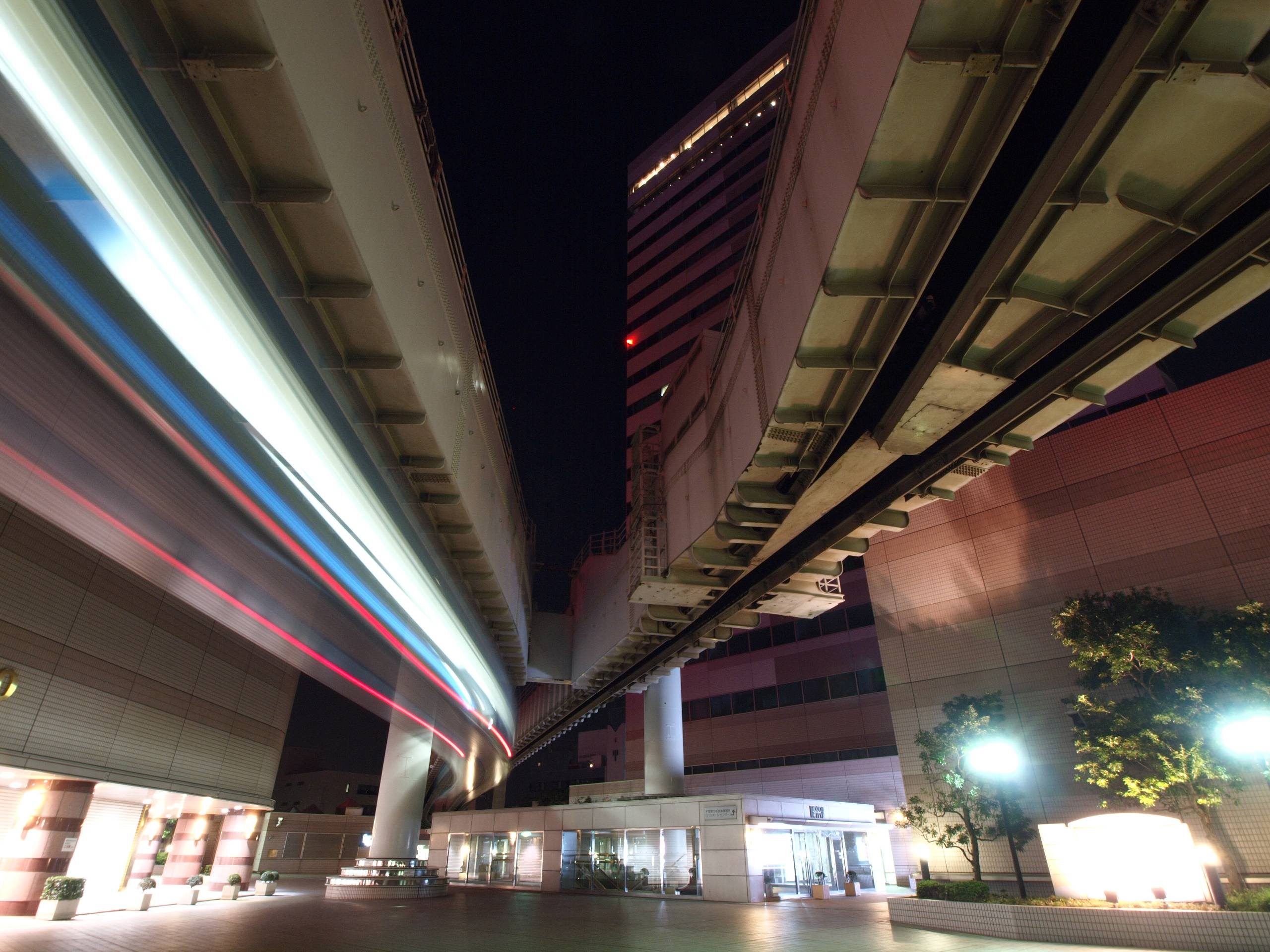
モノレール南口より接続する4階屋外テラス（2010年5月） ※左がそごう千葉店、右がセンシティタワー

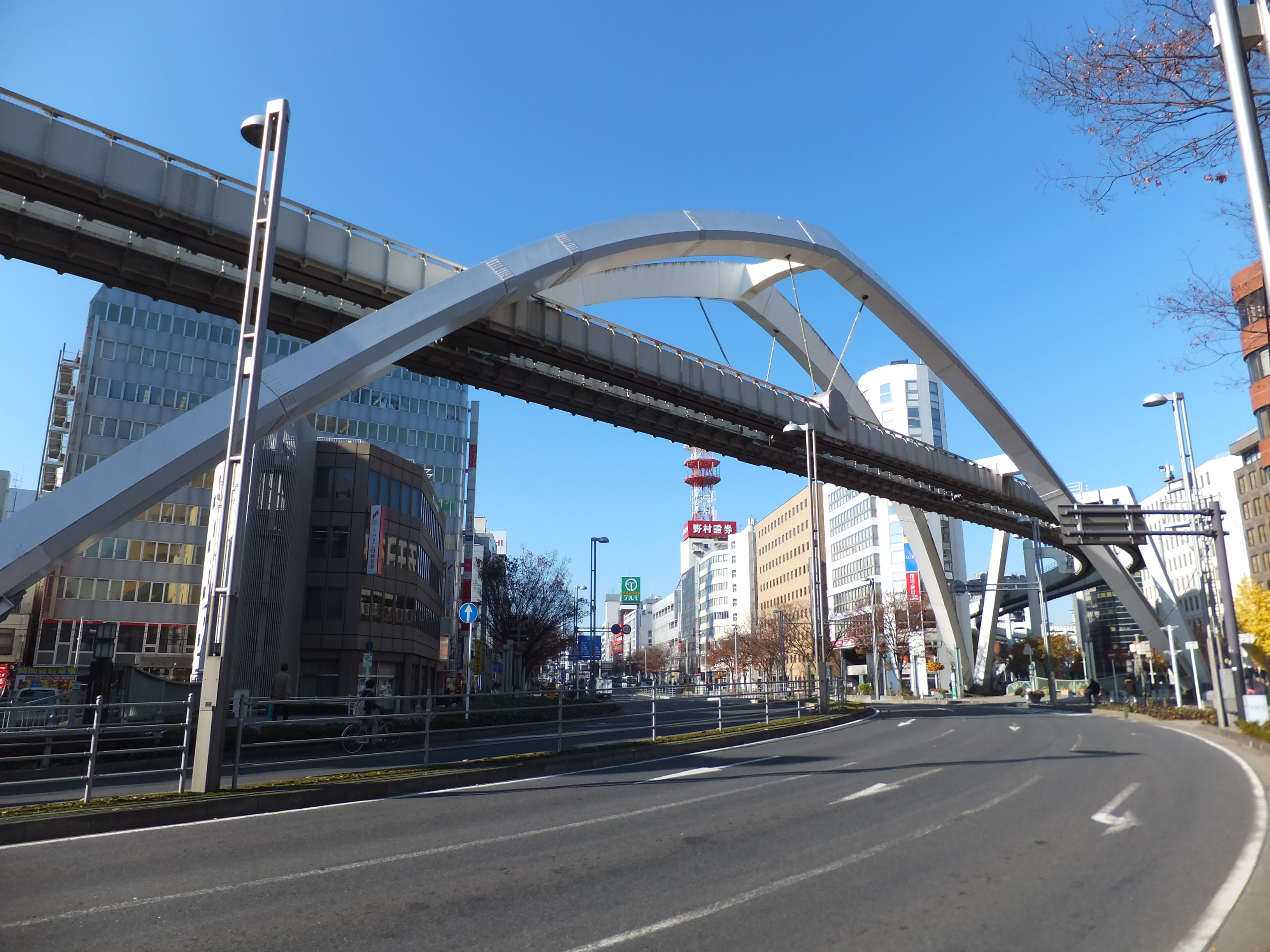
千葉都市モノレール セントラルアーチ ※奥が千葉駅方面

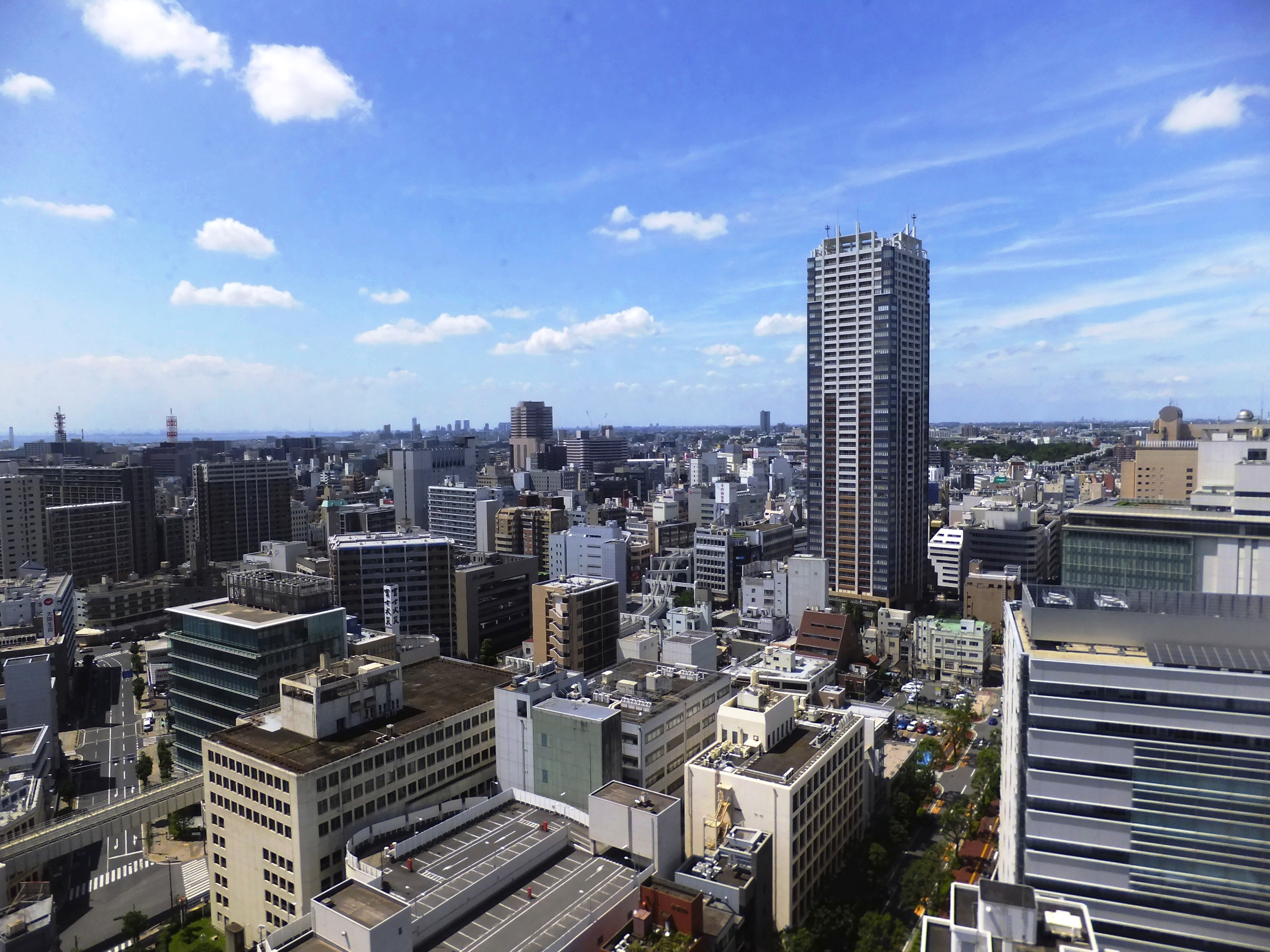
千葉県庁本庁舎より望む千葉駅方面（2012年8月）

当駅は千葉市中心部の北西端に位置し、東口・モノレール中央口より南東方の中央公園などの「中央」方面に向かう広い通り「千葉駅前大通り」が伸びる。これは、1963年（昭和38年）の千葉駅の現在地への移転に合わせ、周辺区画と共に整備されたもので、デパートやオフィスビルなどが多い。一方通行路や右折禁止の交差点が多く、客待ちをするタクシーの台数もかなり多い。駅前広場は東口・モノレール中央口・北口・西口にあり、各々バス・タクシー乗り場がある。特に東口・モノレール中央口前のバスターミナルは規模が大きく、路線バス用、一般車とタクシー用とレーンが分かれており、県都中心駅の性格を表している。
東口・モノレール中央口駅前にはデパートやショッピングセンターなどのビルが林立している。2018年（平成30年）からは、ペリエ千葉、そごう千葉店、シーワンを中心として「えきまつり」が開催されるようになった。 北口と西口は位置・構造の関係上、東口と比べ人出が少ない。北口は1990年代まで閑静な住宅街であったが現在は駅前広場が整備され、広い道幅の道路が開通しているほか、高等学校や大手予備校もあり学生は比較的多い。また、西口にも駅前広場が整備され、千葉駅西口地区第二種市街地再開発事業（B工区）により、病院や商業施設が建設された。
東方向の先は関東屈指の歓楽街（栄町）、南東方向は中心部の繁華街（富士見・中央）、南方向（新町・新田町・新宿）はビルなどが混在する地域となっている。2010年代以降はパルコや三越といった大型商業施設が撤退し、中心市街地の空洞化が見られる。2020年代前半は駅前の大規模再開発が進んでおり、国税庁が2022年7月に発表した同年1月時点の路線価では本地域の上昇率が全国トップとなった。西方向（新千葉）と北方向（弁天）は駅から離れると閑静な住宅街が広がる。駅周辺は路上喫煙禁止地区になっている。
県庁・千葉県警察本部や千葉地方裁判所・千葉地方検察庁など国や県の機関とその関連施設は、歴史的に千葉市の中心部である千葉中央駅から本千葉駅にかけての一帯の東側、「長洲」や「市場町」にある。当駅からは徒歩で約20分かかるため、葭川公園駅（→千葉地検、千葉地裁）、県庁前駅（→県庁舎、県警本部）、本千葉駅（→県警本部、県庁舎）からの徒歩や、バスターミナルから千葉中央バスや小湊鉄道バスなどの路線バスが利用できる。

### 周辺交通

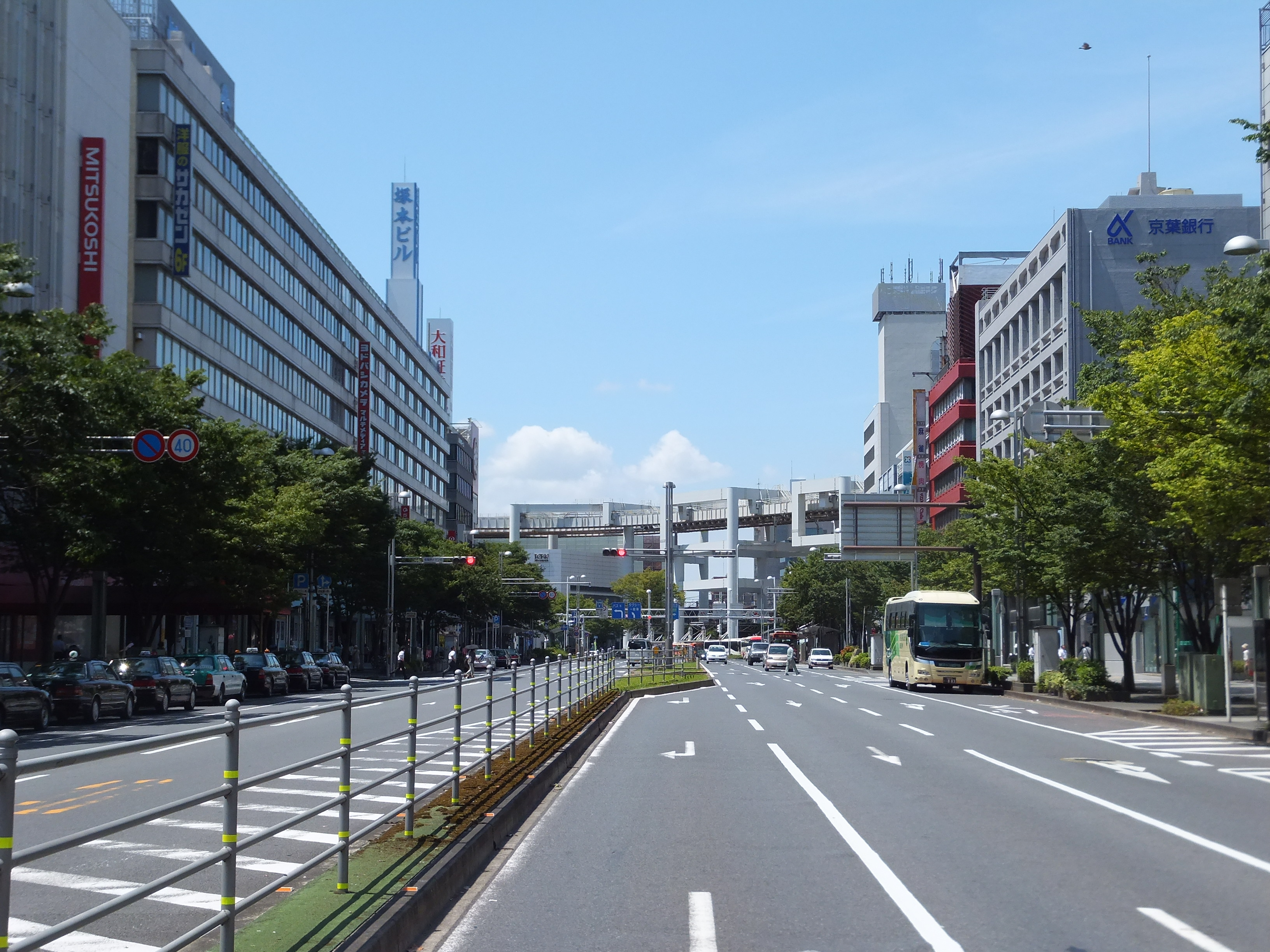
千葉駅前大通り

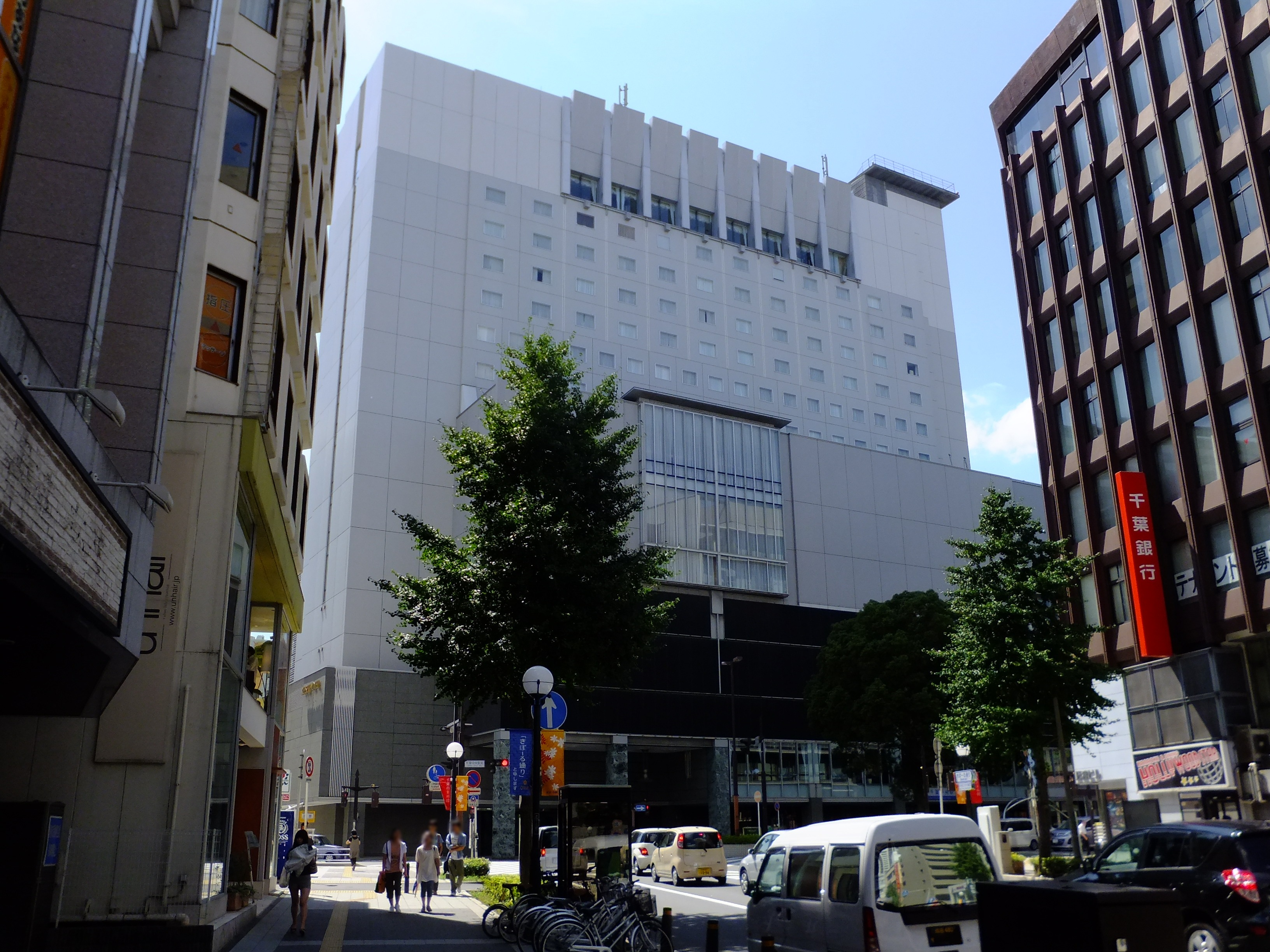
京成電鉄千葉中央駅 京成ホテルミラマーレ

当駅を中心とする以下、概ね半径1キロメートル（km）程度範囲内周辺の一般国道・都道府県道。
- 国道14号
- 国道51号
- 国道126号
- 国道357号
- 千葉県道40号東千葉停車場線
- 千葉県道217号本千葉停車場線

当駅を中心とする以下の各駅は概ね半径1キロメートル（km）程度範囲内にある。
- 東口・モノレール中央口
  - 栄町駅（千葉都市モノレール1号線） - 栄町（歓楽街）付近の最寄駅。
  - 葭川公園駅（千葉都市モノレール1号線） - 中央公園付近の最寄駅。
- 東口・モノレール中央口・南口・モノレール南口
  - 京成千葉駅（京成千葉線）
  - 千葉中央駅（京成千葉線・千原線）
- 東口・モノレール中央口・北口・千葉公園口
  - 東千葉駅（JR総武本線・成田線） - 千葉市民会館など旧千葉駅付近の最寄駅。
- 西口
  - 新千葉駅（京成千葉線） - 新千葉二丁目南部など住宅街の最寄駅。
  - 市役所前駅（千葉都市モノレール1号線）
- 北口・千葉公園口
  - 千葉公園駅（千葉都市モノレール2号線）

### 東口・モノレール中央口

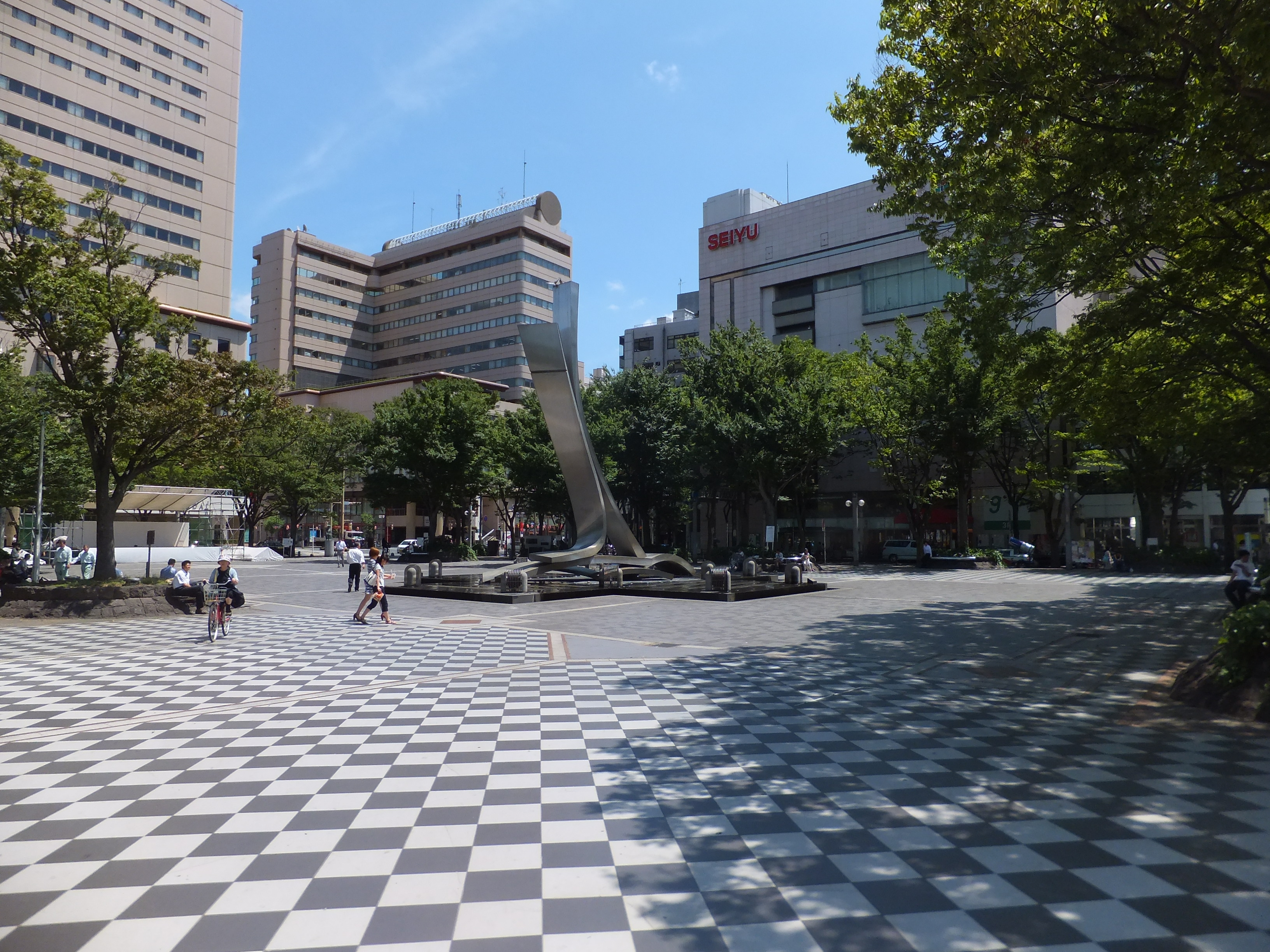
千葉中央公園

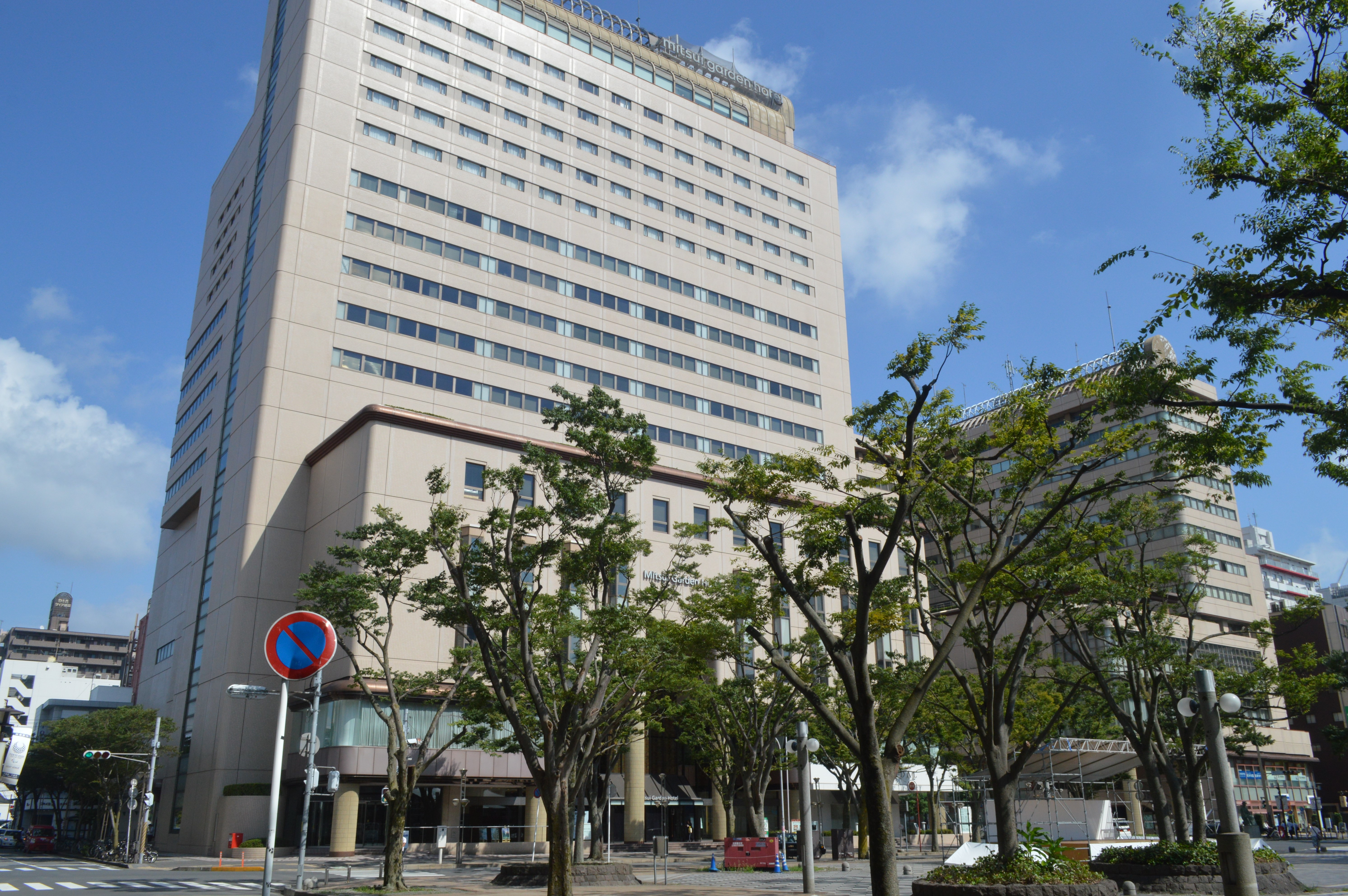
千葉中央ツインビル1号館

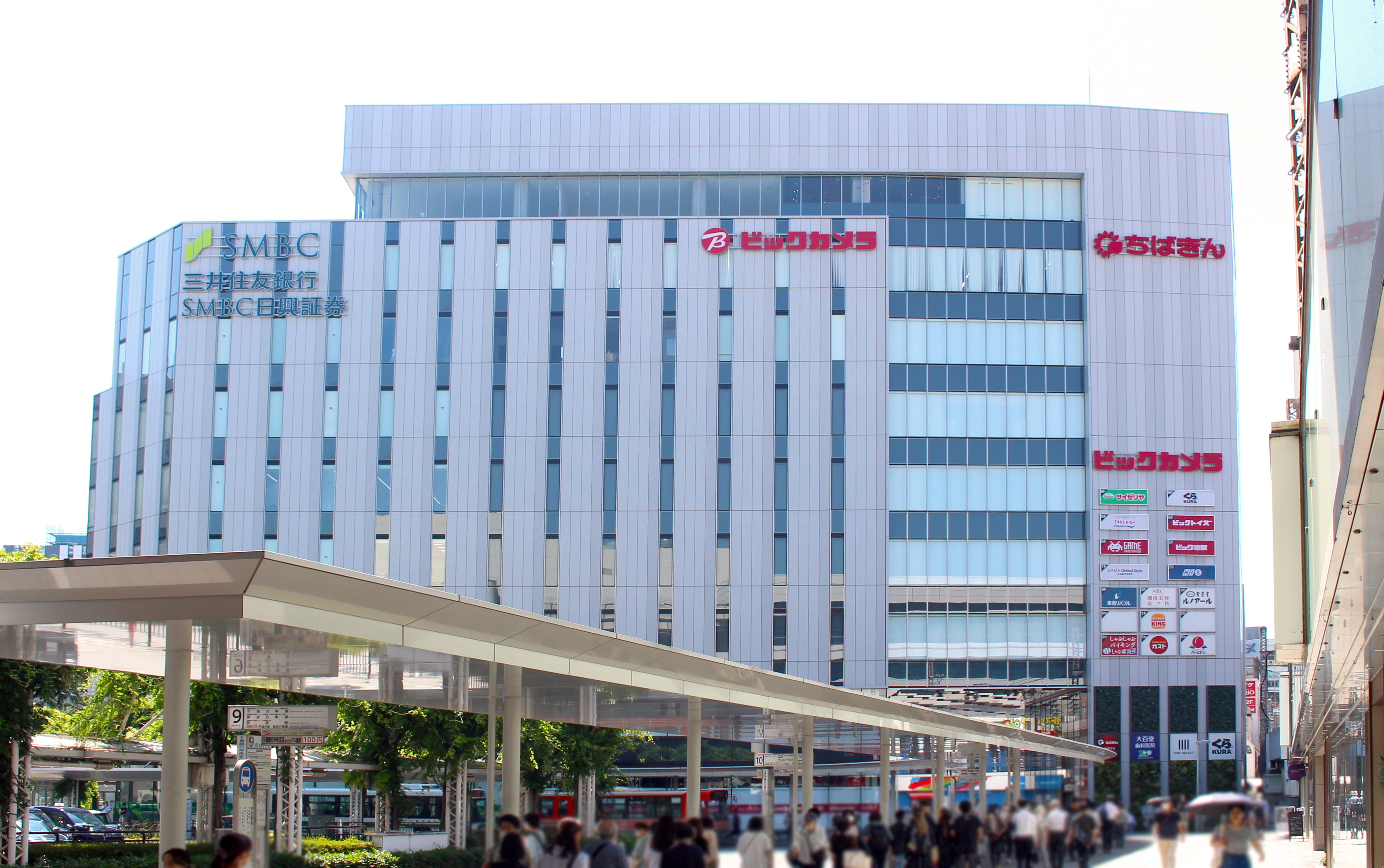
マインズ千葉

栄町駅、葭川公園駅、千葉中央駅付近は栄町駅周辺、葭川公園駅周辺、千葉中央駅周辺も参照。
東口・モノレール中央口駅前
- ペリエ千葉（Perie）
  - 駅レンタカー千葉営業所
- JR駅舎東口北（総武本線）寄り
  - 千葉市役所千葉駅連絡所
- 広場北寄り
  - 千葉中央警察署千葉駅前交番
- 千葉市文化交流プラザ（京葉銀行文化プラザ）（旧：ぱ・る・るプラザ千葉）
  - 千葉駅東口郵便局
- 千葉アジア会館
- 千葉駅前大通り郵便局
- ダイワロイネットホテル千葉駅前 - 2021年3月12日より、駅ナカシェアオフィス「STATION WORK」の提携を開始（事前予約制）[26][報道 13]
- 京葉銀行本店営業部
- 千葉興業銀行千葉駅前支店
- 三井住友信託銀行千葉支店、千葉駅前支店
- 野村證券千葉支店
- 岡三証券千葉支店
- NTT東日本フレッツショールーム
- 駿台予備学校千葉校

富士見二丁目 - 千葉駅前大通り南西側
飲食店、ファストフード店、居酒屋などは駅前通りよりも南側の外房線・京成線沿いに多い。
- マインズ千葉
  - ビックカメラ千葉駅前店[新聞 25]
- シーワン（C-one）
- 塚本大千葉ビル
  - 三菱UFJ銀行千葉支店・千葉中央支店
  - 東京スター銀行千葉支店
  - ザ・ダイソー千葉駅前店
  - 三省堂書店カルチャーステーション千葉店
  - NHK文化センター千葉教室
- 千葉銀行千葉駅前支店
- 三井住友銀行千葉支店
- あおぞら銀行千葉支店
- 大和証券千葉支店
- 東京電力千葉支店

中央
- 千葉市中央区役所
- 若葉郵便局（ゆうちょ銀行若葉店併設）
- 千葉中央ツインビル（1号館） - 三井グループの支社（三井不動産）を中心とした企業が入居
  - 三井ガーデンホテル千葉
- 千葉中央ツインビル（2号館）
  - 千葉銀行中央支店
  - ちばぎん証券（本店）
  - 千葉市文化センター[27]
  - 千葉県道路公社[28]
  - 千葉市民活動支援センター
  - 千葉商工会議所連合会（千葉商工会議所）

### 南口・モノレール南口
新町 - 京成千葉駅周辺
- そごう千葉店
  - 千葉ロフト
  - 三省堂書店
  - 山野楽器
- ヨドバシHD千葉ビル[29]
  - ヨドバシカメラ マルチメディア千葉
- センシティタワー
  - 千葉県旅券事務所
  - みずほ証券千葉中央支店
  - 丸三証券千葉支店
- ハローワークちば駅前プラザ
- 千葉新町郵便局

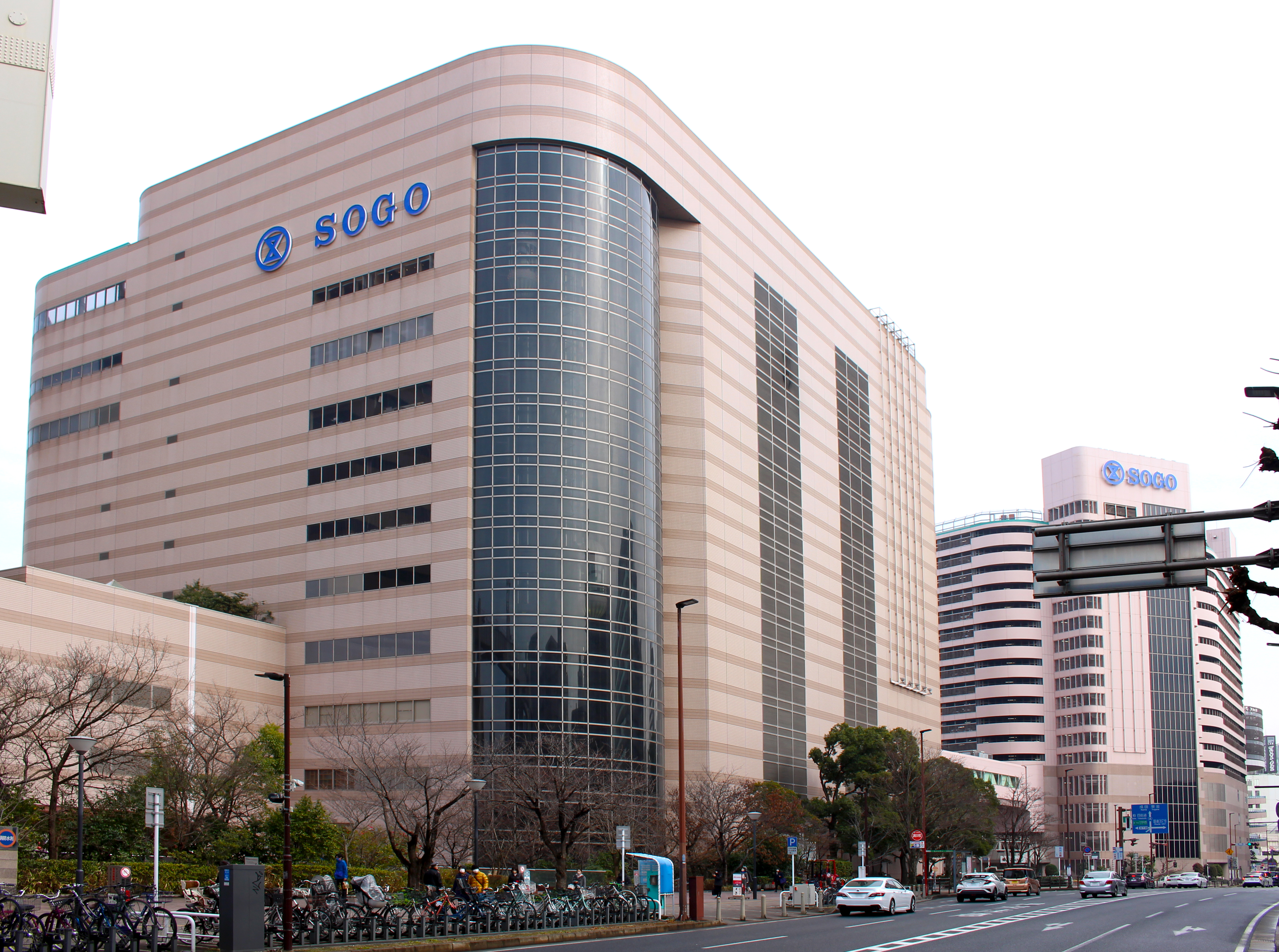
そごう千葉本館

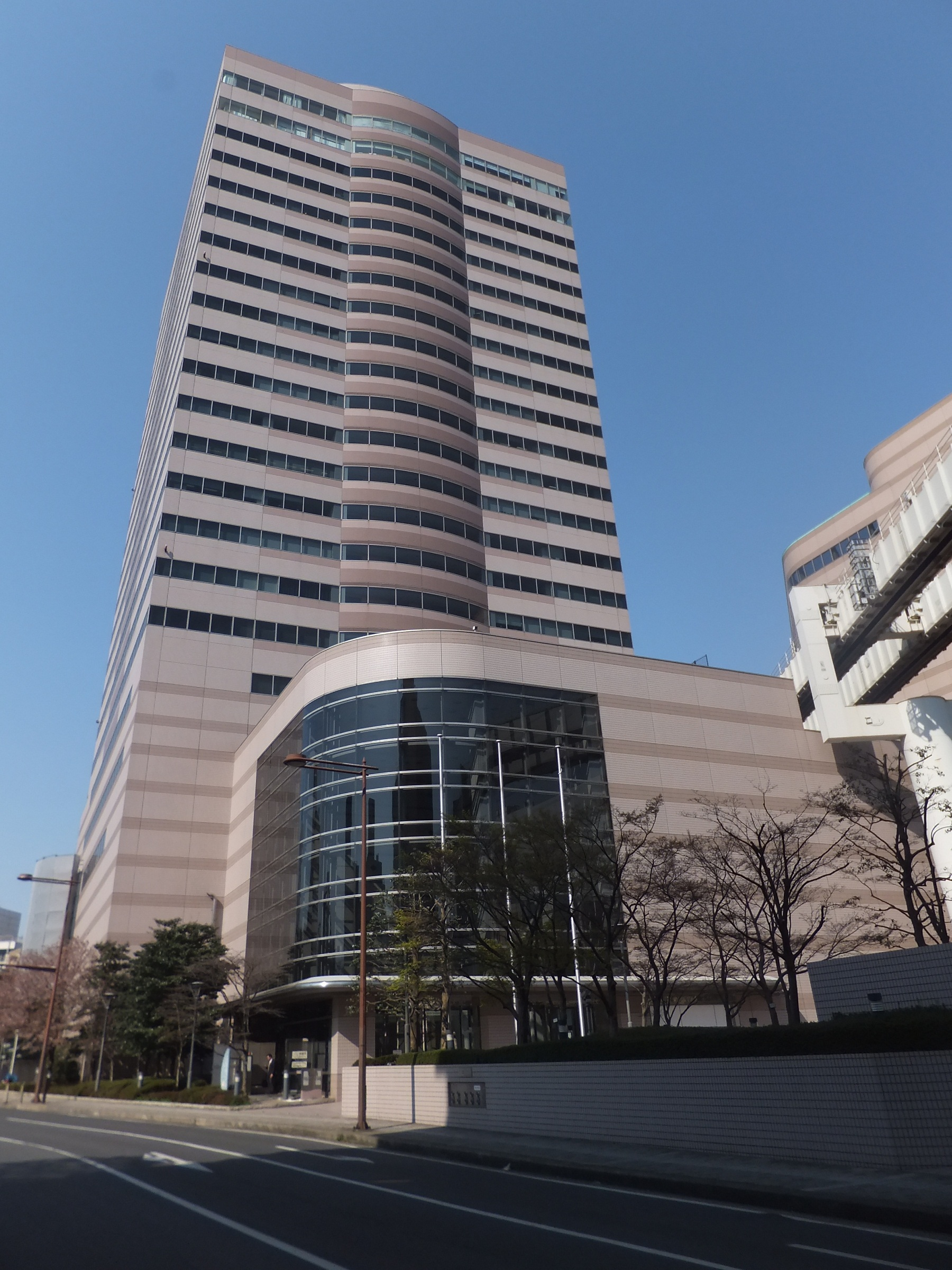
センシティタワー

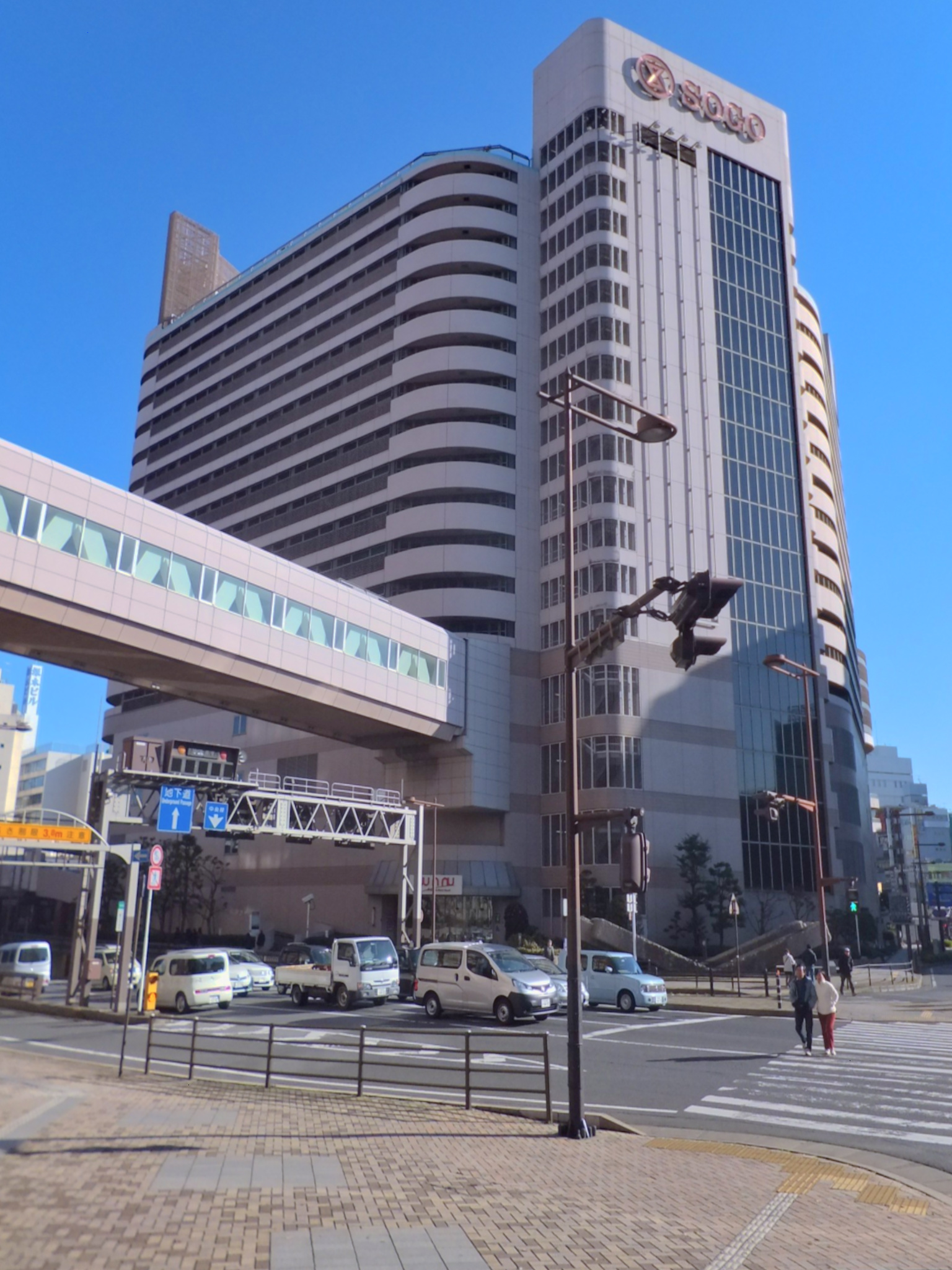
ヨドバシHD千葉ビル（画像はそごう運営時のもの）

- 三菱UFJモルガン・スタンレー証券千葉支店
- いちよし証券千葉支店

新田町
- 横浜幸銀信用組合千葉支店
- 井上記念病院

### 西口
新千葉駅付近は新千葉駅も参照。
- ウェストリオ（WESTRIO）
  - ホテルサンルート千葉
- 千葉県農業会館
- 千葉調理師専門学校
- 千葉日建工科専門学校
- 明聖高等学校千葉校舎
- 日本バプテスト・バイブル・フェローシップ千葉バイブル・バプテスト教会
- 三愛記念病院

### 北口・千葉公園口

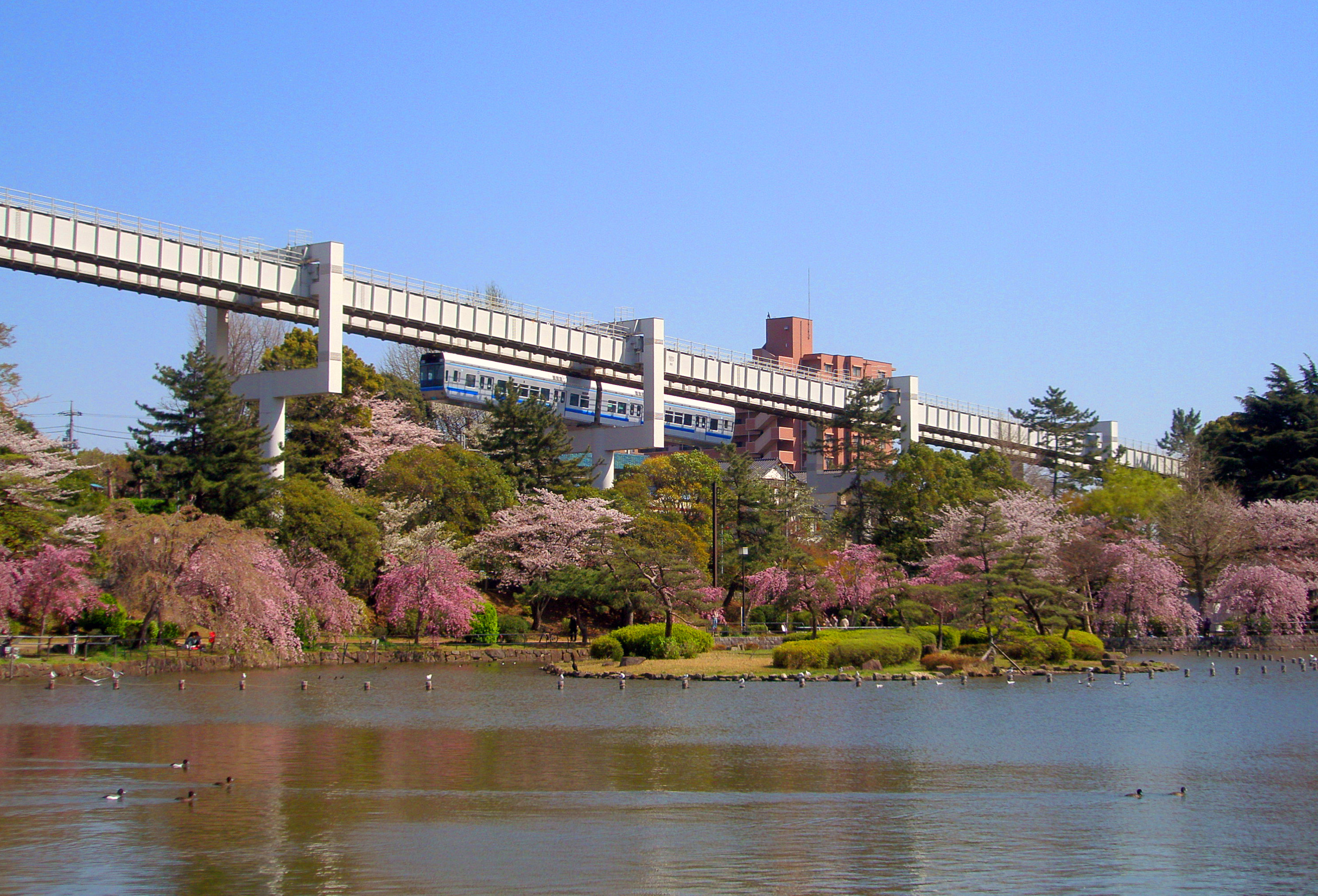
千葉公園

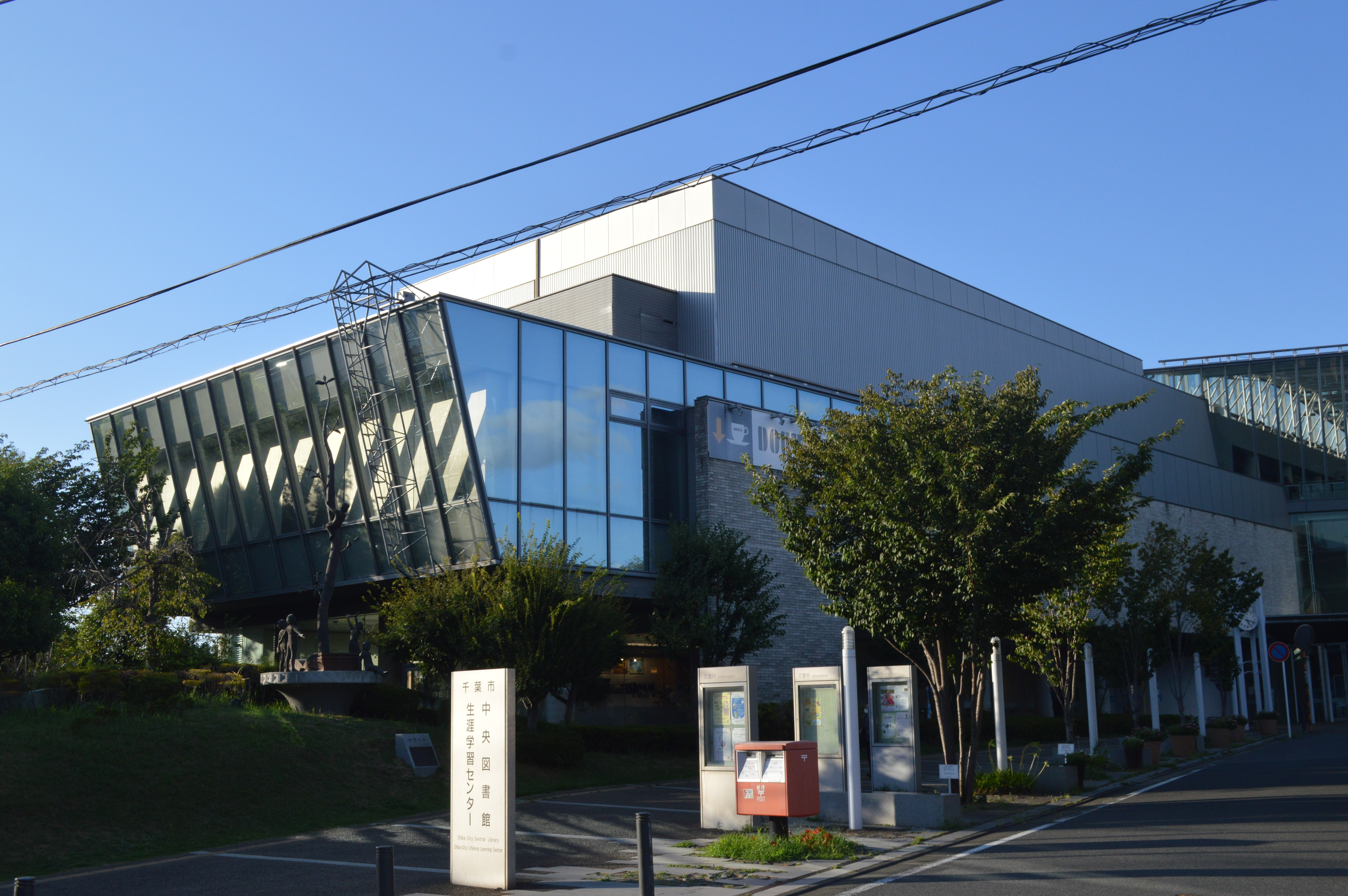
千葉市中央図書館

- 東日本旅客鉄道千葉支社
- 千葉サイクル会館
- 千葉市中央図書館
- 学校法人大原学園
  - 大原簿記公務員専門学校千葉校
  - 大原医療秘書福祉専門学校千葉校
- 植草学園大学附属高等学校
- クラーク記念国際高等学校千葉キャンパス
- 千葉市立弁天小学校
- 千葉信用金庫千葉駅北口支店
- 中央労働金庫千葉支店
- 全労済千葉県本部会館
- スーパーホテル千葉駅前
- 渋谷高等学院千葉校
- 千葉公園
- アパホテル千葉駅前

## 隣の駅
東日本旅客鉄道（JR東日本）
 総武線（各駅停車）
西千葉駅 (JB 38) - 千葉駅 (JB 39)
 総武線（快速）・■総武本線・■成田線（成田線は佐倉駅まで総武本線）
- 特急「しおさい」停車駅、特急「成田エクスプレス」一部停車駅、特急「あずさ」発着駅、特急「富士回遊」始発駅

■快速
稲毛駅 (JO 27) - （黒砂信号場） - 千葉駅 (JO 28) - 都賀駅 (JO 30)
■■普通（各駅停車）
千葉駅 (JO 28) - 東千葉駅 (JO 29)
 総武線（快速）・■外房線・■内房線（内房線は蘇我駅まで外房線）
- 臨時特急「新宿さざなみ」「新宿わかしお」停車駅

■快速
稲毛駅 (JO 27) - （黒砂信号場） - 千葉駅 (JO 28) - 本千葉駅
■■普通（各駅停車）
千葉駅 (JO 28) - 本千葉駅
※線路名称上の総武本線としての当駅の隣の駅は西千葉駅と東千葉駅であるが、双方の駅に停車する列車は存在しない。
千葉都市モノレール
 1号線
市役所前駅（CM02） - 千葉駅（CM03） - 栄町駅（CM16）
 2号線
市役所前駅（CM02） - 千葉駅（CM03） - 千葉公園駅（CM04）